# ولاية الجزائر

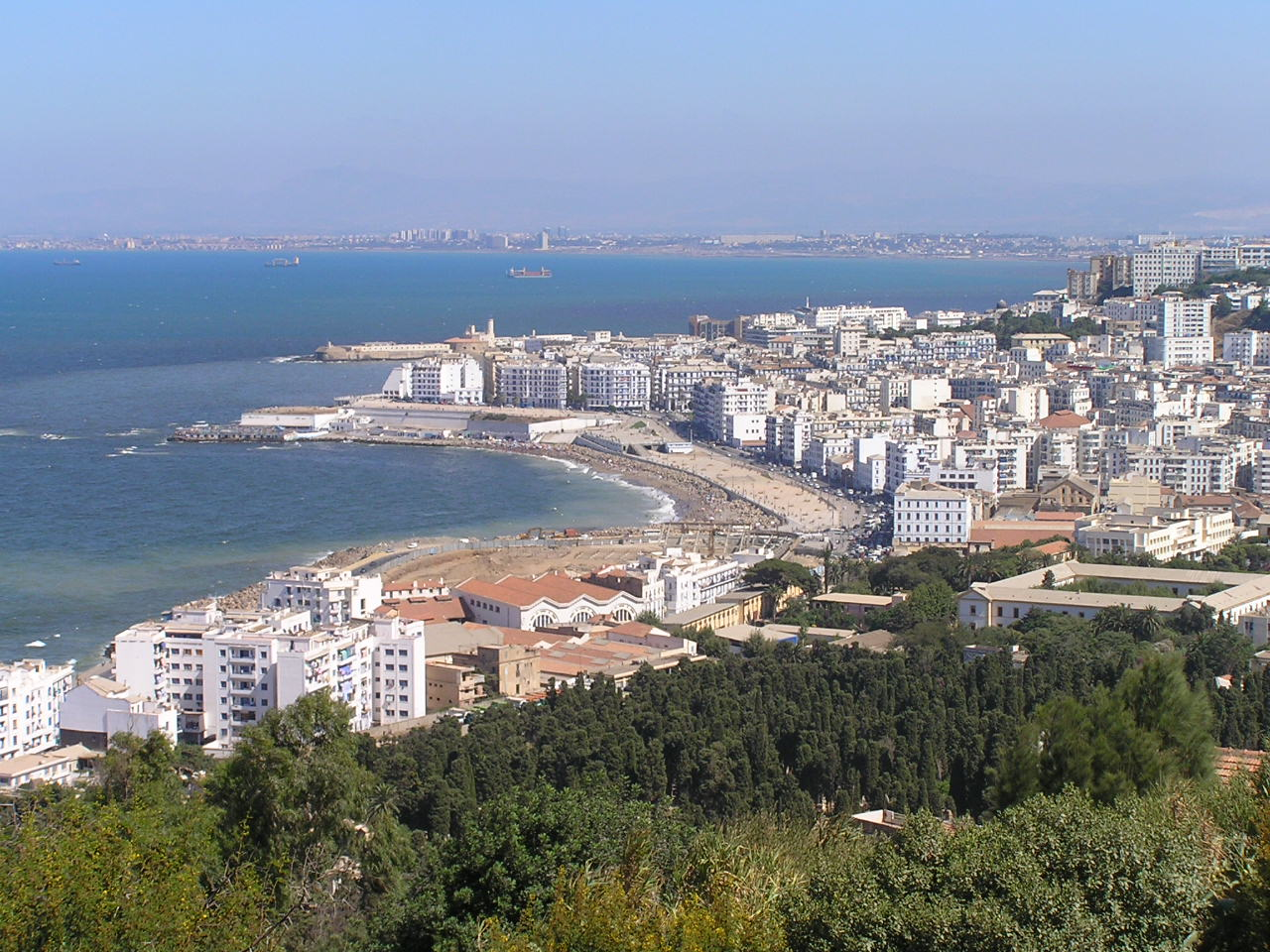

ولاية الجزائر: إحدى ولايات الجزائر، تقع على ساحل البحر الأبيض المتوسط، وعاصمتها مدينة الجزائر العاصمة.

## التاريخ

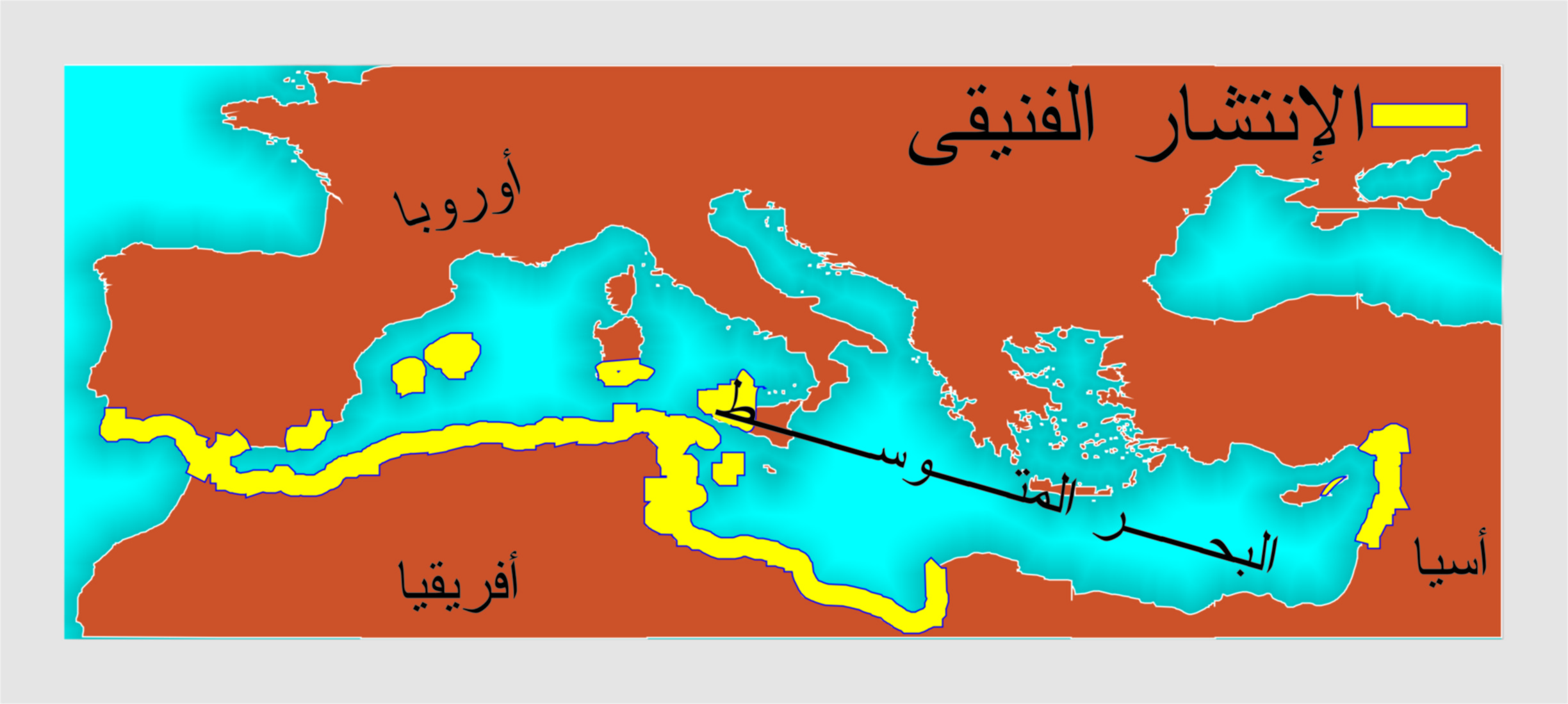
الانتشار الفينيقي في البحر الأبيض المتوسط

مملكة نوميديا

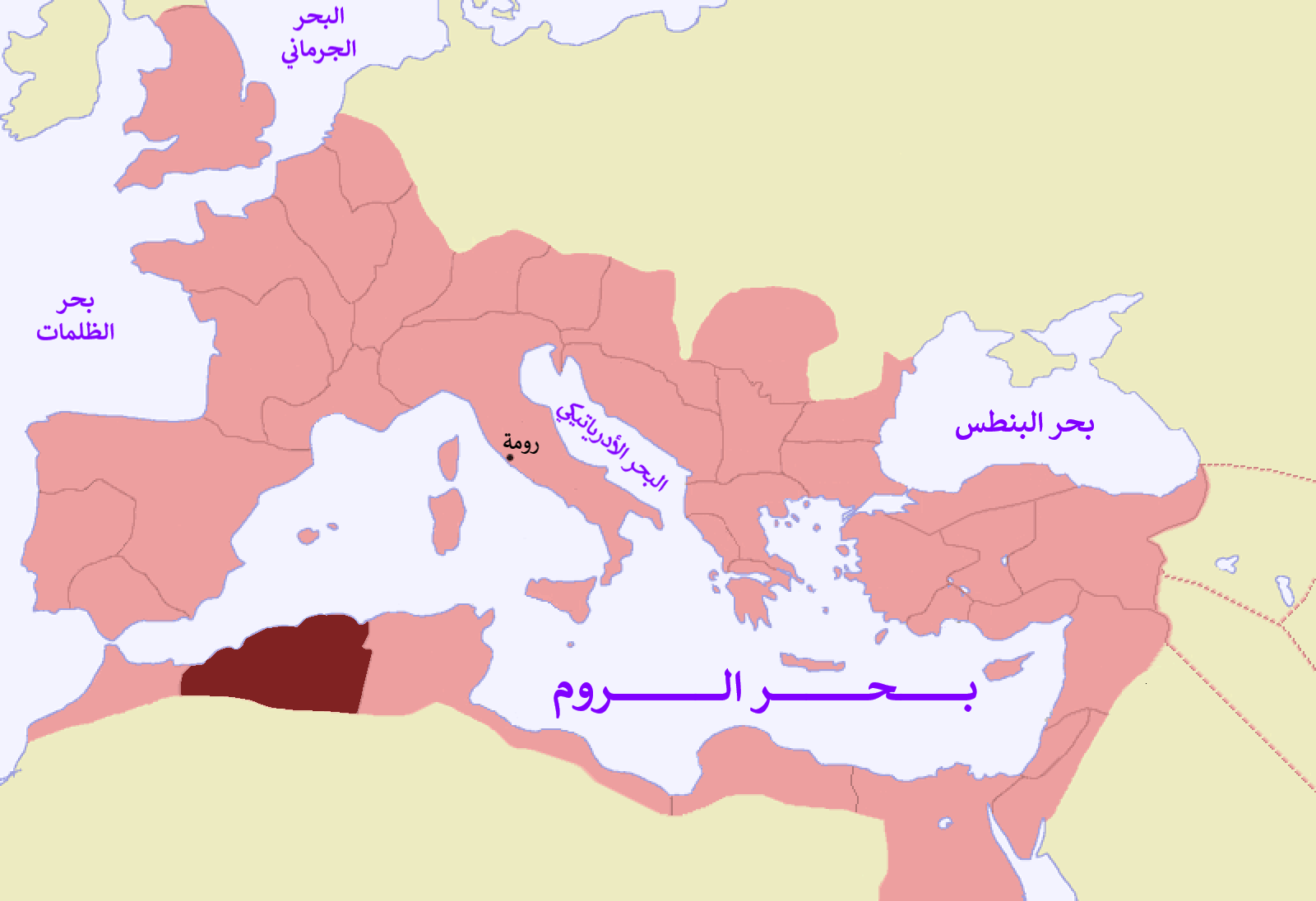
موريتانية القيصرية باللون الرماني الداكن

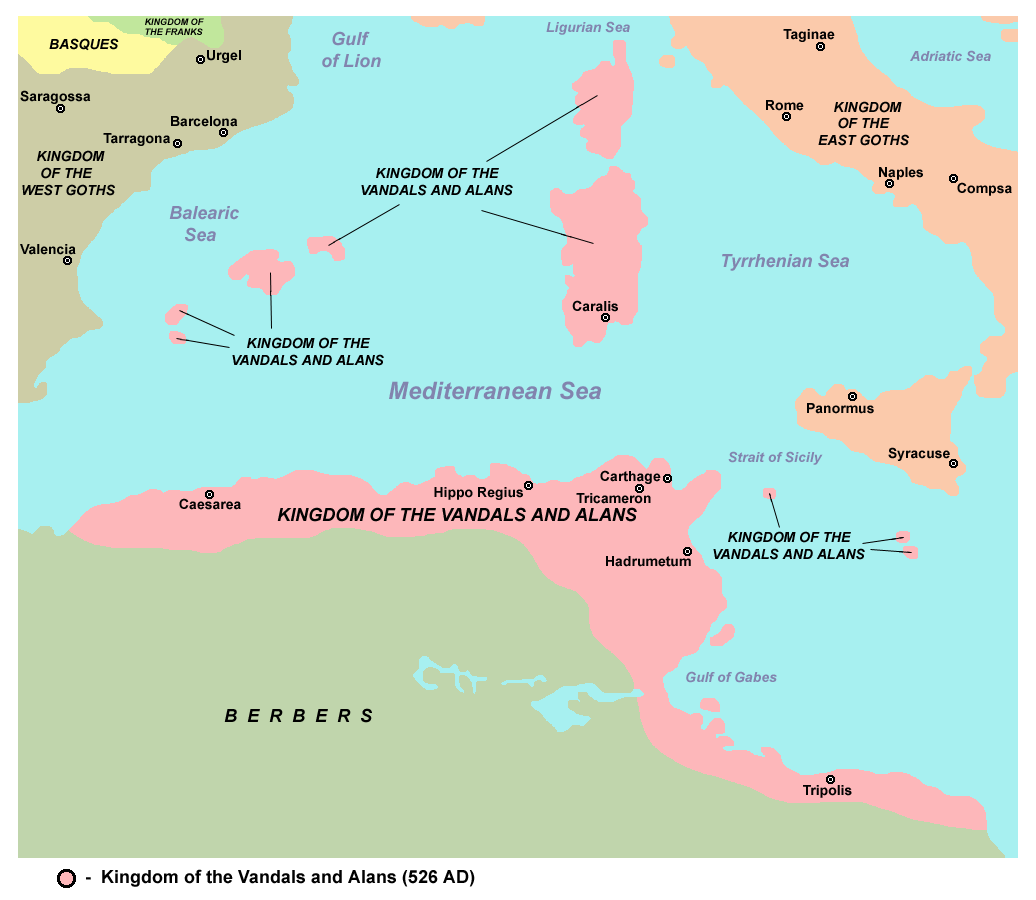
مملكة الوندال

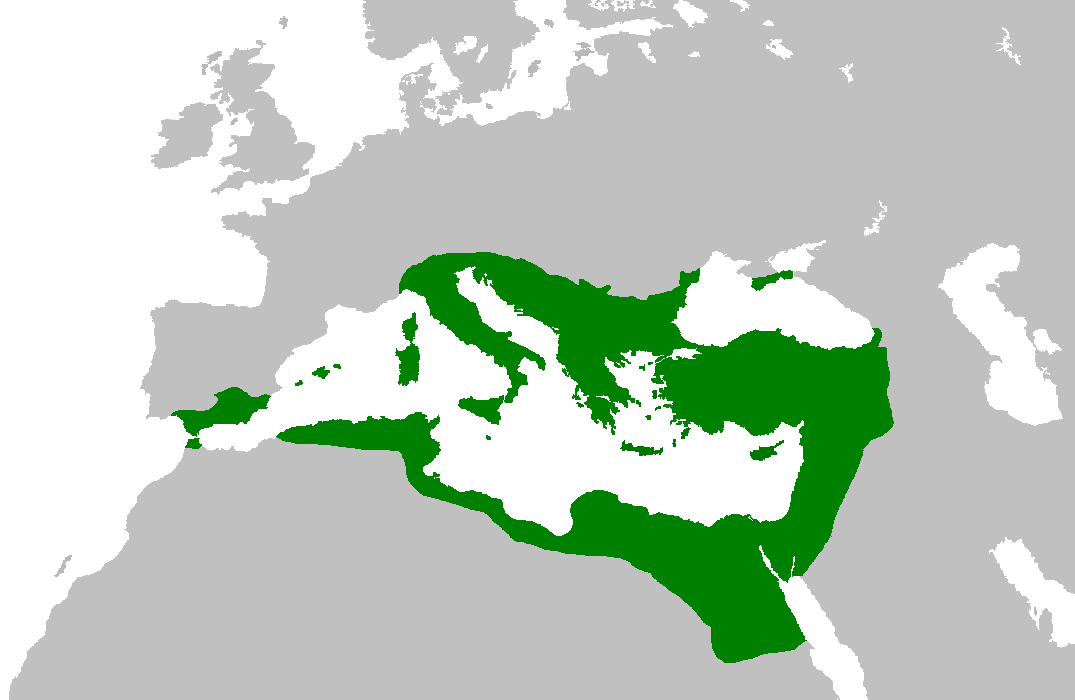
الإمبراطورية البيزنطية

### الأصل الأمازيغي
تعتبر ولاية الجزائر جزء من الفضاء الأمازيغيلشمال الجزائر، والمحاطة بجبال جرجرة، الخشنة، الأطلس البليدي وشنوة.
وقد سكنت قبائل بني مزغنة هذه المنطقة الساحلية الممتدة من وادي مزفران غربا إلى وادي يسر شرقا منذ العصر الحجري القديم.

### الفينيقيون
قدم الفينيقيون إلى سواحل ولاية الجزائر بعد أن نقلوا مناطق نفوذهم التّجاري من صيدون اللبنانية إلى الحوض الغربي من البحر الأبيض المتوسط ما بين سنتي 1200 و 300 قبل الميلاد.
فاستقرّوا في صقلية، و«يوتيقا» (المدينة العتيقة) في تونس اليوم، ومالطا قبل أن يصلوا إلى سواحل الجزائر، مُراعين في اختيارهم لمستعمراتهم البحريّة المركز التّجاري والموقع الطّبيعي لإنشاء المرافئ.
وبذلك تم إنشاء مرفأ إكوزيوم، الذي معناه جزيرة النوارس، في ساحل القصبة الحالية أثناء القرن الخامس قبل الميلاد كمحطة تجارية فينيقية.
ومن مثل هذا المرفأ انطلق الفينيقيون إلى جنوبي سردينيا، والجزر المجاورة لها كجزر البليار، ومن ثمّ خطّوا نحو «ترشيش» في إسبانيا حيث حوّلوا إحدى محطّاتهم التّجاريّة إلى مستعمرة.

### مملكة نوميديا
كان إقليم ولاية الجزائر منضويا تحت سلطة مملكة نوميديا الأمازيغية التي كانت عاصمتها سيرتا، والتي تأسست سنة 300 قبل الميلاد.
وقد كانت مملكة نوميديا قائمة في الجزائر الحالية، وتمتد من غرب تونس الحالية وجزء من ليبيا الحالية حتى حدود إقليم برقة إلى شرق المغرب الحالي.
وتعتبر من أشهر الممالك القديمة للأمازيغ وأكثرها قدما.
وكانت منطقة الجزائر تقع متوسطة ما بين مملكة ماسيليا التي كانت تقع في شرق الجزائر ومملكة ماسيسيليا التي شملت غرب الجزائر.

### موريطانيا القيصرية
أثناء الوصاية الرومانية على شمال أفريقيا، نشأت مملكة أمازيغية في سنة 41 قبل الميلاد كان اسمها موريطانيا القيصرية وذلك على امتداد مساحة ولاية الجزائر الحالية، وكانت تتبع روما.
وقد سميت بموريطانيا القيصرية نسبة لمدينة القيصرية عاصمة المملكة، التي هي مدينة شرشال حاليا، وكانت تمتد على الشمال الجزائري حاليا تحدها شرقا مملكة إفريقية قرطاج (تونس) وغربا مملكة موريتانيا الطنجية (شمال المغرب حاليا).
ومن أشهر ملوكها يوبا الأول ويوبا الثاني زوج كليوباترا سيليني الثانية ابنة الملكة كليوباترا.

### الوندال
صارت منطقة ولاية الجزائر مقاطعة تابعة للوندال ابتداء من سنة 429م بعد قدومهم من أوروبا إلى شمال أفريقيا.
والوندال هم إحدى القبائل الجرمانية الشرقية التي اقتطعت شمال أفريقيا في القرن الخامس الميلادي وأسست لها دولة في جنوب البحر الأبيض المتوسط مركزها مدينة قرطاج وضموا إليها جزيرة صقلية والعديد من الجزر البحرية.
ولقد امتدت فترة مملكة الوندال ما بين سنتي 432م و 534م قبل اضمحلالها.

### البيزنطيون
امتد نفوذ الإمبراطورية البيزنطية إلى منطقة جزائر بني مزغنة ابتداء من سنة 534م إلى غاية سنة 696م.
وقد بدأ الاستحواذ على شمال أفريقيا في عام 533م، عندما أرسل جستنيان قائده بيليساريوس لاستعادة إقليم إفريقية السابق من الفاندال الذين كانوا قد سيطروا عليه منذ 429م وكانت عاصمته قرطاجة.
وقد نجح بيليساريوس في ذلك بسهولة عجيبة، لكنه لم يستطع إخضاع القبائل الكبرى المحلية، ومن بينها قبائل بني مزغنة، حتى سنة 548م.

### الفتح الإسلامي

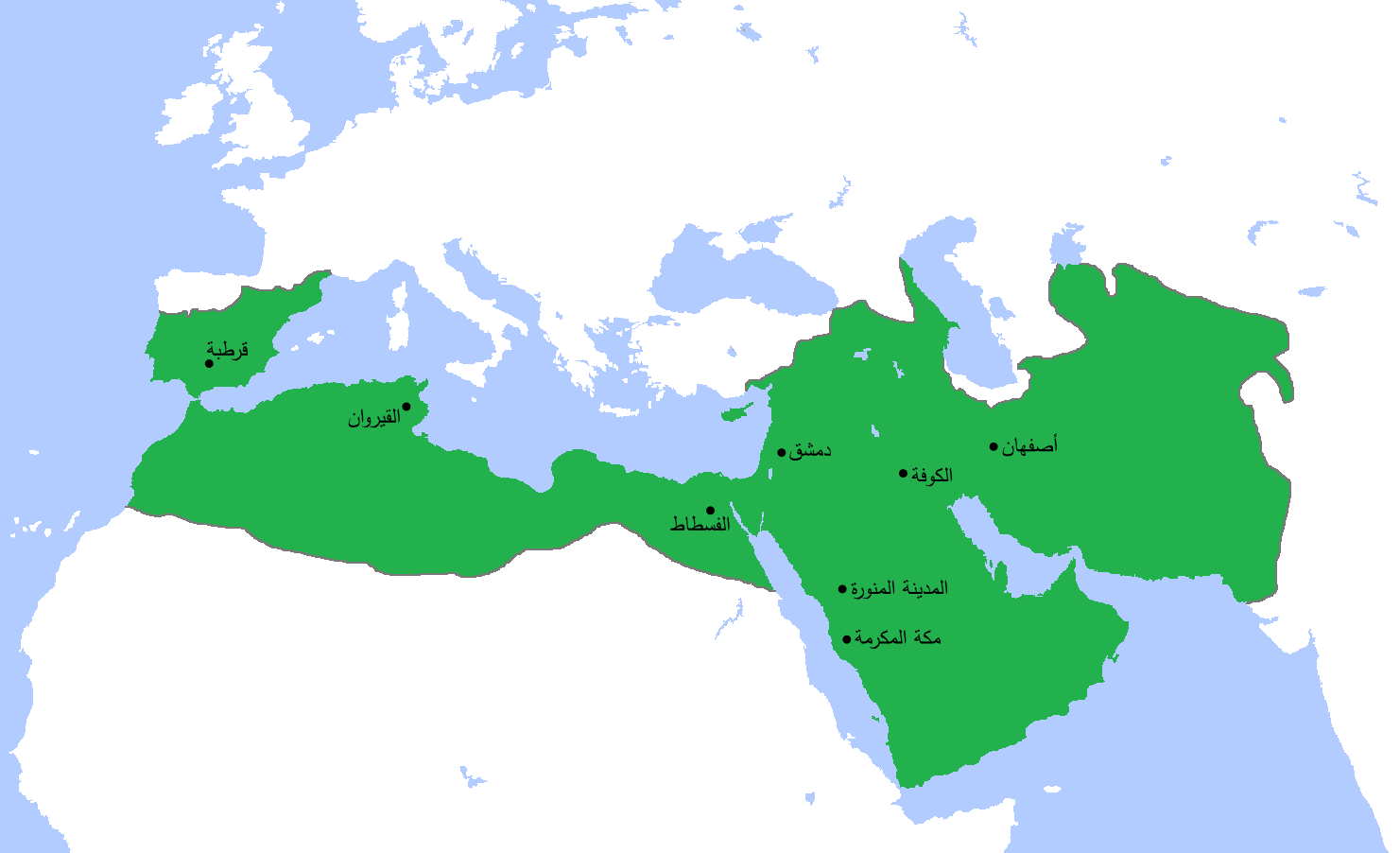
انتشار الدولة الأموية

رغم أن الفتح الإسلامي للمغرب بدأ في سنة 642م، إلا أنه لم يستقر في منطقة الجزائر إلا في سنة 696م بعد طرد البيزنطيين منها.
ولقد كان عهد الخليفة عبد الملك بن مروان حاسما في طرد البيزنطيين من المغرب الأوسط حيث تقع ولاية الجزائر الحالية.
فقام القائد المسلم حسان بن النعمان بضم هذه المنطقة المتوسطية إلى الدولة الأموية وأنشأ مدينة تونس لتكون مرتكزاً للمسلمين قبل مواصلتهم التقدم نحو صقلية والأندلس.
وقد تولّى قبله زهير بن قيس البلوي قيادة جبهة المغرب بعد موت عقبة بن نافع، لكنّه قتل بدوره في كمين بيزنطيٍّ خلال عودته نحو المشرق.
فعيَّن عبد الملك بن مروان القائد حسان بن النعمان مكان زهير وأعطاه جيشاً ضخماً من الشام ومصر قوامه 40,000 مقاتل، وتمكّن إثر ذلك من القضاء على الوجود البيزنطيّ في شمال أفريقيا، كما دمّر مدينة قرطاجنة - أكبر مركز بيزنطي في المنطقة - بعد أن اقتتل فيها مع الروم وأجبرهم على الهرب نحو صقلية والأندلس.
ولما وصله المدد من المشرق توجَّه إلى إلى منطقة جزائر بني مزغنة ثم واصل نحو فتح فاس وجلّ المغرب الأقصى، وبنى قربَ قرطاجنة مدينة تونس التي لا زالت قائمة إلى اليوم.

### البحرية الإسبانية
قام الإسبانيون بإنشاء قلعة بحرية مقابلة لساحل ولاية الجزائر على مستوى الجزائر لمراقبة الملاحة في هذا الخليج المتوسطي الإستراتيجي.
لذلك قام الكونت بيدرو نافارو في سنة 1510 م ببناء قلعة البينيون على الجزيرة المركزية من هذه الجزر الأربعة.
وقد أُقيمت هذه القلعة الحصينة المسماة بالإسبانية "El Peñón de Argel" على مجموعة أربع جزر صغيرة مقابلة لمدينة القصبة الحالية قبل إنشاء الميناء العصري الحالي.

### الحكم العثماني
يعود تاريخ أول تقسيم عصري للجزائر لحسان باشا في 1548م أثناء الحكم العثماني للجزائر. فلكي يدير جيدا المقاطعات قرر إنشاء بايلك التيطري في الوسط 1548م، بايلك وهران في الغرب 1565م، وبايلك قسنطينة في الشرق 1567م.
مقاطعة الجزائر التي كانت تدعى أيضا بدار السلطان التي كانت تحت الحكم المباشر لداي الجزائر يديرها آغا وأربعة قياد أتراك ضمت أراض تقع فيها مدن البليدة، القليعة، شرشال، دلس والجزائر العاصمة.
| رقم | المعركة               | التاريخ         | القادة الأوروبيون                            | القادة الجزائريون                        |
| --- | --------------------- | --------------- | -------------------------------------------- | ---------------------------------------- |
| 01  | معركة الجزائر (1510م) | ماي 1510م       | فرناندو الثاني بيدرو نافارو                  | سالم التومي                              |
| 02  | معركة الجزائر (1516م) | سبتمبر 1516م    | دييغو دي فيرا أبو عبد الله محمد المتوكل      | سالم التومي خير الدين بربروس عروج بربروس |
| 03  | معركة الجزائر (1529م) | 29 ماي 1529م    | مارتن دي فارغاس                              | خير الدين بربروس                         |
| 04  | معركة الجزائر (1541م) | 21 أكتوبر 1541م | كارلوس الخامس                                | حسن آغا                                  |
| 05  | معركة الجزائر (1682م) | 22 جويلية 1682م | أبراهام دوكاسن                               | بابا حسن                                 |
| 06  | معركة الجزائر (1683م) | 26 جوان 1683م   | أبراهام دوكاسن                               | بابا حسن                                 |
| 07  | معركة الجزائر (1775م) | سنة 1775م       | أليخاندرو أوريللي                            | محمد عثمان باشا                          |
| 08  | معركة الجزائر (1783م) | 4 أوت 1783م     | أنتوان بارسيلو                               | محمد عثمان باشا                          |
| 09  | معركة الجزائر (1784م) | جانفي 1784م     | أنتوان بارسيلو                               | محمد عثمان باشا                          |
| 10  | قصف الجزائر (1816)    | 27 أوت 1816م    | اللورد اكسماوث تيودوروس فريديريك فون كابيلين | عمر آغا                                  |

### الاحتلال الفرنسي
كان الاحتلال الفرنسي للجزائر انطلاقا من مدينة الجزائر مصاحبا لمجازر رهيبة قام بها القادة الفرنسيون في متيجة ومنطقة القبائل، ومن بين هذه العمليات مجزرة قبيلة العوفية في شهر أفريل 1832م قرب وادي الحراش.
في 9 ديسمبر 1848م، أنشأ الفرنسيون عمالة الجزائر التي كانت عبارة عن منطقة من مقاطعة الجزائر الفرنسية، وتربعت هذه المحافظة على مساحة 54 861 كم وضمت 6 مقاطعات وهي سور الغزلان، البليدة، مليانة، الشلف وتيزي وزو.
وجرى في 20 ماي 1957م تقسيم إداري جديد للجزائر قسمها إلى 12 محافظة، وصارت محافظة الجزائر لا تضم سوى مقاطعتين هما البليدة والدار البيضاء و 67 بلدية لمساحة قدرت ب 3 393 كم مربع.
| رقم | الحدث                   | التاريخ                          | المكان                           |
| --- | ----------------------- | -------------------------------- | -------------------------------- |
| 01  | إنزال سيدي فرج          | 14 جوان 1830م                    | سيدي فرج                         |
| 02  | معركة سطاوالي           | 18 جوان 1830م                    | سطاوالي                          |
| 03  | معركة سيدي خالف         | 24 جوان 1830م                    | سيدي خالف                        |
| 04  | سقوط مدينة الجزائر      | 5 جويلية 1830م                   | قصبة الجزائر                     |
| 05  | مبايعة محمد بن زعموم    | 23 جويلية 1830م                  | برج تامنتفوست                    |
| 06  | معركة الحراش            | 17 جويلية 1831م                  | الحراش                           |
| 07  | مجزرة العوفية           | 6 أفريل 1832م                    | الحراش                           |
| 08  | معركة الحراش            | 23 ماي 1832م                     | الحراش                           |
| 09  | معركة متيجة             | 11 نوفمبر 1839م                  | متيجة                            |
| 10  | توسان روج               | 1 نوفمبر 1954م                   | عمالة الجزائر                    |
| 11  | معركة الجزائر           | من ديسمبر 1956م إلى أكتوبر 1957م | المنطقة المستقلة للجزائر العاصمة |
| 12  | مظاهرات 11 ديسمبر 1960م | 11 ديسمبر 1960م                  | بلديات ولاية الجزائر             |

### بعد استقلال الجزائر
شهدت ولاية العاصمة بعد انقضاء الثورة التحريرية واستعادة الاستقلال الوطني تقلص لمساحتها في هذه الفترة، ففي 1974م انفصلت كل من البليدة والبويرة كولايتين جديدتين. ولحقتهما كل من ولاية بومرداس وولاية تيبازة في تقسيم 1984م.
في 2 أغسطس 1997م، ظهر تنظيم جديد بإنشاء «محافظة الجزائر الكبرى» التي تقوم مكان ولاية الجزائر وترأسها أول وزير محافظ الشريف رحماني. وفي هذا التنظيم ارتفع عدد بلديات ولاية الجزائر إلى 57 بلدية بعد أن كانت 33 بلدية وهذا بضمها مناطق من ولايات البليدة وتيبازة وبومرداس. لكن الأمر لم يستمر طويلاً، حيث صدر في الفاتح مارس 2000م قرار بحل محافظة الجزائر الكبرى لمخالفتها أحكام الدستور الجزائري وتعود للوجود ولاية الجزائر مع احتفاظها بالحدود التي ورثتها عن التنظيم القديم.

## جغرافيا
| \| السنة \| طبيعة الأراضي \| هكتار \| \| ------ \| ----------------- \| ------ \| \| 1990.م \| مساحة الولاية \| 80 922 \| \| 1990.م \| أراض زراعية مفيدة \| 50 000 \| \| 1990.م \| أراض غابية \| 27 586 \| \| 1990.م \| أراض زراعية مسقية \| 15 243 \| \| 2010م \| أراض زراعية مفيدة \| 40 000 \| \| 2010م \| أراض غابية \| 24 653 \| \| 2010م \| أراض زراعية مسقية \| 13 246 \| \| 2016م \| أراض زراعية مفيدة \| 37 209 \| \| 2016م \| أراض غابية \| 22 951 \| \| 2016م \| أراض زراعية مسقية \| 12 400 \| | توزيع مساحة الأراضي في ولاية الجزائر 10٬000 20٬000 30٬000 40٬000 50٬000 60٬000 70٬000 80٬000 90٬000 1990 2010 2016 - مساحة الولاية - أراض زراعية مفيدة - أراض غابية - أراض زراعية مسقية |        |
| السنة | طبيعة الأراضي | هكتار  |
| --- | --- | ------ |
| 1990.م | مساحة الولاية | 80 922 |
| 1990.م | أراض زراعية مفيدة | 50 000 |
| 1990.م | أراض غابية | 27 586 |
| 1990.م | أراض زراعية مسقية | 15 243 |
| 2010م | أراض زراعية مفيدة | 40 000 |
| 2010م | أراض غابية | 24 653 |
| 2010م | أراض زراعية مسقية | 13 246 |
| 2016م | أراض زراعية مفيدة | 37 209 |
| 2016م | أراض غابية | 22 951 |
| 2016م | أراض زراعية مسقية | 12 400 |

## الجبال

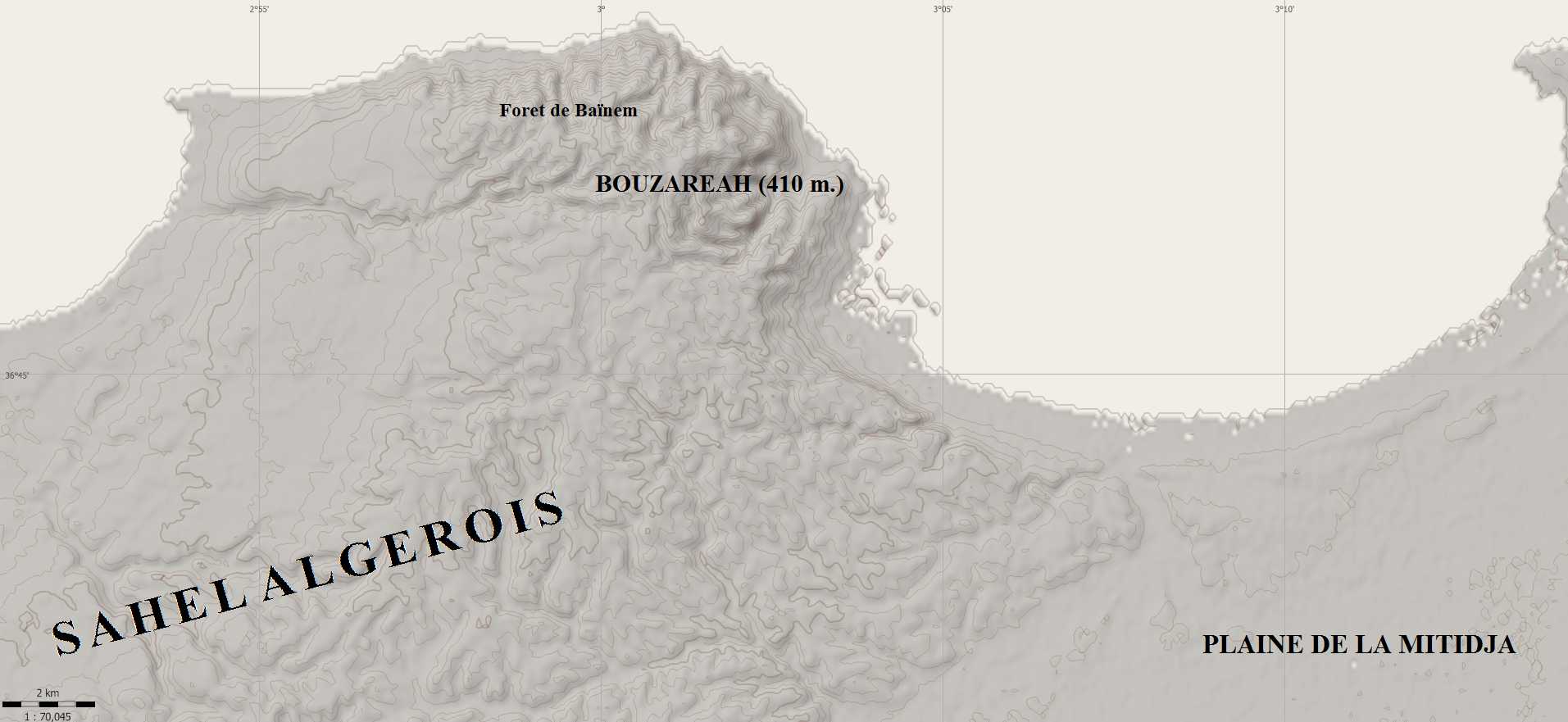
جبال ساحل الجزائر

- جبال ساحل الجزائر
- جبل بوزريعة
- جبل كوكو
- جبل زغارة

## المناخ

### الإحصائيات المناخية الشهرية
| البيانات المناخية لـولاية الجزائر | البيانات المناخية لـولاية الجزائر | البيانات المناخية لـولاية الجزائر | البيانات المناخية لـولاية الجزائر | البيانات المناخية لـولاية الجزائر | البيانات المناخية لـولاية الجزائر | البيانات المناخية لـولاية الجزائر | البيانات المناخية لـولاية الجزائر | البيانات المناخية لـولاية الجزائر | البيانات المناخية لـولاية الجزائر | البيانات المناخية لـولاية الجزائر | البيانات المناخية لـولاية الجزائر | البيانات المناخية لـولاية الجزائر | البيانات المناخية لـولاية الجزائر |
| الشهر                             | يناير                             | فبراير                            | مارس                              | أبريل                             | مايو                              | يونيو                             | يوليو                             | أغسطس                             | سبتمبر                            | أكتوبر                            | نوفمبر                            | ديسمبر                            | المعدل السنوي                     |
| --------------------------------- | --------------------------------- | --------------------------------- | --------------------------------- | --------------------------------- | --------------------------------- | --------------------------------- | --------------------------------- | --------------------------------- | --------------------------------- | --------------------------------- | --------------------------------- | --------------------------------- | --------------------------------- |
| متوسط درجة الحرارة الكبرى °ف      | 61.7                              | 63.1                              | 65.3                              | 68.7                              | 74.3                              | 80.6                              | 87.1                              | 88.2                              | 84.6                              | 77.2                              | 69.3                              | 63.0                              | 73.6                              |
| المتوسط اليومي °ف                 | 52.3                              | 53.4                              | 55.0                              | 58.5                              | 63.9                              | 70.3                              | 76.3                              | 77.4                              | 73.8                              | 66.9                              | 59.4                              | 53.8                              | 63.4                              |
| متوسط درجة الحرارة الصغرى °ف      | 42.6                              | 43.5                              | 44.6                              | 48.2                              | 53.6                              | 60.1                              | 65.3                              | 66.4                              | 62.8                              | 56.7                              | 49.3                              | 44.6                              | 53.1                              |
| الهطول إنش                        | 3.15                              | 3.22                              | 2.89                              | 2.41                              | 1.57                              | 0.66                              | 0.18                              | 0.29                              | 1.35                              | 2.99                              | 3.80                              | 4.54                              | 27.05                             |
| متوسط درجة الحرارة الكبرى °م      | 16.5                              | 17.3                              | 18.5                              | 20.4                              | 23.5                              | 27.0                              | 30.6                              | 31.2                              | 29.2                              | 25.1                              | 20.7                              | 17.2                              | 23.1                              |
| المتوسط اليومي °م                 | 11.3                              | 11.9                              | 12.8                              | 14.7                              | 17.7                              | 21.3                              | 24.6                              | 25.2                              | 23.2                              | 19.4                              | 15.2                              | 12.1                              | 17.5                              |
| متوسط درجة الحرارة الصغرى °م      | 5.9                               | 6.4                               | 7.0                               | 9.0                               | 12.0                              | 15.6                              | 18.5                              | 19.1                              | 17.1                              | 13.7                              | 9.6                               | 7.0                               | 11.7                              |
| الهطول مم                         | 80.0                              | 81.8                              | 73.4                              | 61.1                              | 39.9                              | 16.7                              | 4.6                               | 7.4                               | 34.2                              | 76.0                              | 96.4                              | 115.2                             | 686.7                             |
| متوسط الرطوبة النسبية (%)         | 80                                | 84                                | 76                                | 67                                | 60                                | 63                                | 63                                | 65                                | 64                                | 65                                | 66                                | 74                                | 69                                |
| ساعات سطوع الشمس الشهرية          | 5.4                               | 5.6                               | 6.8                               | 7.8                               | 9.7                               | 11.3                              | 11.1                              | 10.0                              | 9.1                               | 8.1                               | 6.8                               | 5.4                               | 97.1                              |
| المصدر: الأرصاد الجوية الجزائرية  |                                   |                                   |                                   |                                   |                                   |                                   |                                   |                                   |                                   |                                   |                                   |                                   |                                   |

### الخريطة المناخية السنوية

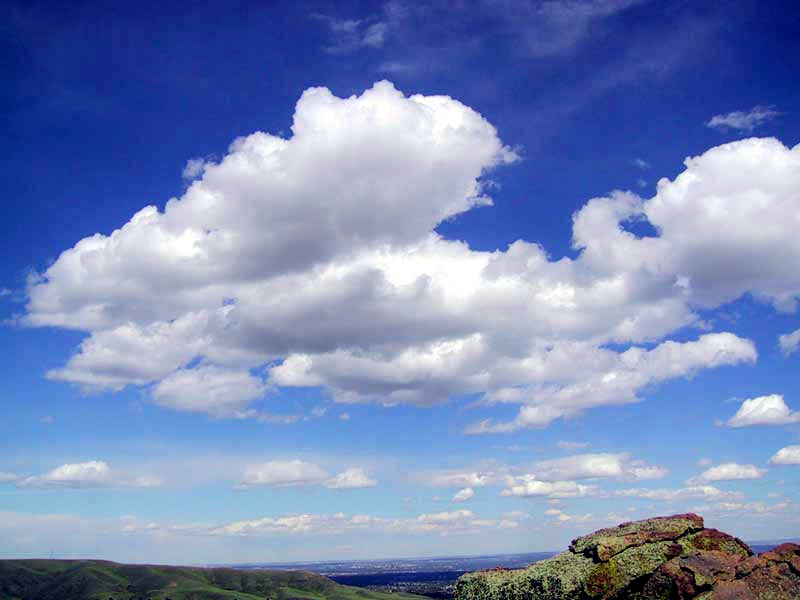
مناخ الجزائر

| مخطط المناخ لولاية الجزائر            | مخطط المناخ لولاية الجزائر | مخطط المناخ لولاية الجزائر | مخطط المناخ لولاية الجزائر | مخطط المناخ لولاية الجزائر | مخطط المناخ لولاية الجزائر | مخطط المناخ لولاية الجزائر | مخطط المناخ لولاية الجزائر | مخطط المناخ لولاية الجزائر | مخطط المناخ لولاية الجزائر | مخطط المناخ لولاية الجزائر | مخطط المناخ لولاية الجزائر |
| ------------------------------------- | -------------------------- | -------------------------- | -------------------------- | -------------------------- | -------------------------- | -------------------------- | -------------------------- | -------------------------- | -------------------------- | -------------------------- | -------------------------- |
| 01                                    | 02                         | 03                         | 04                         | 05                         | 06                         | 07                         | 08                         | 09                         | 10                         | 11                         | 12                         |
| 80 17 6                               | 82 17 6                    | 73 19 7                    | 61 20 9                    | 40 24 12                   | 17 27 16                   | 4.6 31 19                  | 7.4 31 19                  | 34 29 17                   | 76 25 14                   | 96 21 10                   | 115 17 7                   |
| متوسط درجة-الحرارة °س مجاميع الهطل مم |                            |                            |                            |                            |                            |                            |                            |                            |                            |                            |                            |
| بالوحدات الإنكليزية                   |                            |                            |                            |                            |                            |                            |                            |                            |                            |                            |                            |
| 01                                    | 02                         | 03                         | 04                         | 05                         | 06                         | 07                         | 08                         | 09                         | 10                         | 11                         | 12                         |
| 3.1 62 43                             | 3.2 63 44                  | 2.9 65 45                  | 2.4 69 48                  | 1.6 74 54                  | 0.7 81 60                  | 0.2 87 65                  | 0.3 88 66                  | 1.3 85 63                  | 3 77 57                    | 3.8 69 49                  | 4.5 63 45                  |
| متوسط درجة-الحرارة °ف مجاميع الهطول ″ |                            |                            |                            |                            |                            |                            |                            |                            |                            |                            |                            |

| 01                                    | 02        | 03        | 04        | 05        | 06        | 07        | 08        | 09        | 10      | 11        | 12        |
| 3.1 62 43                             | 3.2 63 44 | 2.9 65 45 | 2.4 69 48 | 1.6 74 54 | 0.7 81 60 | 0.2 87 65 | 0.3 88 66 | 1.3 85 63 | 3 77 57 | 3.8 69 49 | 4.5 63 45 |
| متوسط درجة-الحرارة °ف مجاميع الهطول ″ |           |           |           |           |           |           |           |           |         |           |           |

## الولاة
تعاقب العديد من الولاة على ولاية الجزائر منذ إنشائها في 16 ماي 1963م من خلال المرسوم التنفيذي رقم 63-189 الذي ينظم الإقليم الوطني الجزائري في إطار خمسة عشر ولاية.
| رقم | الوالي                 | البداية         | النهاية         | ولاية المولد   |
| --- | ---------------------- | --------------- | --------------- | -------------- |
| 01  | أعمر محمدي             | 17 يونيو 1962م  | 6 يوليو 1962م   | ولاية الجزائر  |
| 02  | ندير قصاب              | 6 يوليو 1962م   | 8 أكتوبر 1962م  | ولاية الجزائر  |
| 03  | أحمد حمياني            | 6 ديسمبر 1962م  | 8 أغسطس 1964م   | ولاية مستغانم  |
| 04  | رابح بوعزيز            | 8 أغسطس 1964م   | 21 يونيو 1965م  | ولاية تيزي وزو |
| 05  | أمحمد حاج يعلى         | 30 يوليو 1965م  | 18 أغسطس 1970م  | ولاية تيزي وزو |
| 06  | سليمان هوفمان          | 18 أغسطس 1970م  | 17 يناير 1975م  | ولاية النعامة  |
| 07  | عبد الرزاق بوحارة      | 17 يناير 1975م  | 31 مارس 1978م   | ولاية سكيكدة   |
| 08  | دحو ولد قابلية         | 1 أبريل 1978م   | 26 يناير 1980م  | طنجة (المغرب)  |
| 09  | أحمد الغازي            | 26 يناير 1980م  | 30 يناير 1984م  | ولاية المسيلة  |
| 10  | شعبان آيت عبد الرحيم   | 30 يناير 1984م  | 7 مايو 1986م    | ولاية تيارت    |
| 11  | شريف رحماني            | 7 مايو 1986م    | 20 سبتمبر 1987م | ولاية الجلفة   |
| 12  | الهاشمي جيار           | 20 سبتمبر 1987م | 29 يوليو 1990م  | ولاية باتنة    |
| 13  | محمد واحسن أوصديق      | 29 يوليو 1990م  | 21 أغسطس 1991م  | ولاية تيزي وزو |
| 14  | عبد الرحمان مزيان شريف | 21 أغسطس 1991م  |                 | ولاية سطيف     |
| 15  | أحمد حري               | 2 يناير 1994م   | 1994م           |                |
| 16  | عبد القادر والي        | 1994م           | 1995م           | ولاية مستغانم  |
| 17  | لحبيب حبشي             | 1995م           | 27 يوليو 1996م  | ولاية تبسة     |
| 18  | شريف رحماني            | 31 مايو 1997م   | 22 أغسطس 1999م  | ولاية الجلفة   |
| 19  | عبد المالك نوراني      | 22 أغسطس 1999م  | 17 أغسطس 2004م  | ولاية باتنة    |
| 20  | محمد الكبير عدو        | 17 أغسطس 2004م  | 24 أكتوبر 2013م | ولاية تلمسان   |
| 21  | عبد القادر زوخ         | 24 أكتوبر 2013م | 2 016 م (حاليا) | ولاية ورقلة    |

### الولاة المنتدبون
| رقم | الولاية المنتدبة    | الوالي المنتدب الحالي | منذ             | ولاية المولد |
| --- | ------------------- | --------------------- | --------------- | ------------ |
| 01  | دائرة زرالدة        | كمال بلجود            | 22 يوليو 2015م  |              |
| 02  | دائرة الشراقة       | عبد القادر جلاوي      | 30 سبتمبر 2010م |              |
| 03  | دائرة درارية        | عبد القادر قلقل       | 30 سبتمبر 2010م |              |
| 04  | دائرة بئر مراد رايس | محمد بن أعمر          | 22 يوليو 2015م  |              |
| 05  | دائرة بئر توتة      | مختار بن مالك         | 22 يوليو 2015م  |              |
| 06  | دائرة بوزريعة       | أحمد محسار            | 22 يوليو 2015م  |              |
| 07  | دائرة باب الوادي    | حمانة قنفاف           | 22 يوليو 2015م  |              |
| 08  | دائرة سيدي امحمد    | رابح مقداد            | 30 سبتمبر 2010م |              |
| 09  | دائرة حسين داي      | محمد سالاماني         | 30 سبتمبر 2010م |              |
| 10  | دائرة الحراش        | سليمان أبصير          | 24 أكتوبر 2013م |              |
| 11  | دائرة براقي         | سليمان زرقون          | 30 سبتمبر 2010م |              |
| 12  | دائرة الدار البيضاء | مولود شريفي           | 22 يوليو 2015م  |              |
| 13  | دائرة الرويبة       | محمد عبد النور رابحي  | 22 يوليو 2015م  |              |

## التنظيم الإداري الحالي للولاية

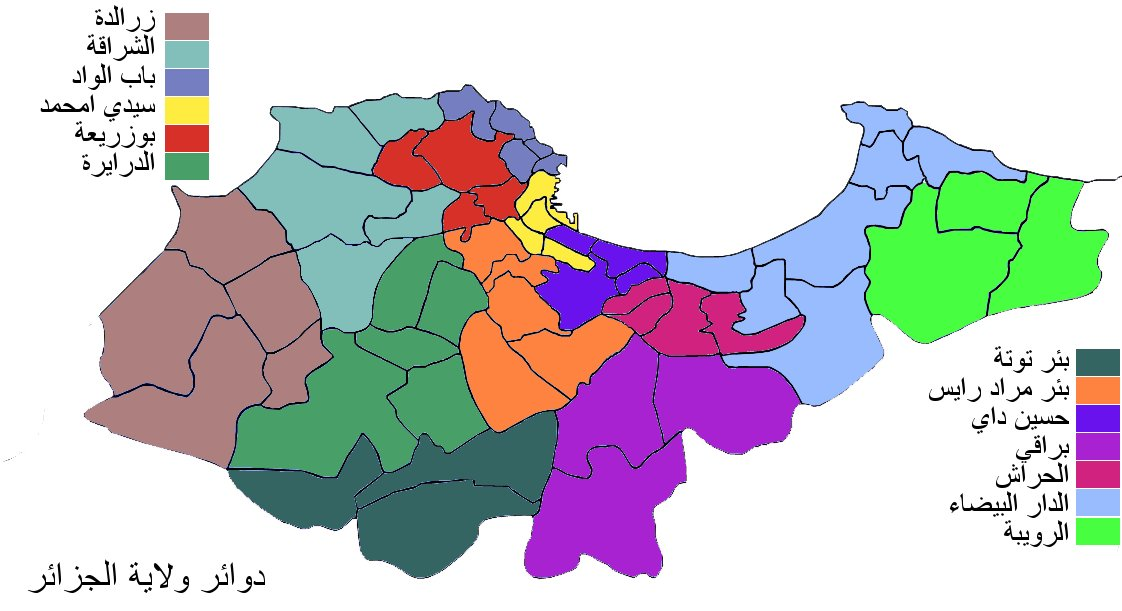
دوائر ولاية الجزائر

| رقم | الدائرة الإدارية    | مشتملاتها من البلديات                                                          |
| --- | ------------------- | ------------------------------------------------------------------------------ |
| 01  | دائرة زرالدة        | المعالمة، السويدانية، سطاوالي، زرالدة، الرحمانية                               |
| 02  | دائرة الشراقة       | الحمامات، عين البنيان، أولاد فايت، الشراقة، دالي إبراهيم                       |
| 03  | دائرة درارية        | دويرة، خرايسية، درارية، بابا حسن، العاشور                                      |
| 04  | دائرة بئر توتة      | أولاد شبل، بئر توتة، تسالة المرجى                                              |
| 05  | دائرة بئر مراد رايس | بئر مراد رايس، بئر خادم، جسر قسنطينة، سحاولة، حيدرة                            |
| 06  | دائرة بوزريعة       | بوزريعة، بني مسوس، بن عكنون، الأبيار                                           |
| 07  | دائرة باب الوادي    | باب الوادي، واد قريش، بولوغين، رايس حميدو، القصبة                              |
| 08  | دائرة حسين داي      | الحامة-العناصر، حسين داي، المقرية، القبة، محمد بلوزداد                         |
| 09  | دائرة سيدي امحمد    | سيدي امحمد، المدنية، الجزائر الوسطى، المرادية                                  |
| 10  | دائرة الحراش        | الحراش، بوروبة، واد السمار، باش جراح                                           |
| 11  | دائرة براقي         | براقي، الكاليتوس، سيدي موسى                                                    |
| 12  | الدار البيضاء       | برج البحري، المحمدية، الدار البيضاء، باب الزوار، برج الكيفان، عين طاية، المرسى |
| 13  | دائرة الرويبة       | الرويبة، الرغاية، هراوة                                                        |

### أحياء ولاية الجزائر
- بابا علي
- بوسحاقي
- بوفريزي
- تامنتفوست
- الحميز
- ديار المحصول
- الرستمية
- روسقونيا
- رياض الفتح
- سعيد حمدين
- سيدي عبد الله
- سيدي يحي
- قصبة الجزائر
- الكثبان
- المعدومين

## الرموز الإحصائية والبريدية
| رقم | بلدية          | الرمز الإحصائي | الرمز البريدي منذ 2008م | رقم | بلدية         | الرمز الإحصائي | الرمز البريدي منذ 2008م | رقم | بلدية       | الرمز الإحصائي | الرمز البريدي منذ 2008م |
| --- | -------------- | -------------- | ----------------------- | --- | ------------- | -------------- | ----------------------- | --- | ----------- | -------------- | ----------------------- |
| 01  | عين البنيان    | 1644           | 16018                   | 20  | القصبة        | 1607           | 16022                   | 39  | القبة       | 1618           | 16006                   |
| 02  | عين طاية       | 1638           | 16019                   | 21  | الشراقة       | 1650           | 16014                   | 40  | الكاليتوس   | 1633           | 16057                   |
| 03  | الجزائر الوسطى | 1601           | 16000                   | 22  | الدار البيضاء | 1620           | 16033                   | 41  | المحالمة    | 1647           | 16093                   |
| 04  | بابا حسن       | 1655           | 16081                   | 23  | دالي إبراهيم  | 1623           | 16047                   | 42  | المحمدية    | 1629           | 16058                   |
| 05  | باب الواد      | 1605           | 16008                   | 24  | الدويرة       | 1654           | 16049                   | 43  | وادي قريش   | 1608           | 16041                   |
| 06  | باب الزوار     | 1621           | 16024                   | 25  | درارية        | 1653           | 16050                   | 44  | وادي السمار | 1615           | 16059                   |
| 07  | الحمامات       | 1624           | 16082                   | 26  | بن عكنون      | 1622           | 16028                   | 45  | باش جراح    | 1616           | 16026                   |
| 08  | خرايسية        | 1656           | 16091                   | 27  | الأبيار       | 1610           | 16003                   | 46  | براقي       | 1614           | 16027                   |
| 09  | أولاد فايت     | 1651           | 16094                   | 28  | بوزريعة       | 1611           | 16032                   | 47  | السويدانية  | 1649           | 16097                   |
| 10  | العاشور        | 1652           | 16104                   | 29  | حسين داي      | 1617           | 16005                   | 48  | سيدي موسى   | 1637           | 16061                   |
| 11  | أولاد شبل      | 1636           | 16118                   | 30  | المقارية      | 1631           | 16015                   | 49  | برج البحري  | 1639           | 16046                   |
| 12  | بئر توتة       | 1634           | 16045                   | 31  | الرحمانية     | 1648           | 16121                   | 50  | بولوغين     | 1606           | 16030                   |
| 13  | تسالة المرجة   | 1635           | 16099                   | 32  | بلوزداد       | 1604           | 16015                   | 51  | سطاوالي     | 1645           | 16062                   |
| 14  | بئر مراد رايس  | 1609           | 16013                   | 33  | سيدي امحمد    | 1602           | 16012                   | 52  | رايس حميدو  | 1625           | 16060                   |
| 15  | بئر خادم       | 1612           | 16029                   | 34  | المدنية       | 1603           | 16015                   | 53  | برج الكيفان | 1630           | 16031                   |
| 16  | جسر قسنطينة    | 1626           | 16048                   | 35  | زرالدة        | 1646           | 16063                   | 54  | المرسى      | 1640           | 16115                   |
| 17  | سحاولة         | 1657           | 16095                   | 36  | المرادية      | 1627           | 16035                   | 55  | الرويبة     | 1642           | 16017                   |
| 18  | حيدرة          | 1628           | 16016                   | 37  | الحراش        | 1613           | 16004                   | 56  | الرغاية     | 1643           | 16036                   |
| 19  | بني مسوس       | 1632           | 16044                   | 38  | بوروبة        | 1619           | 16026                   | 57  | هراوة       | 1641           | 16116                   |

## السكان

### النمو السكاني
- عدد الولادات
- عدد الوفيات

### الهرم العمري
| ذكور    | فئة عمرية     | إناث    |
| ------- | ------------- | ------- |
| 5٬905   | 85 سنة وأكثر  | 7٬514   |
| 9٬069   | 80 إلى 84 سنة | 9٬868   |
| 18٬885  | 75 إلى 79 سنة | 19٬219  |
| 26٬352  | 70 إلى 74 سنة | 28٬499  |
| 32٬067  | 65 إلى 69 سنة | 34٬400  |
| 36٬751  | 60 إلى 64 سنة | 40٬546  |
| 55٬823  | 55 إلى 59 سنة | 54٬422  |
| 68٬536  | 50 إلى 54 سنة | 66٬759  |
| 83٬929  | 45 إلى 49 سنة | 81٬948  |
| 112٬399 | 40 إلى 44 سنة | 111٬490 |
| 124٬341 | 35 إلى 39 سنة | 126٬600 |
| 130٬469 | 30 إلى 34 سنة | 129٬815 |
| 140٬152 | 25 إلى 29 سنة | 142٬229 |
| 137٬304 | 20 إلى 24 سنة | 138٬372 |
| 130٬532 | 15 إلى 19 سنة | 127٬020 |
| 122٬211 | 10 إلى 14 سنة | 116٬655 |
| 114٬818 | 5 إلى 9 سنوات | 110٬294 |
| 146٬656 | 0 إلى 4 سنوات | 138٬304 |
| 3٬602   | غير معروف     | 4٬391   |

## الشؤون الدينية

### المساجد
تحتوي هذه الولاية على العديد من المساجد التي تشرف عليها مديرية الشؤون الدينية والأوقاف لولاية الجزائر تحت وصاية وزارة الشؤون الدينية والأوقاف.

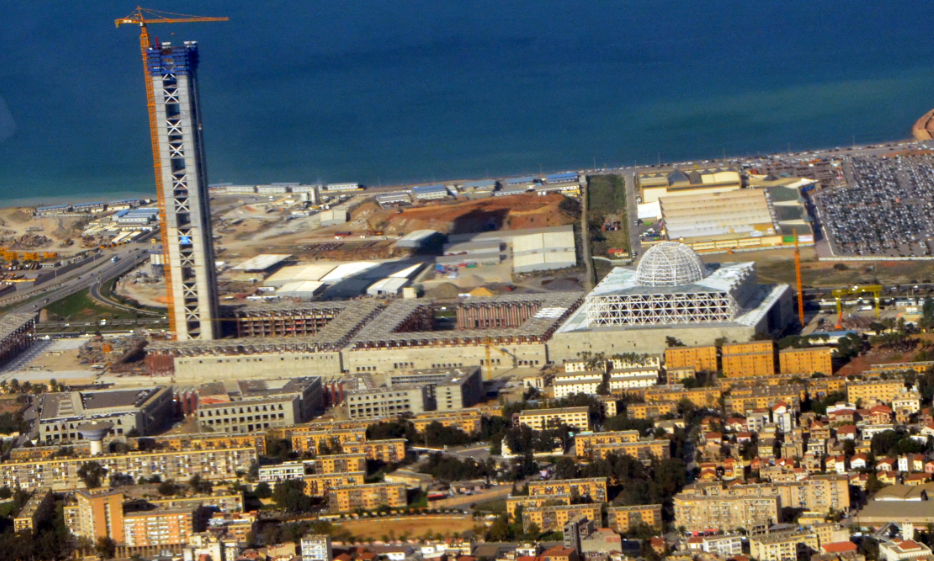
جامع الجزائر
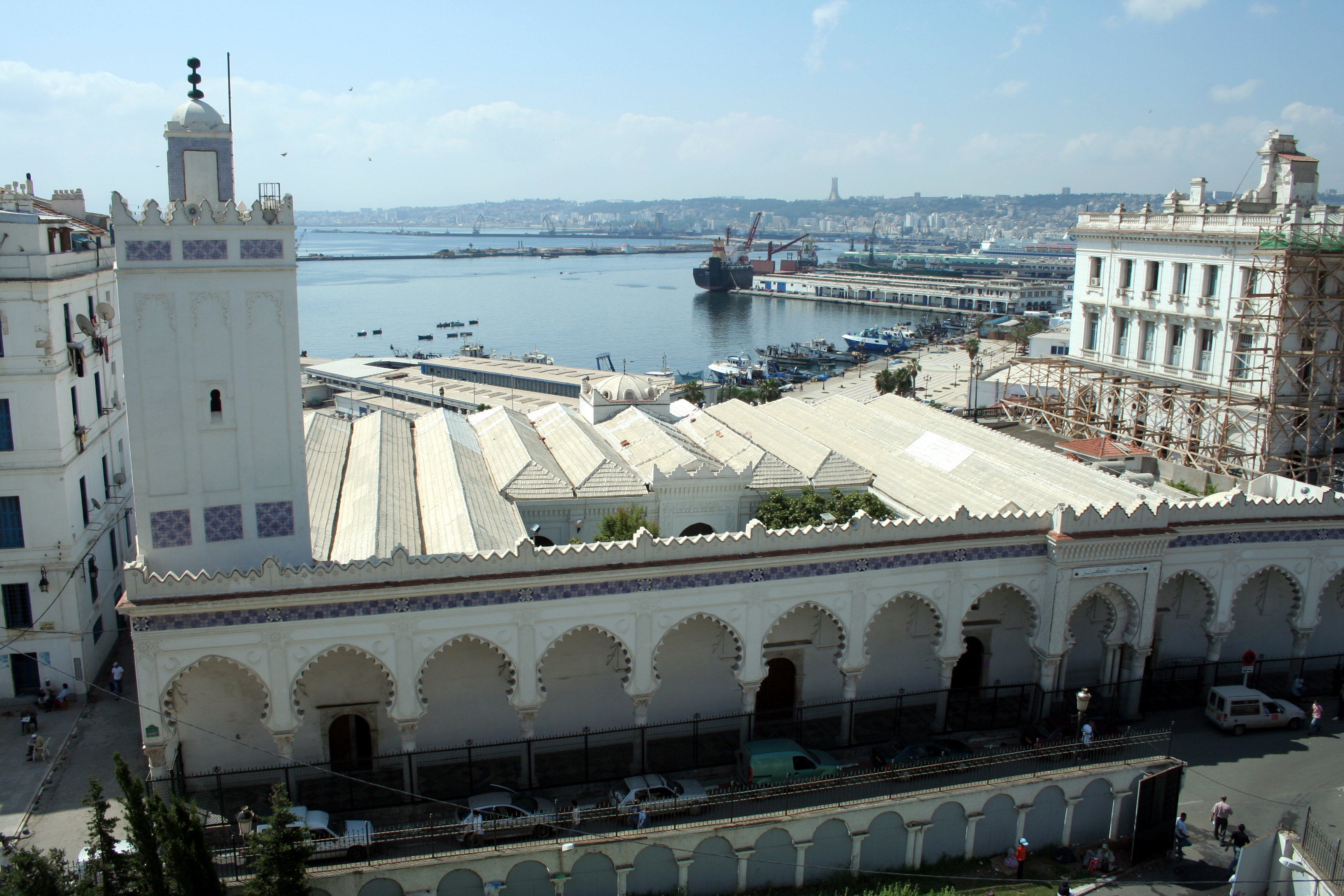
الجامع الكبير
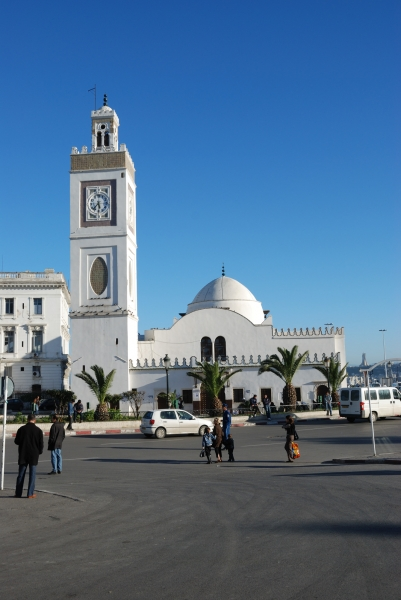
الجامع الجديد
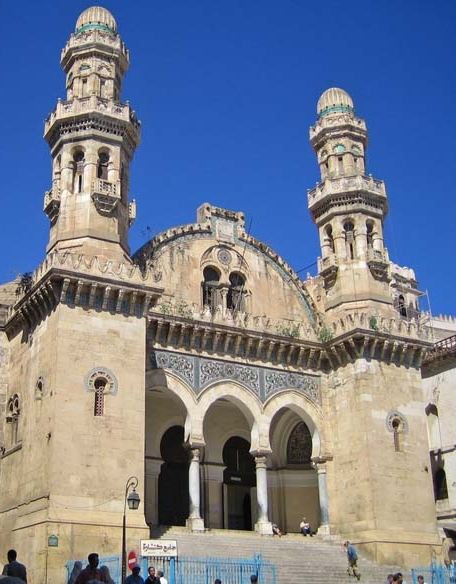
جامع كتشاوة
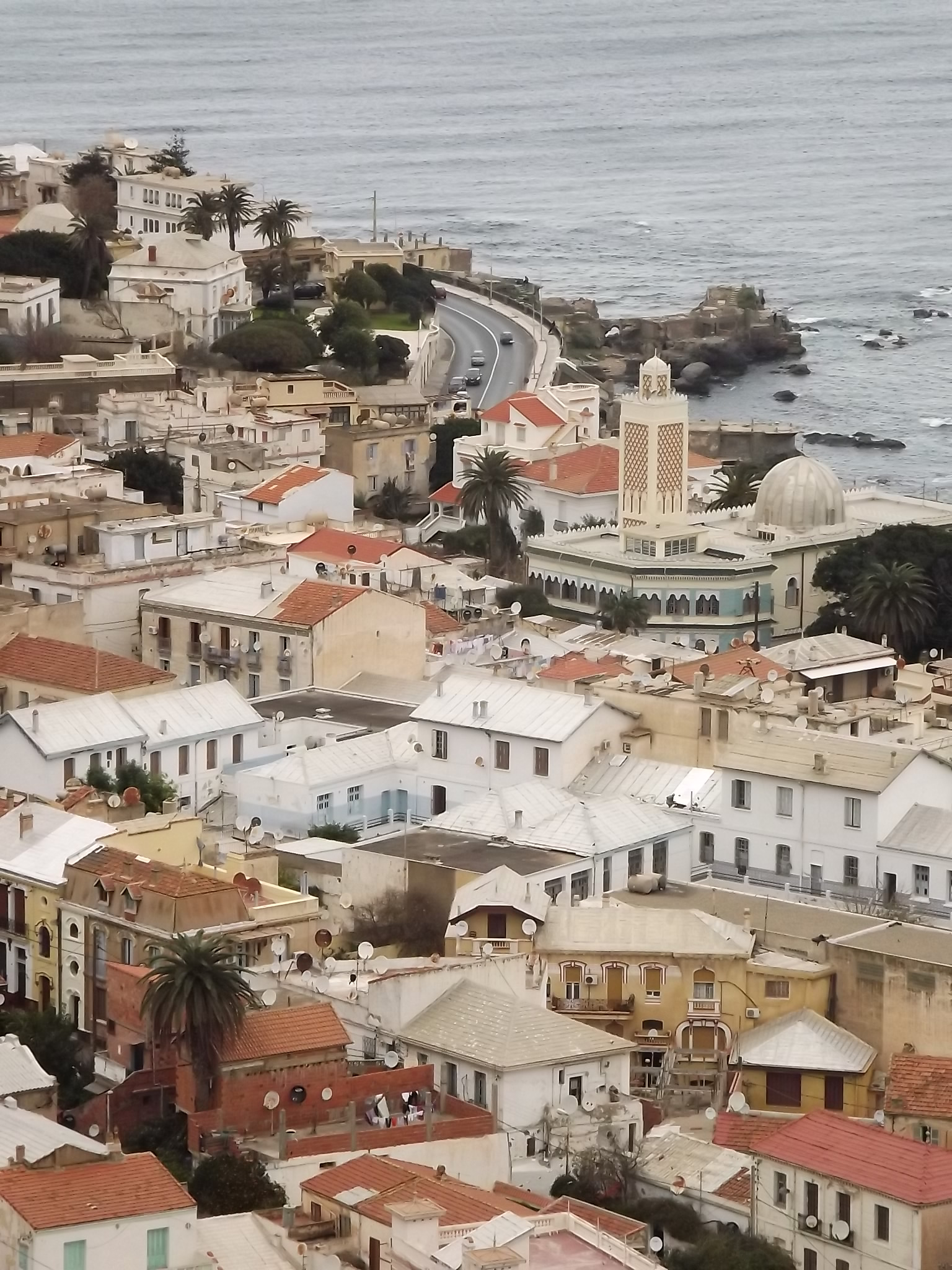
مسجد الأمة
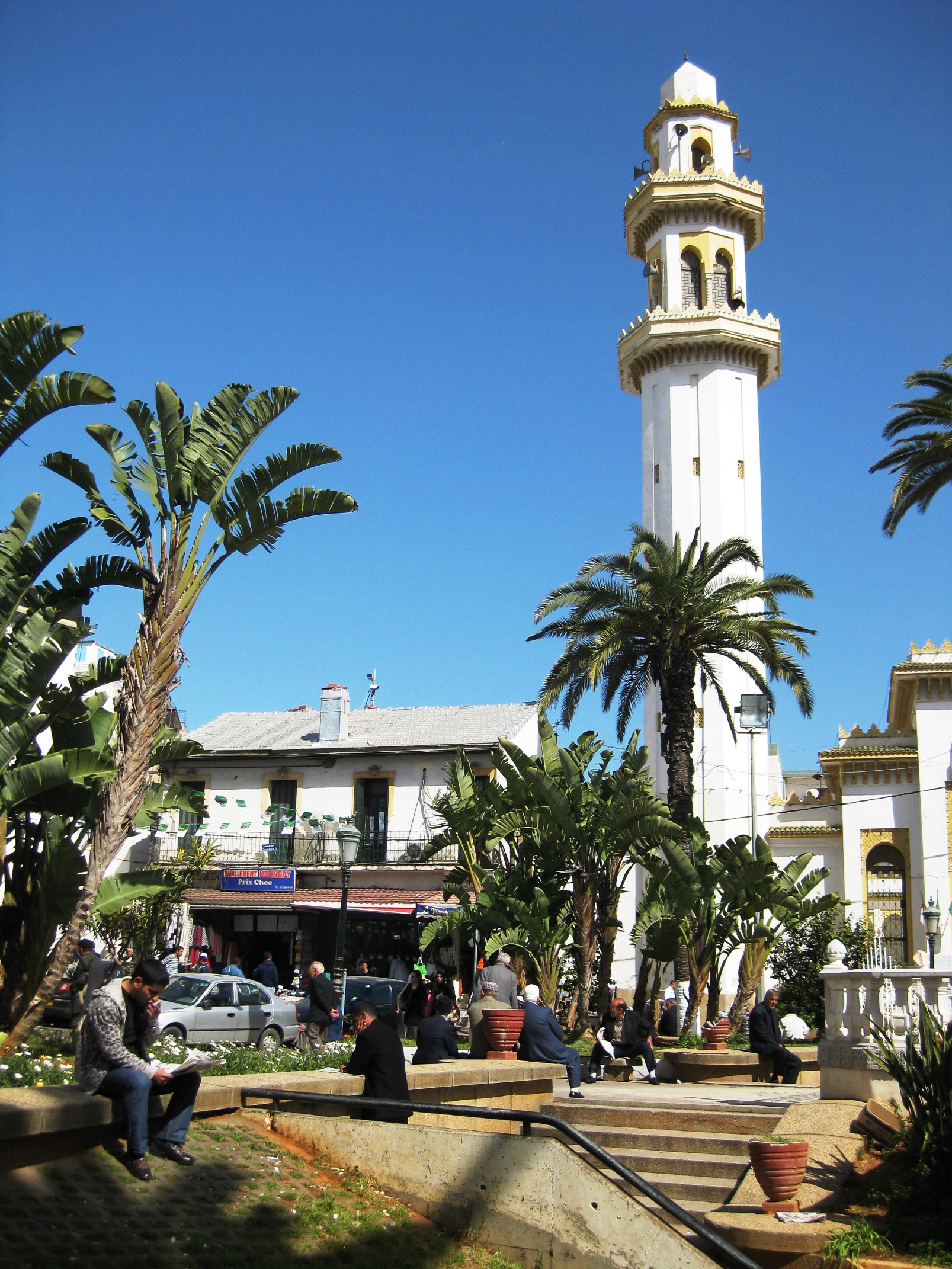
مسجد عمر بن الخطاب
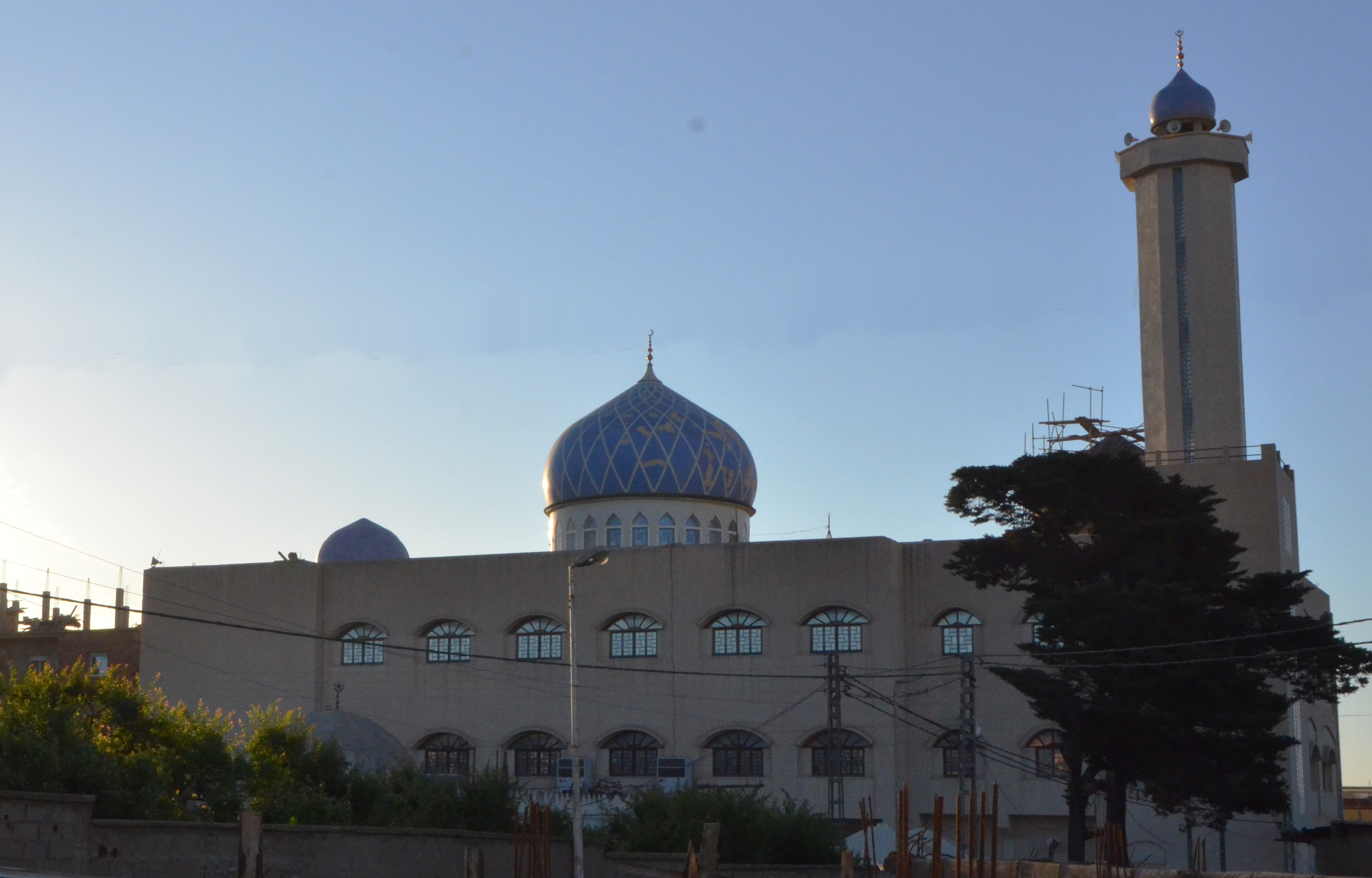
مسجد عبد الحميد بن باديس
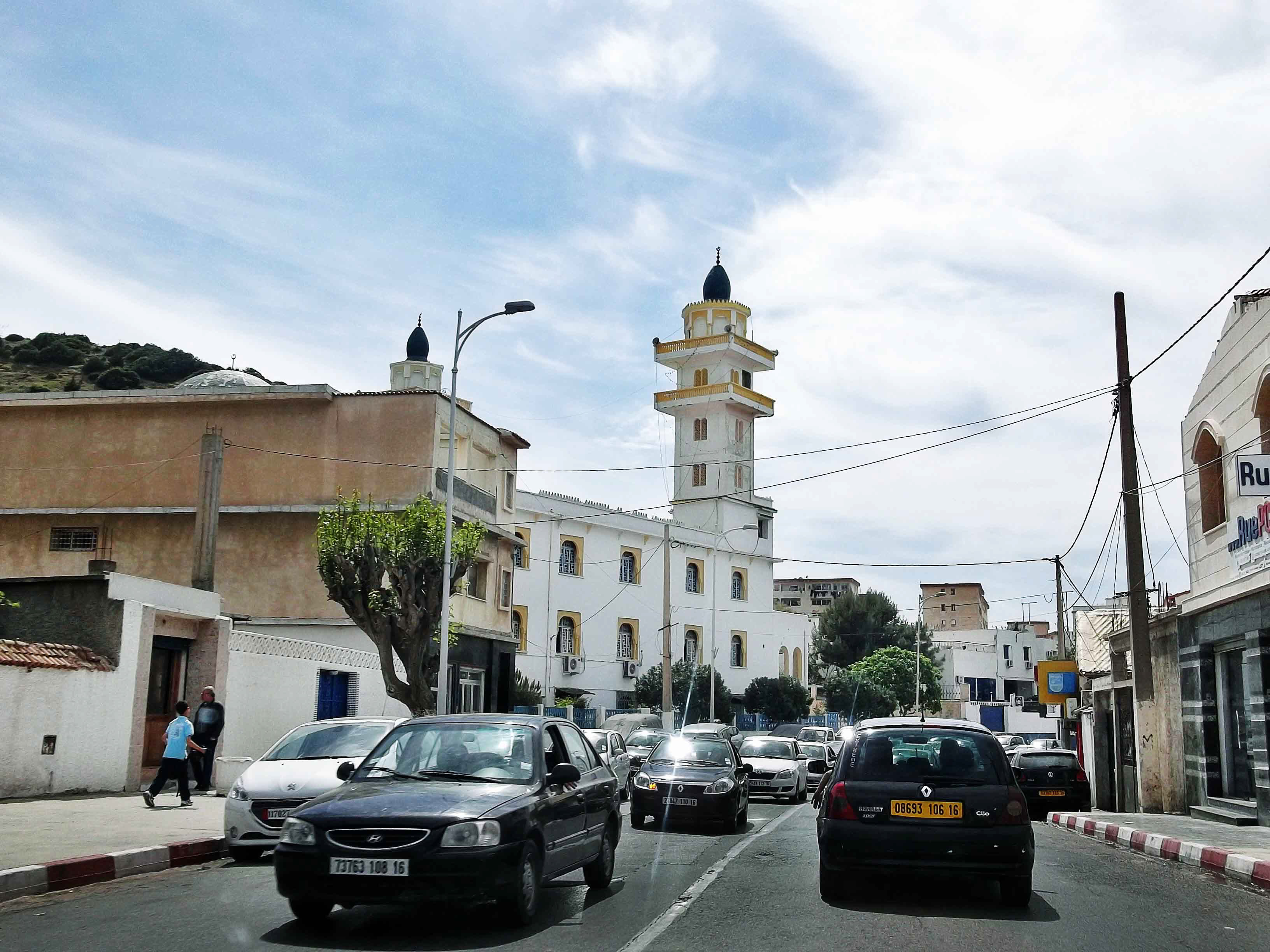
مسجد الفضيل الورتيلاني
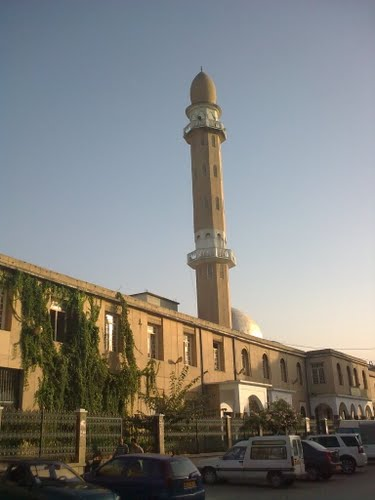
مسجد النور
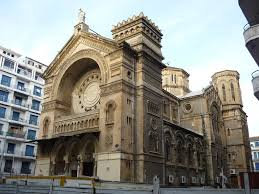
مسجد الرحمة
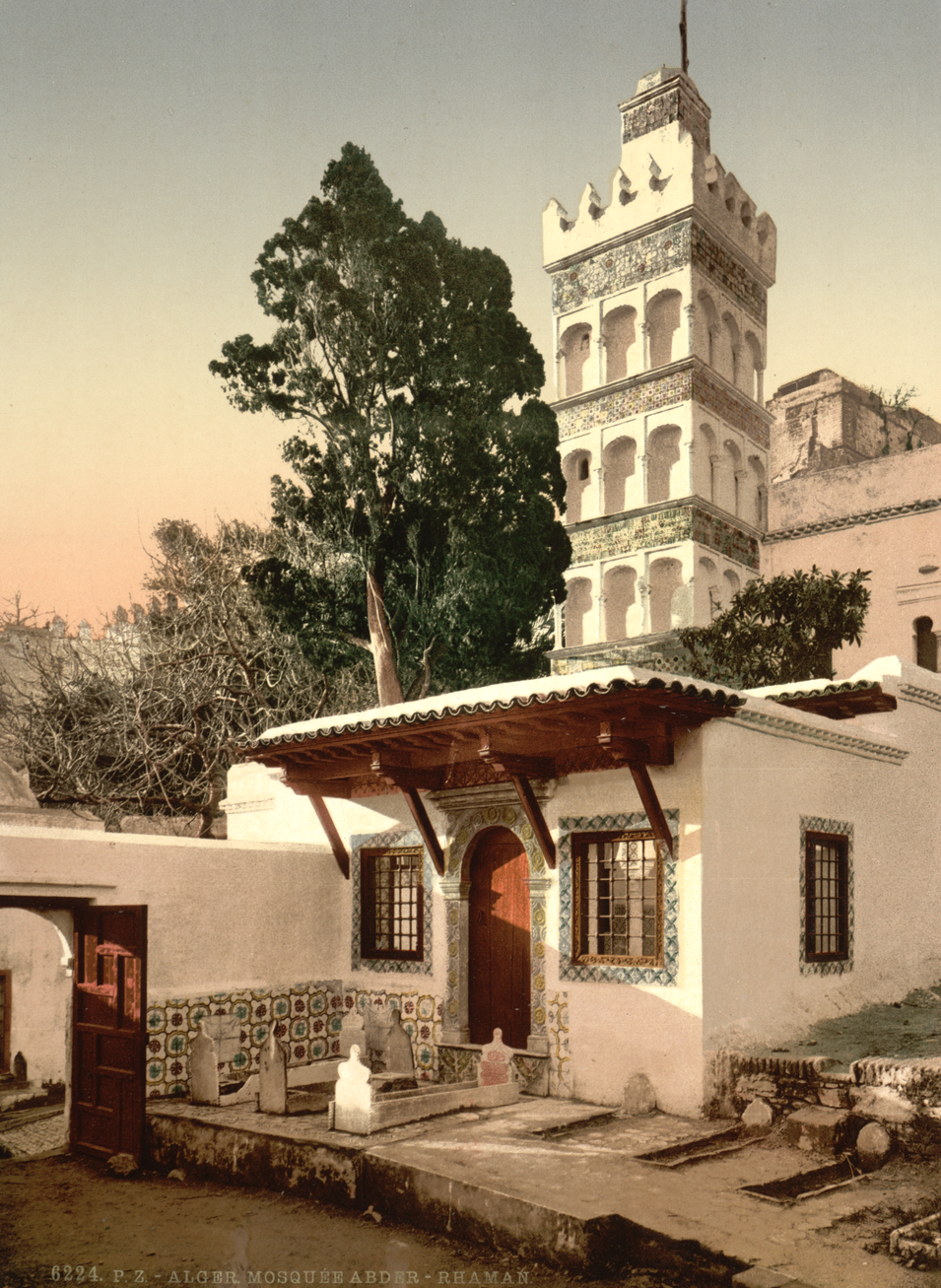
مسجد سيدي عبد الرحمن الثعالبي
مسجد سيدي أمحمد بوقبرين
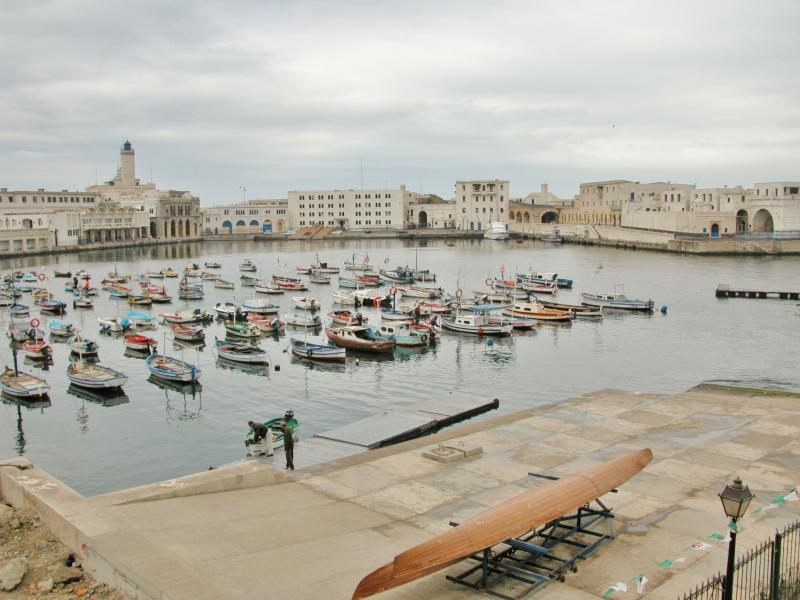
مسجد سيدي إبراهيم السلامي البحري
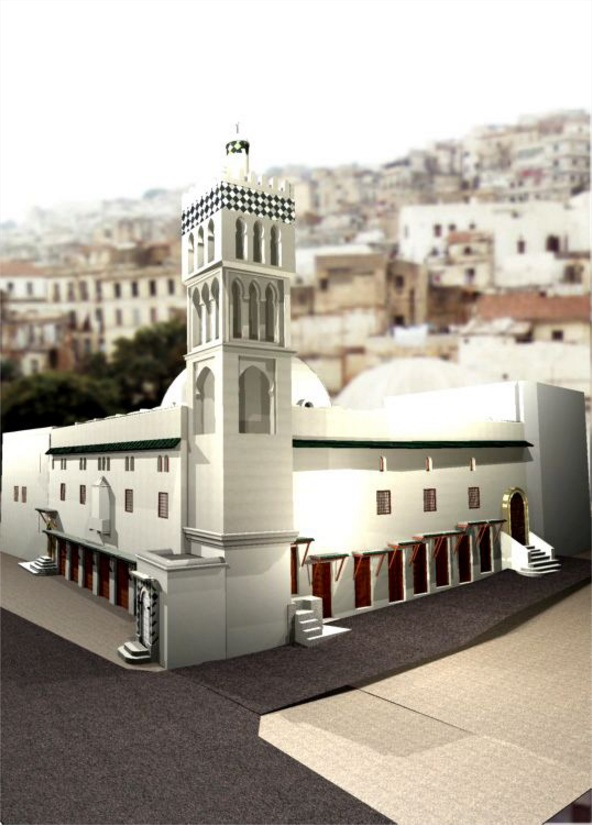
مسجد علي بتشين
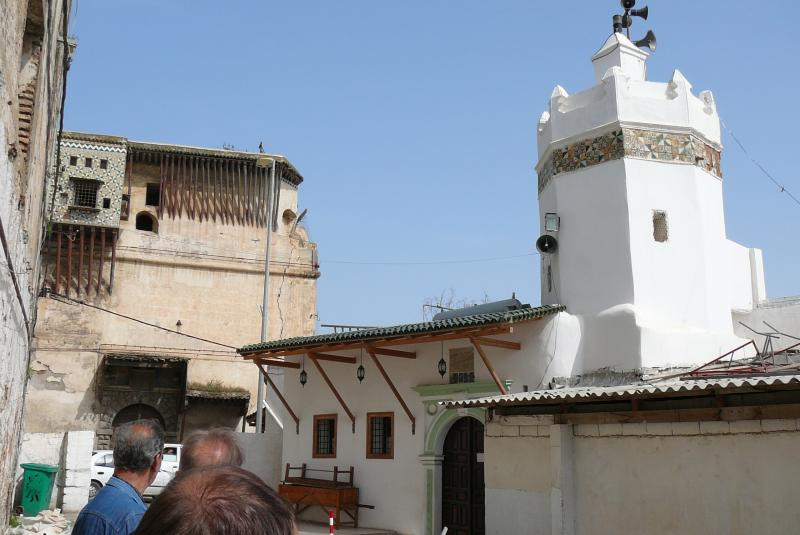
مسجد براني
مسجد سفير
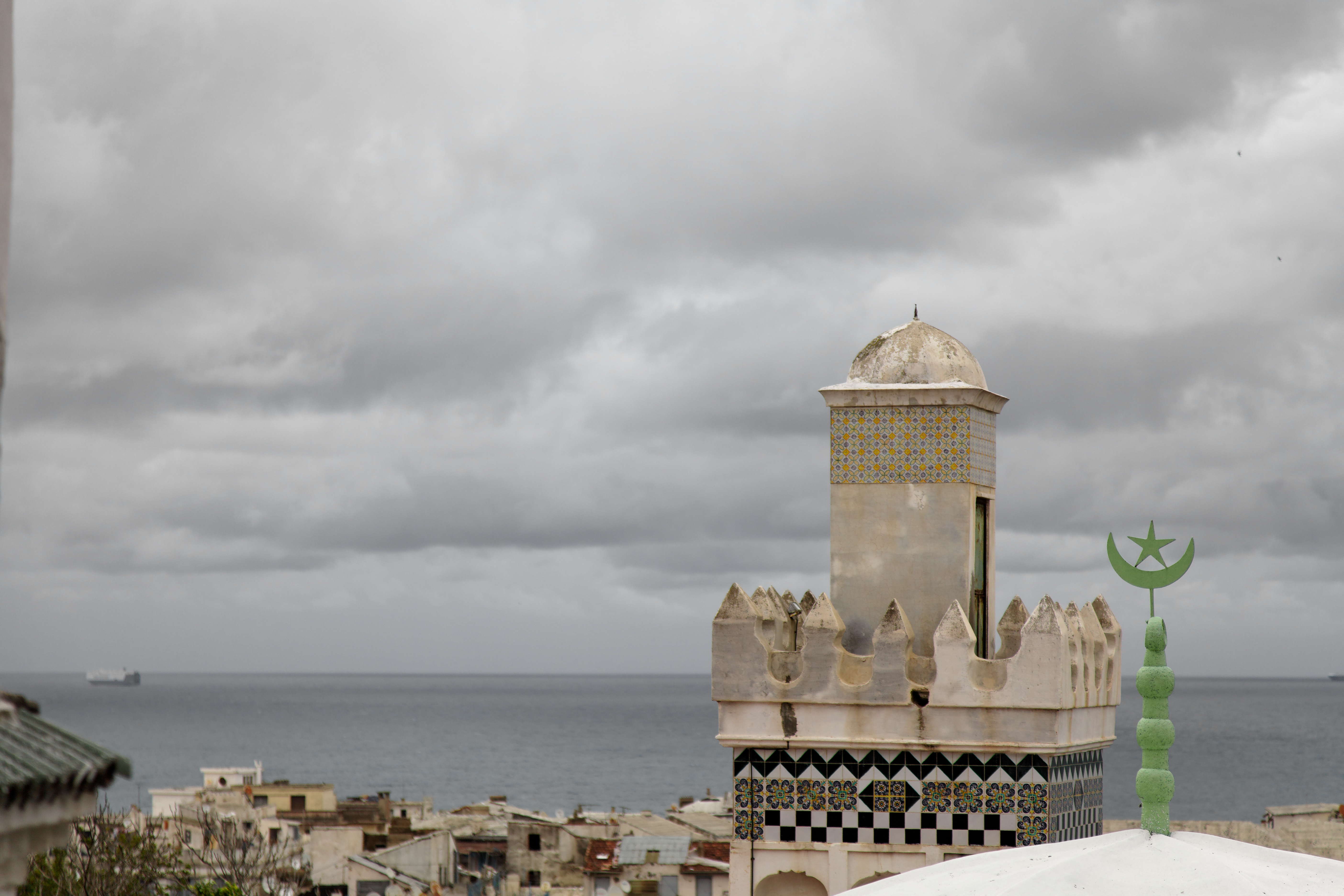
مسجد سيدي رمضان

### الزوايا
- «زاوية سيدي عبد الرحمن الثعالبي» (قصبة الجزائر).
- «زاوية سي السعدي» (باب الوادي).
- «زاوية سيدي أمحمد بوقبرين» (بلوزداد).

## العدالة
يضم إقليم ولاية الجزائر العديد من المنشآت التابعة لقطاع العدالة تحت وصاية وزارة العدل الجزائرية.
ويشرف مجلس قضاء الجزائر محليًا على كل هذه المنشآت بواسطة رئيس المجلس والنائب العام.
وتعتمد هيكلة مجلس قضاء الجزائر على محاكم ابتدائية هي:
1. محكمة الدار البيضاء
2. محكمة عبان رمضان
3. محكمة حسين داي.
4. محكمة بئر مراد رايس.
5. محكمة سيدي أمحمد.
6. محكمة باب الوادي.
7. محكمة الحراش.

وينتظم المحامون ضمن دائرة اختصاص مجلس قضاء الجزائر في نقابة المحامين في الجزائر العاصمة من أجل مزاولة مهنة المحاماة.
كما يقع مقر المحكمة العليا الجزائرية كذلك في إقليم ولاية الجزائر.

## الحدائق والمنتزهات
تحتوي هذه الولاية على العديد من الحدائق العامة والمنتزهات.

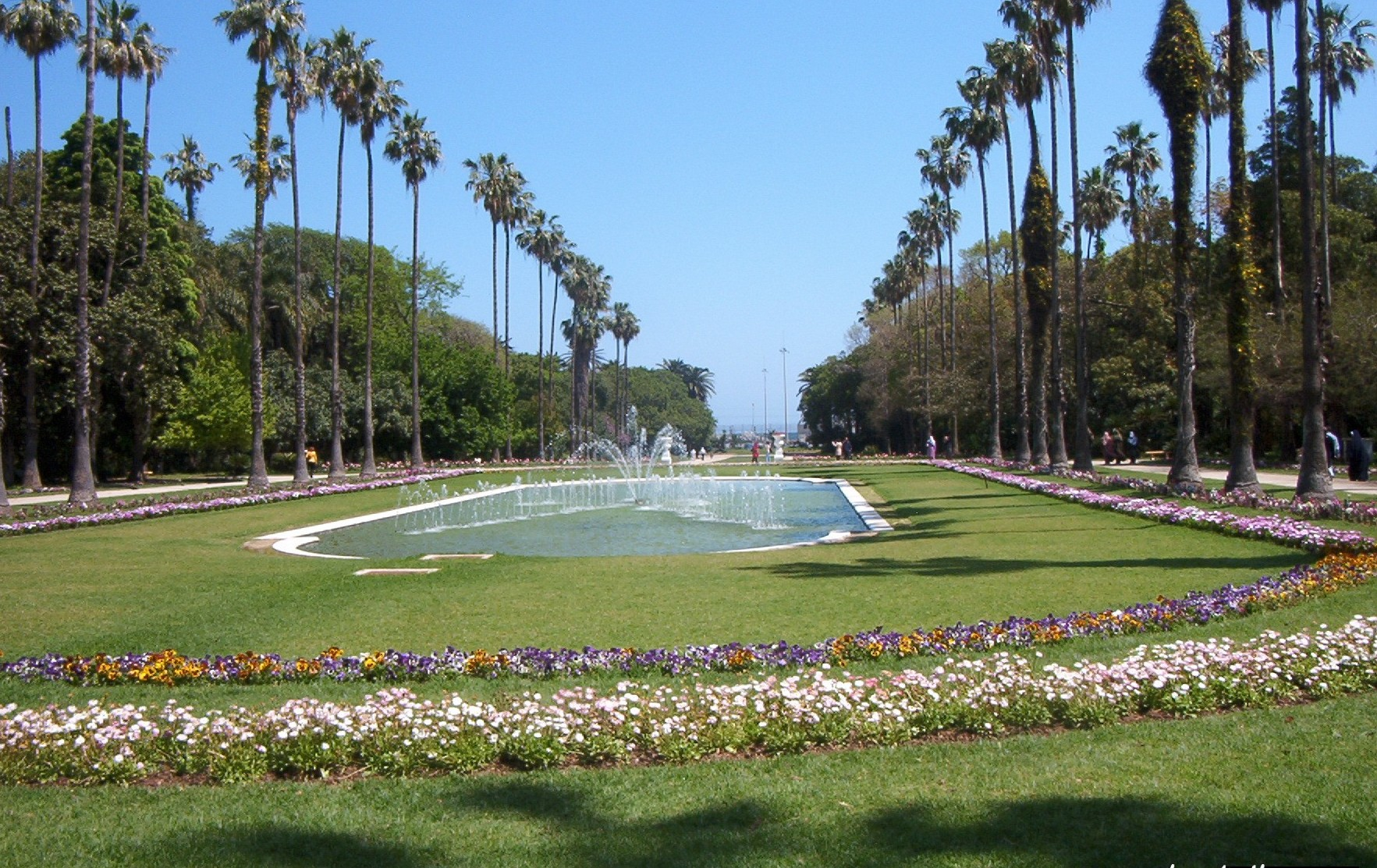
حديقة الحامة (بلوزداد)
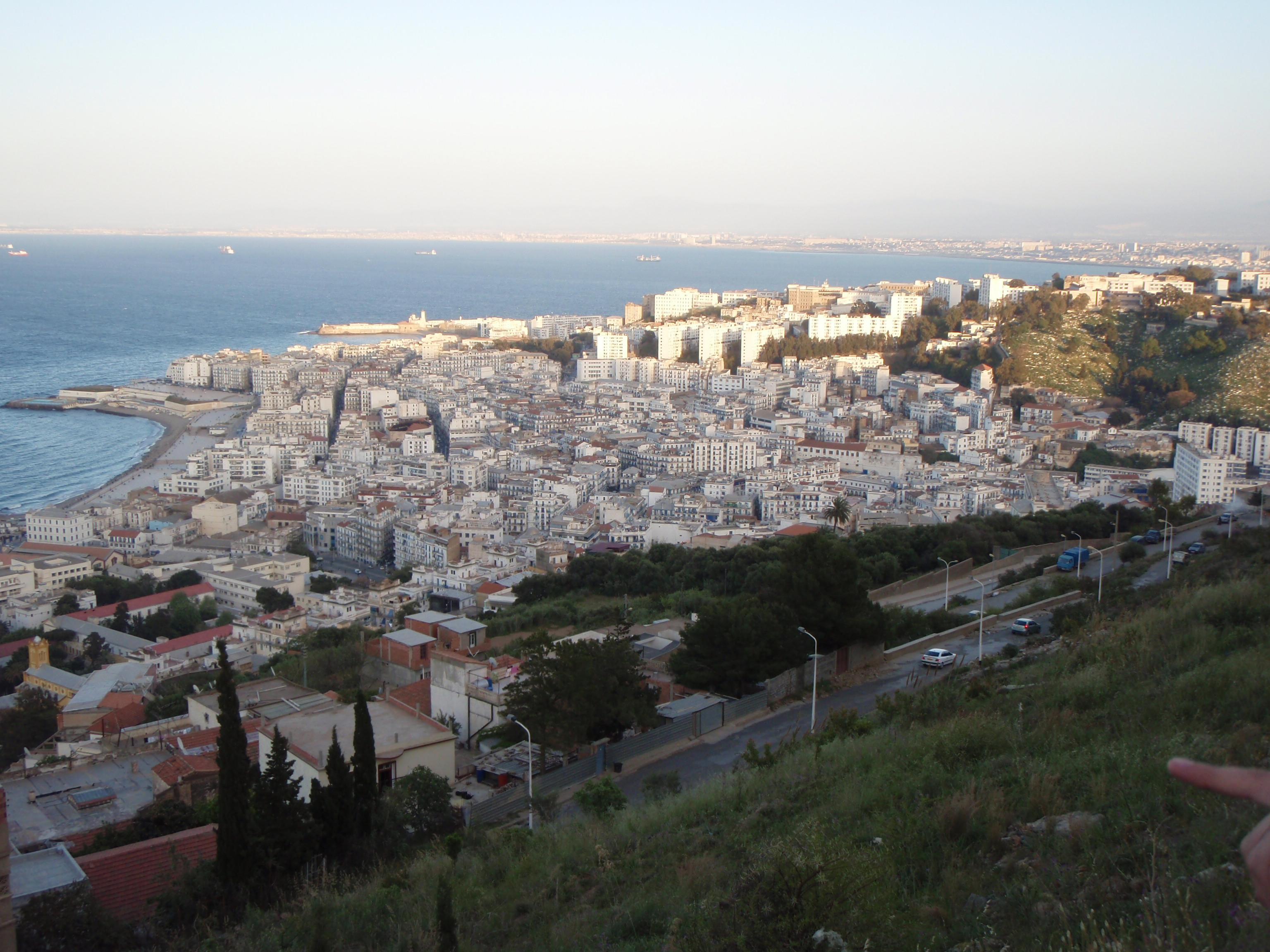
حديقة باب الوادي

## الساحات العمومية
تحتوي هذه الولاية على العديد من الساحات العمومية التي تشرف عليها مديرية تسيير الساحات العمومية لولاية الجزائر تحت وصاية وزارة الداخلية الجزائرية.

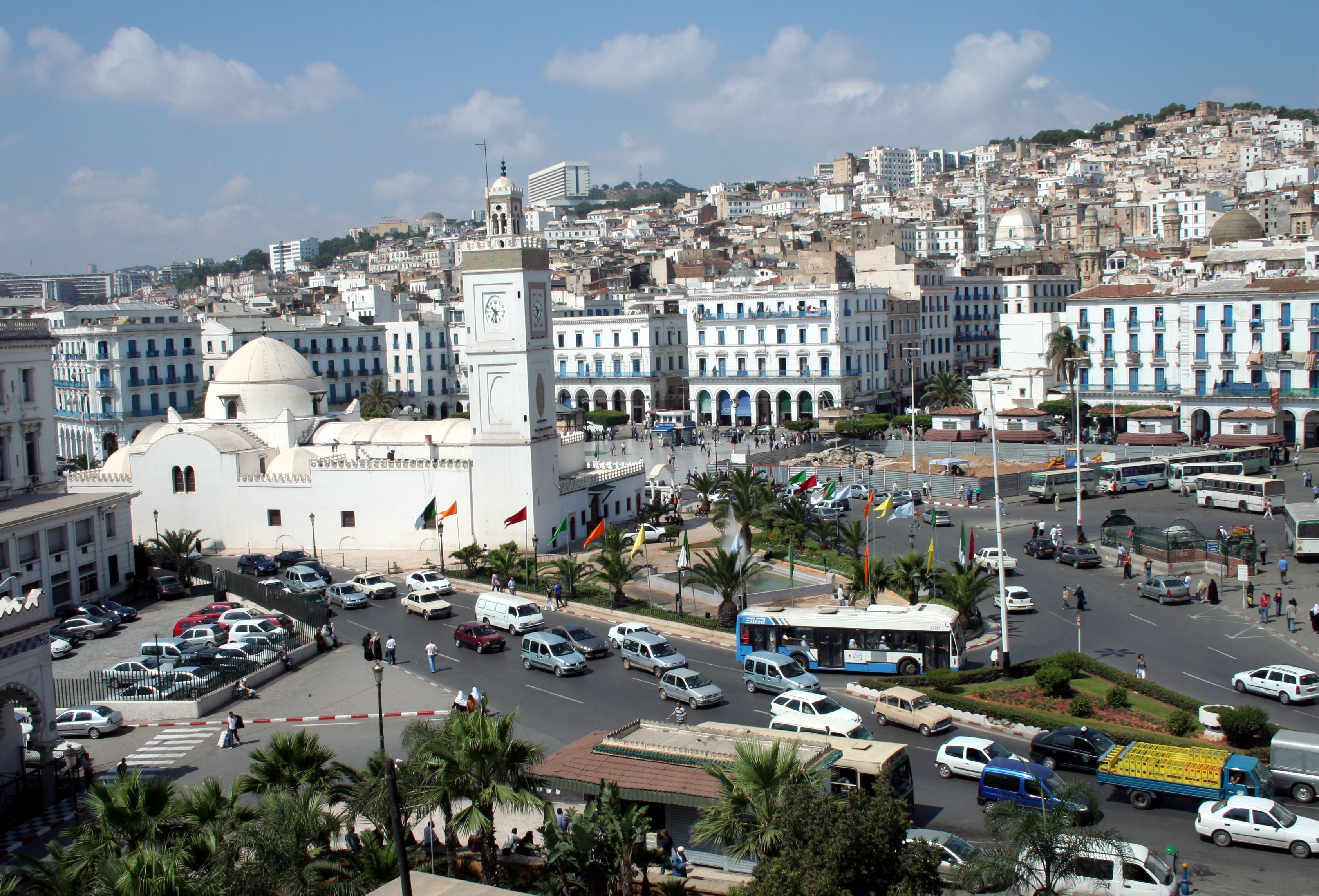
ساحة الشهداء
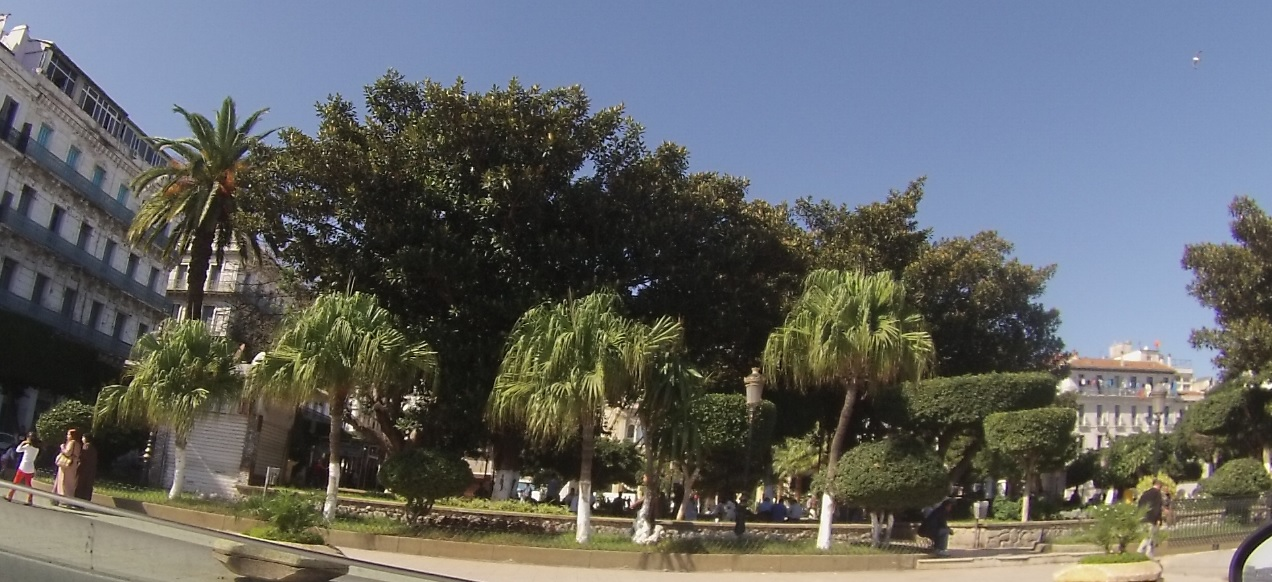
ساحة بور سعيد
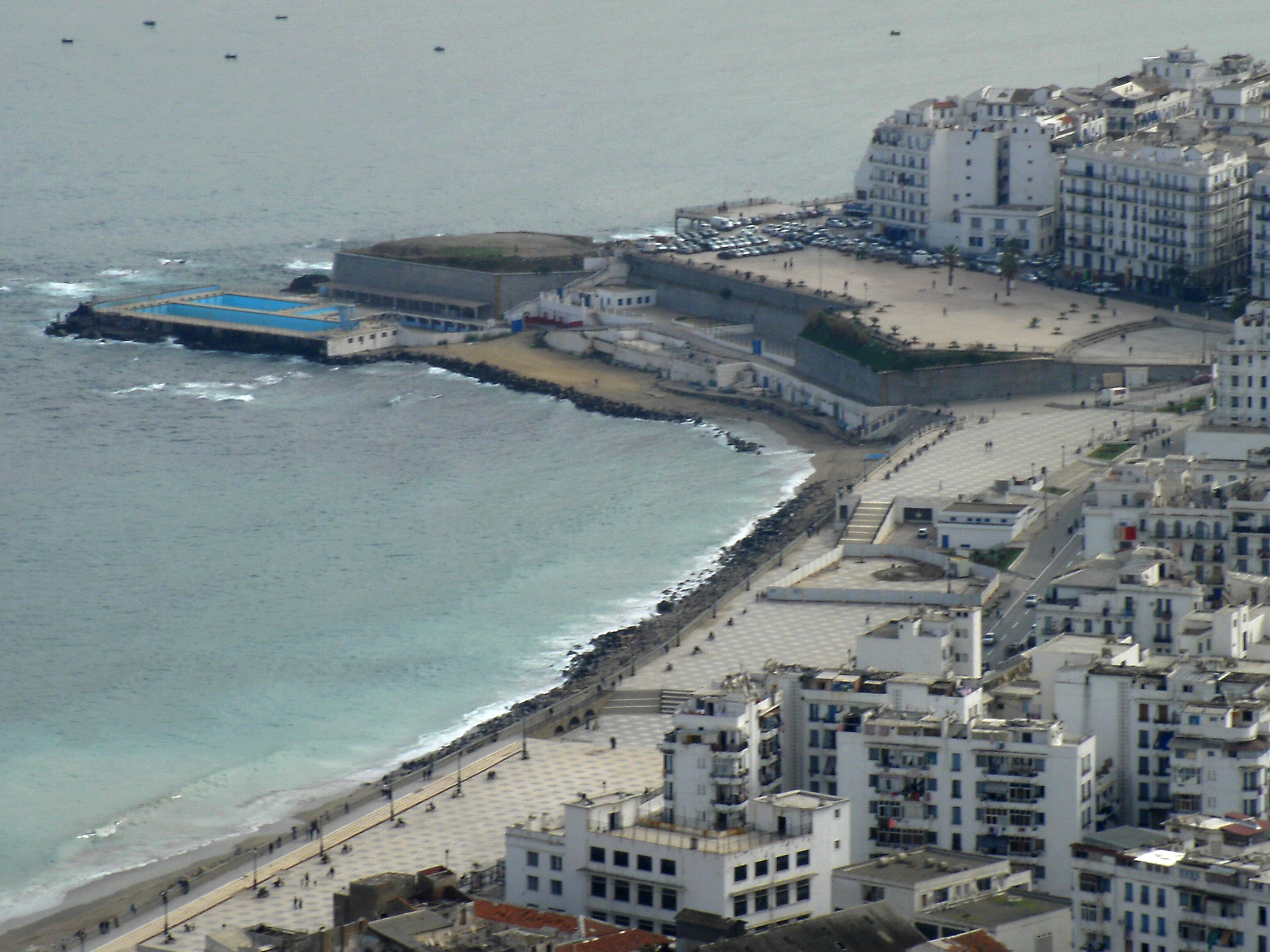
ساحة ميرة
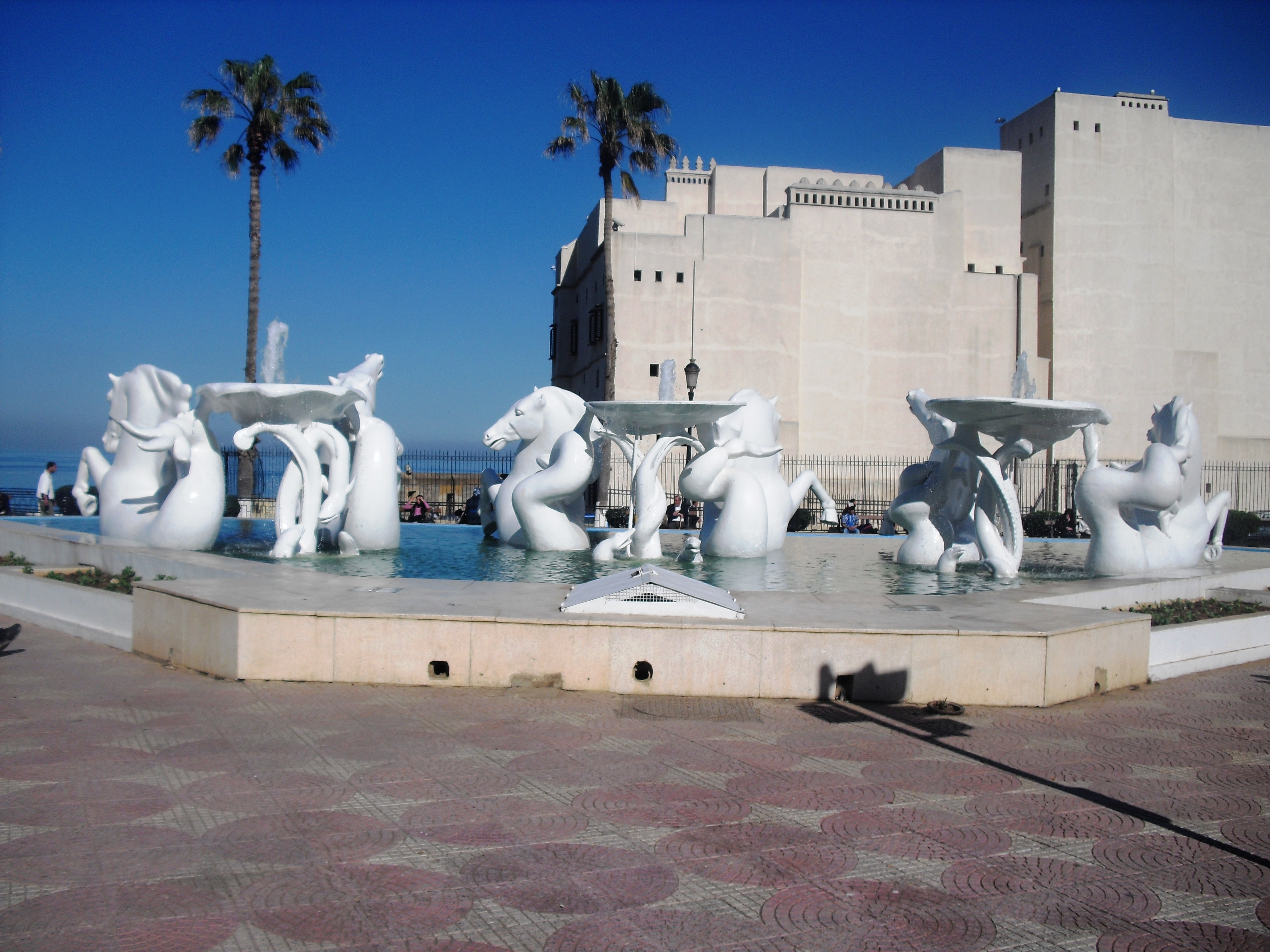
ساحة باب الوادي
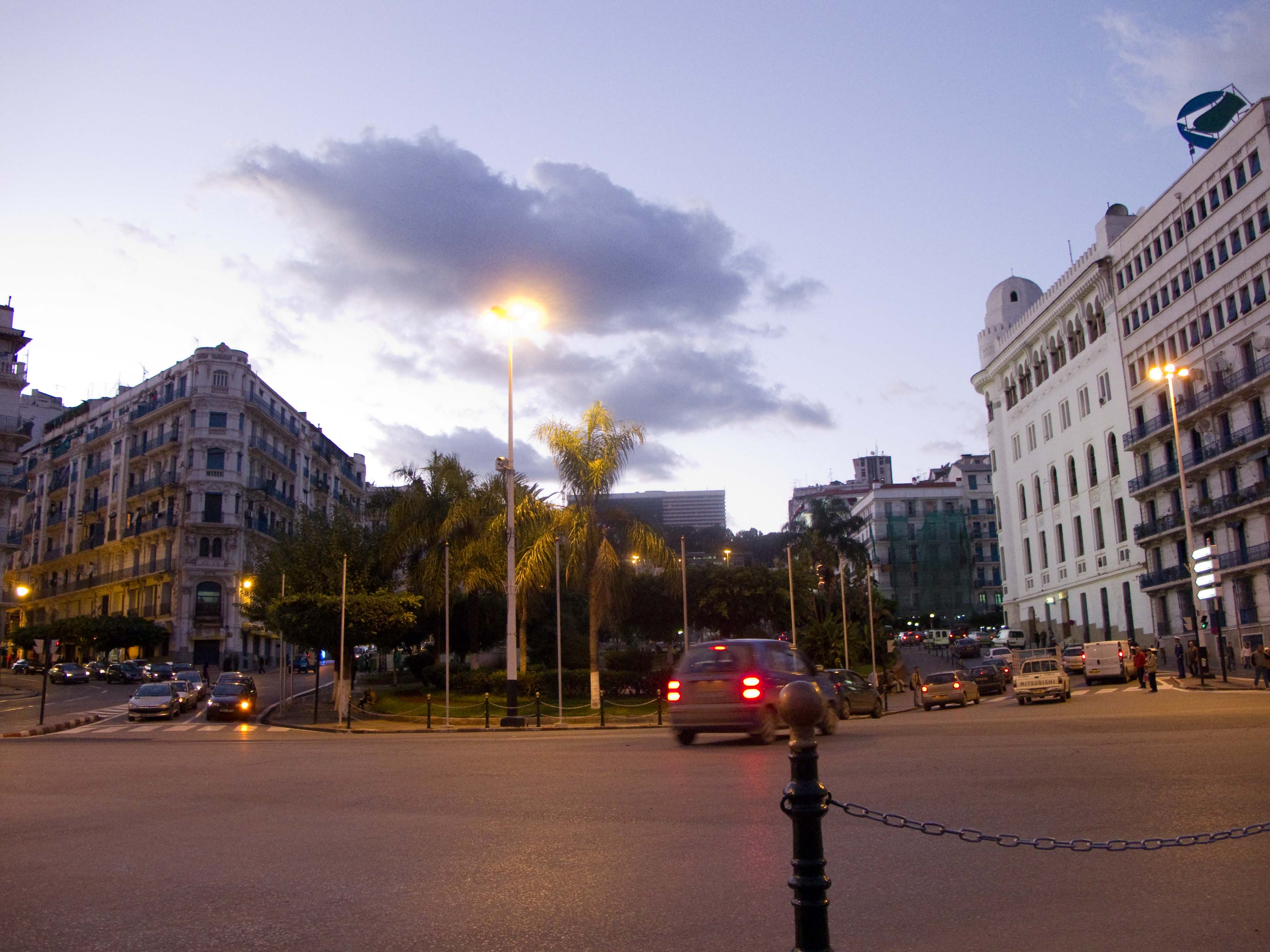
ساحة البريد المركزي
ساحة موريس أودان
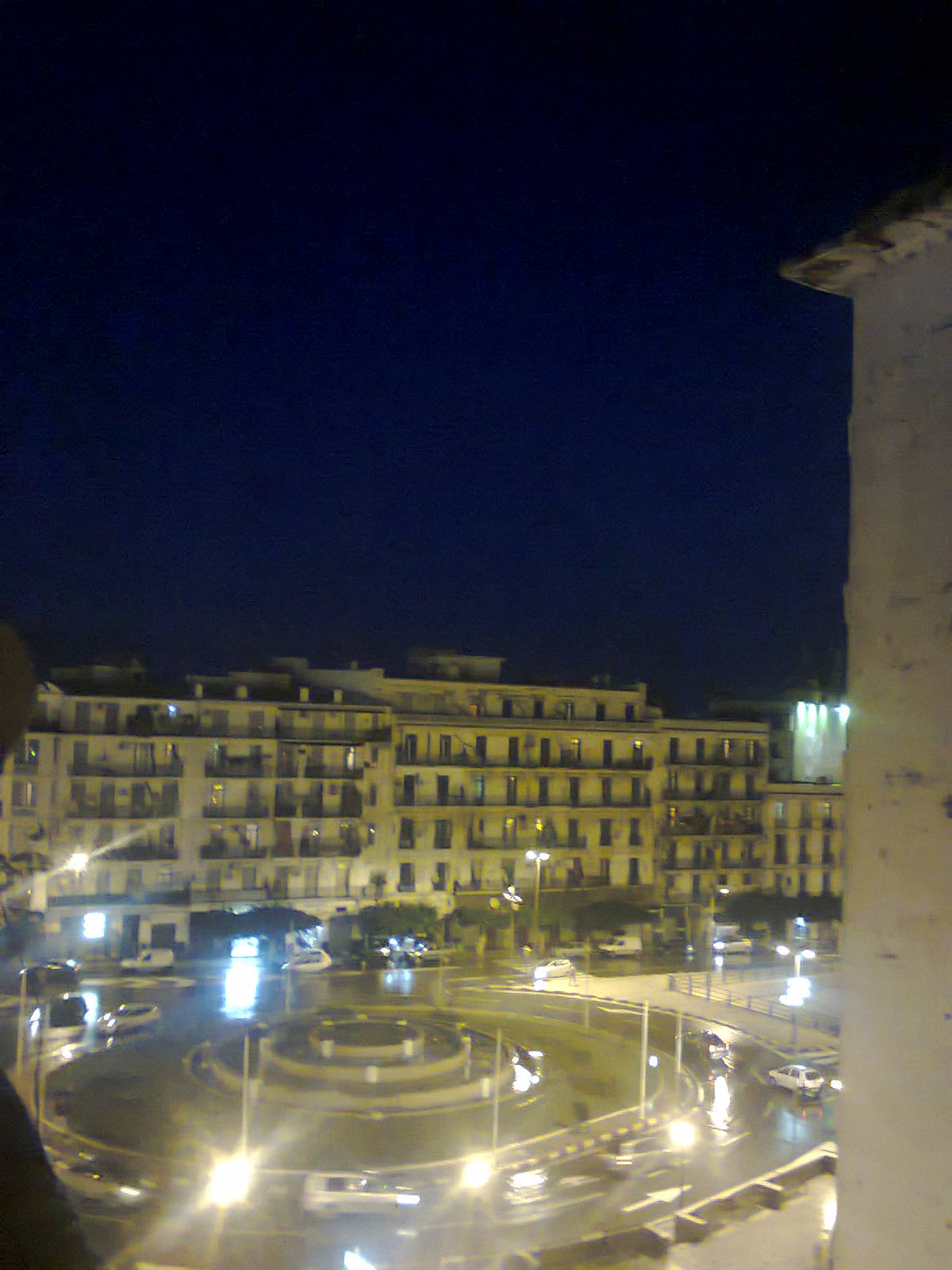
ساحة أول ماي
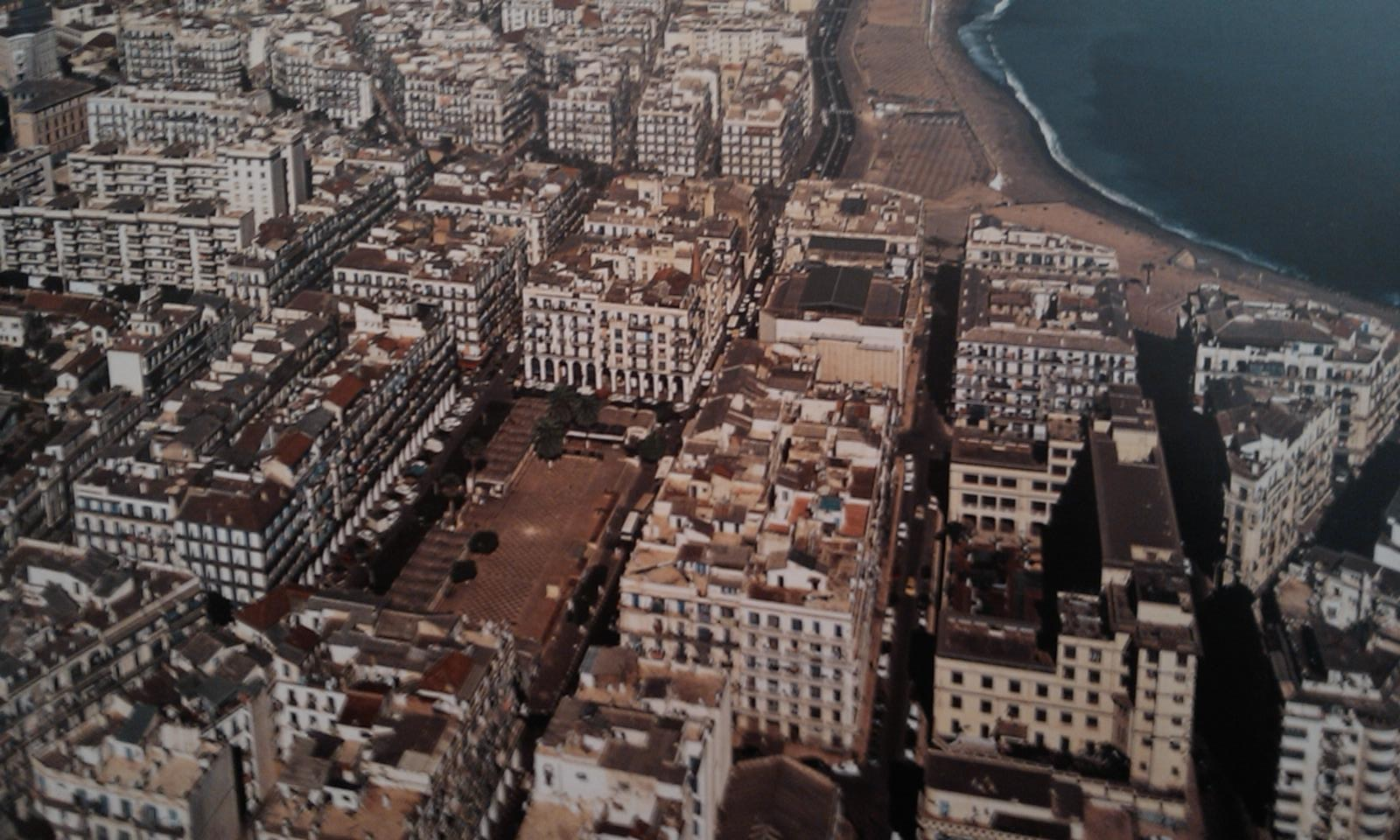
ساحة سطمبولي

## الخلجان
تحتوي هذه الولاية على أربعة خلجان مطلة على البحر الأبيض المتوسط.

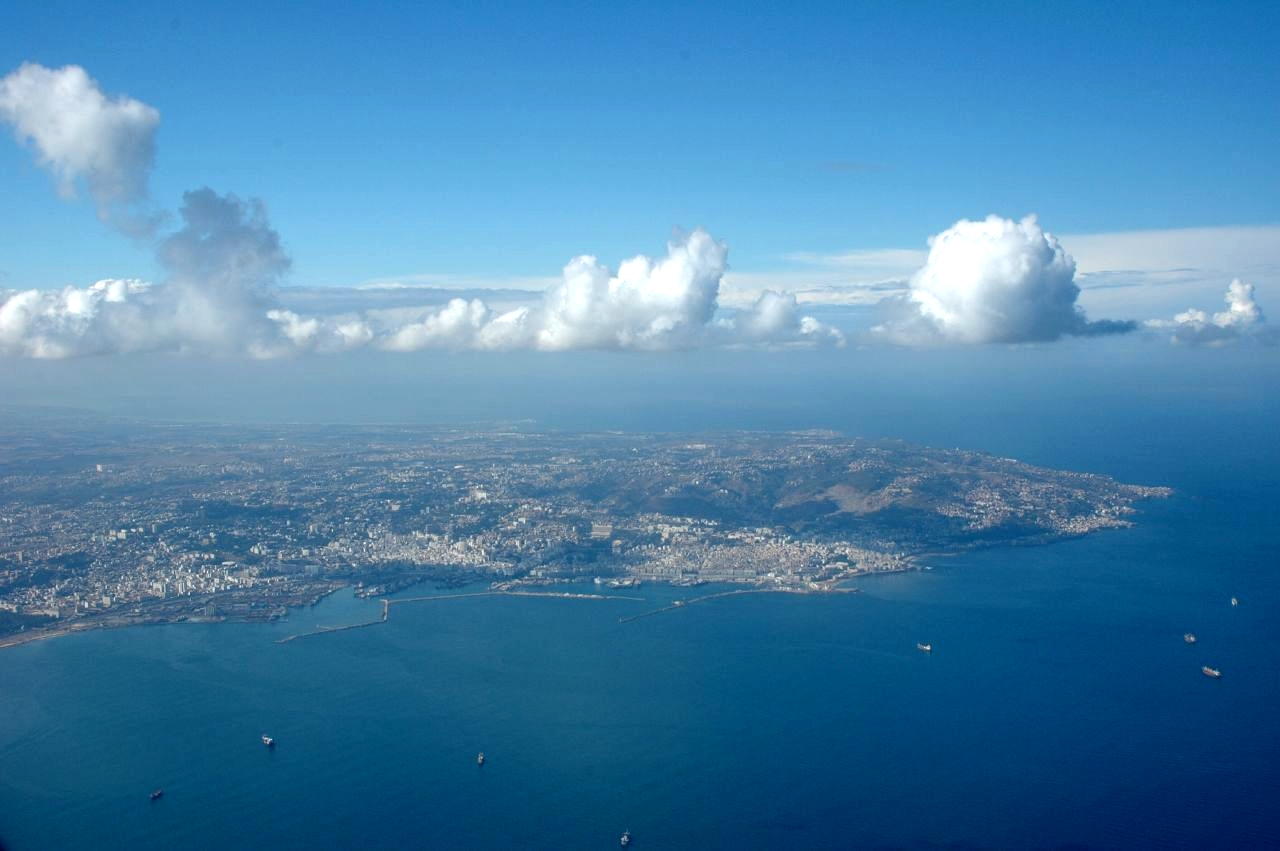
خليج الجزائر
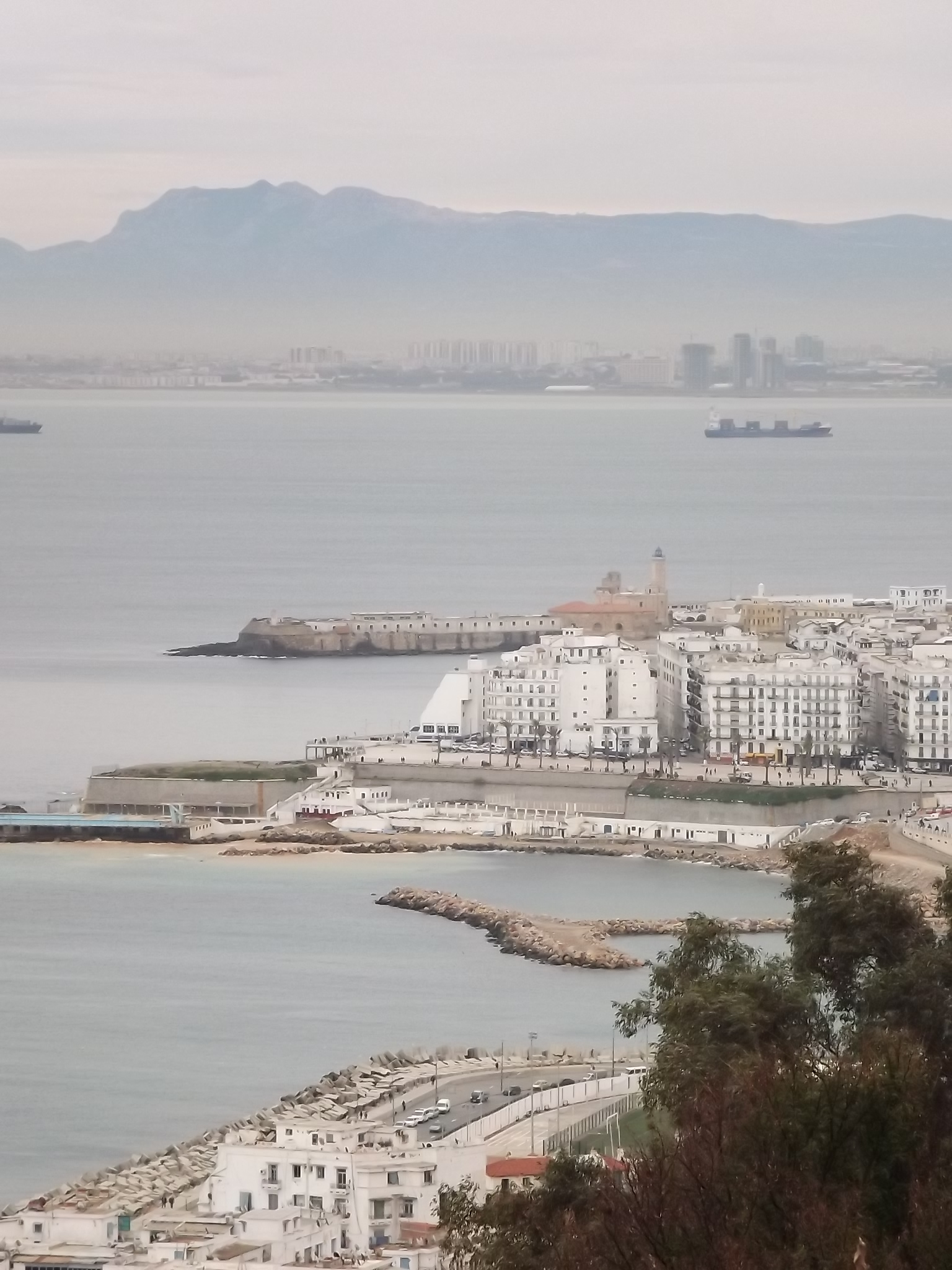
خليج باب الوادي
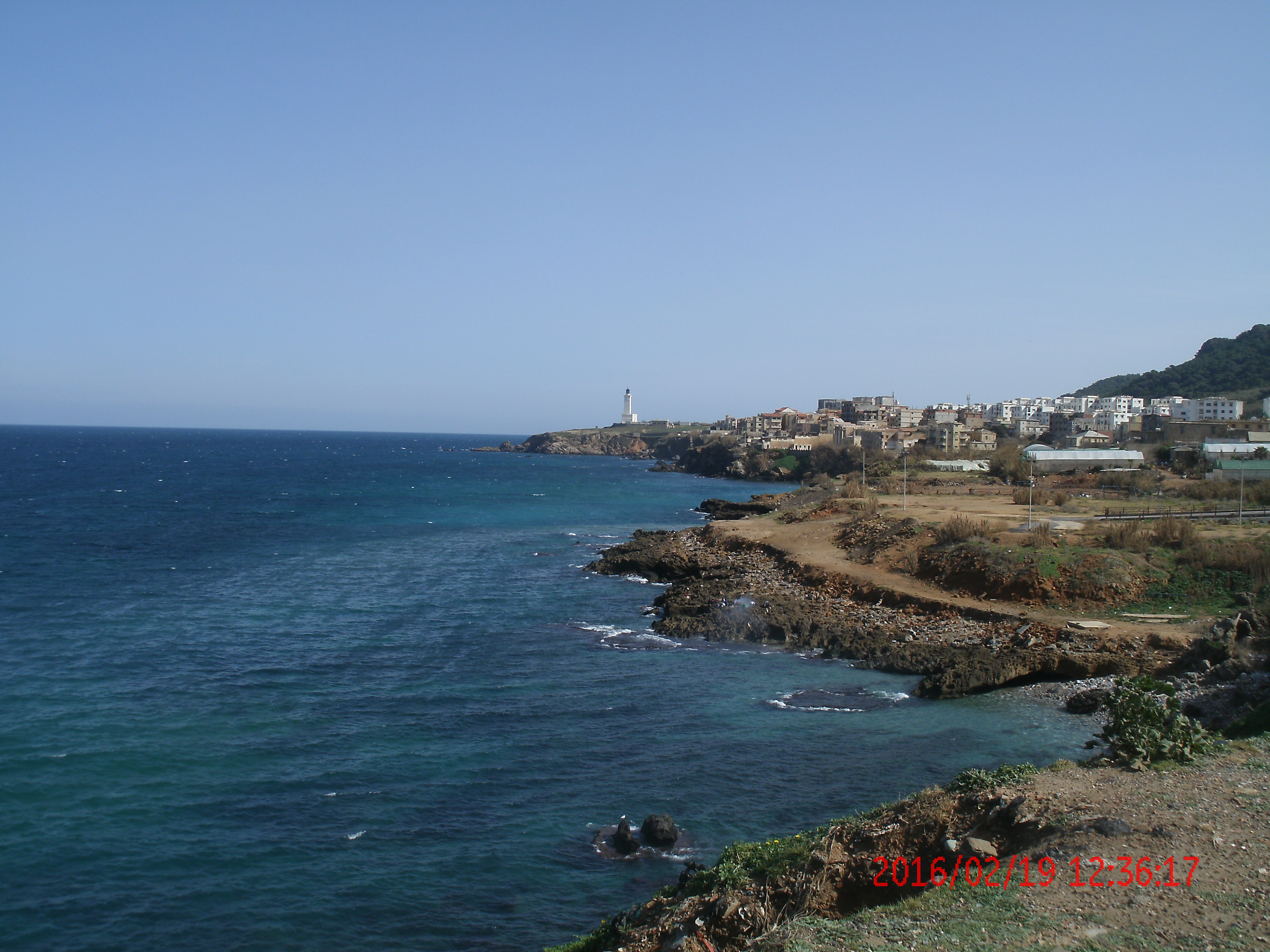
خليج الرايس حميدو
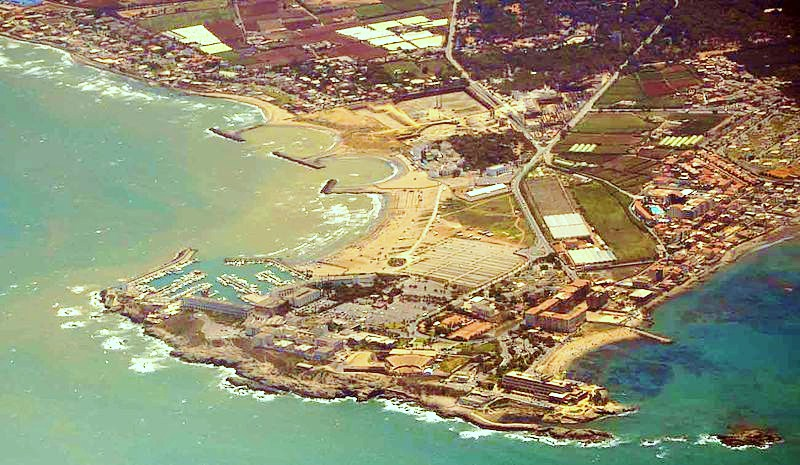
خليج سيدي فرج

## الموانئ
تحتوي هذه الولاية على العديد من الموانئ التي تشرف عليها مديرية النقل لولاية الجزائر تحت وصاية وزارة النقل.

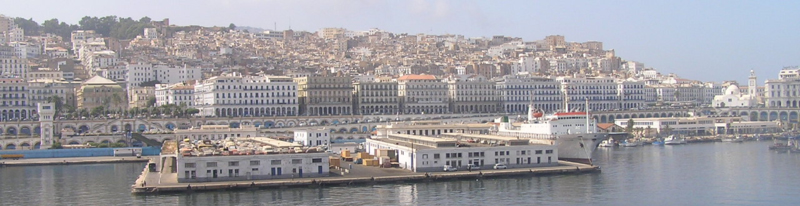
ميناء الجزائر
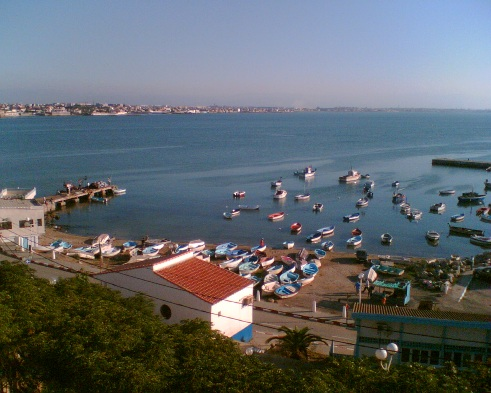
ميناء تامنتفوست
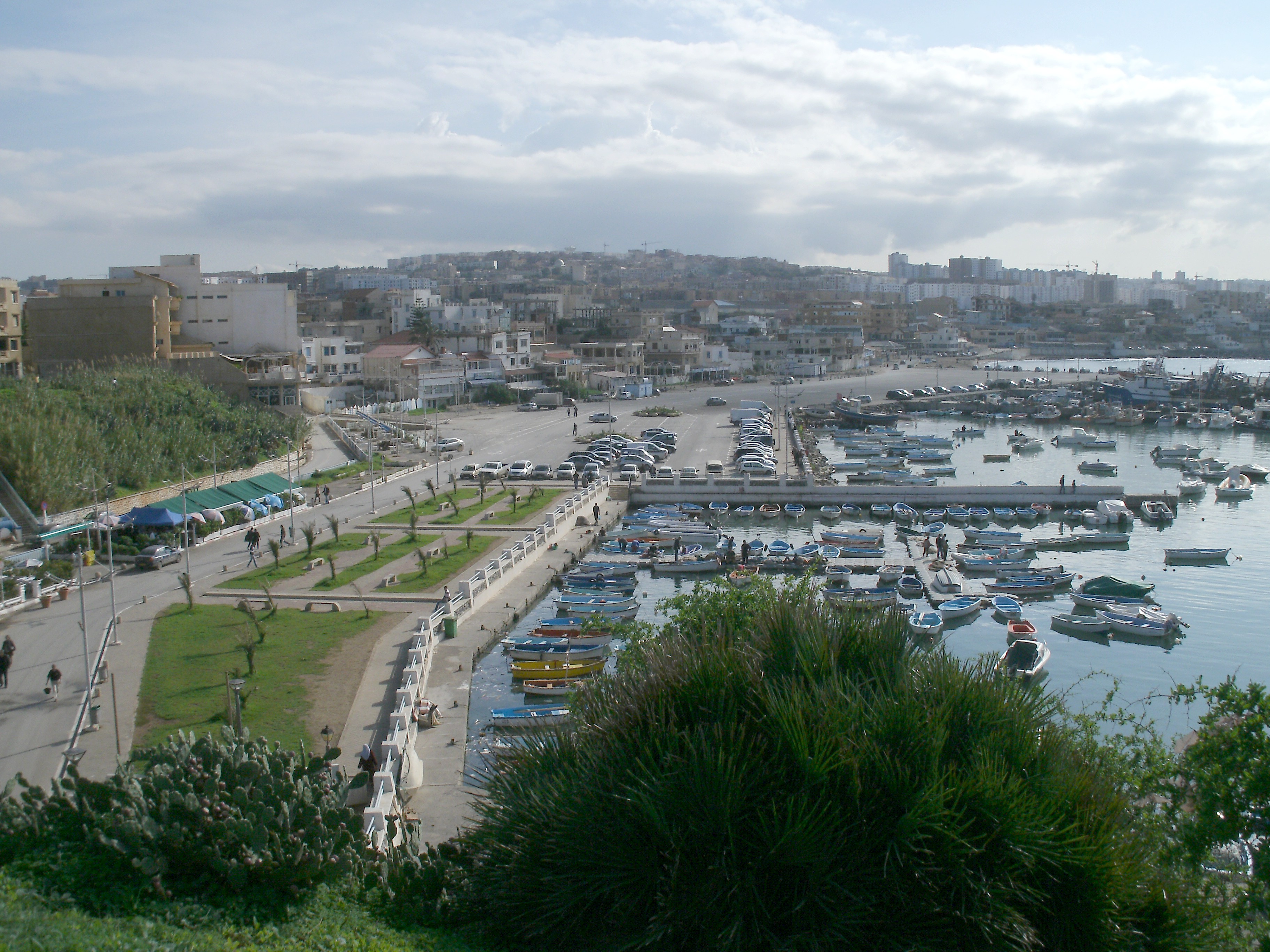
ميناء عين البنيان
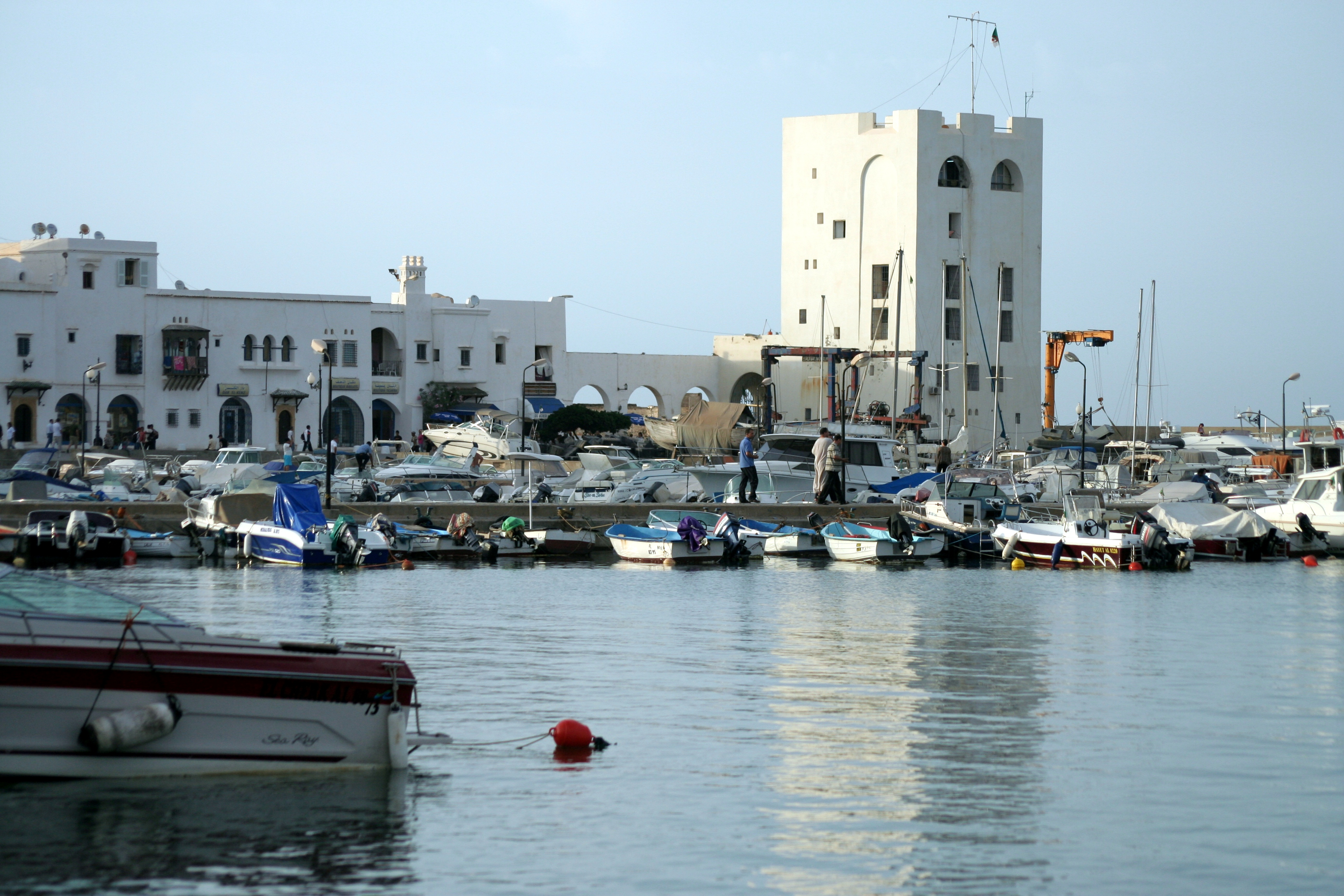
ميناء سيدي فرج
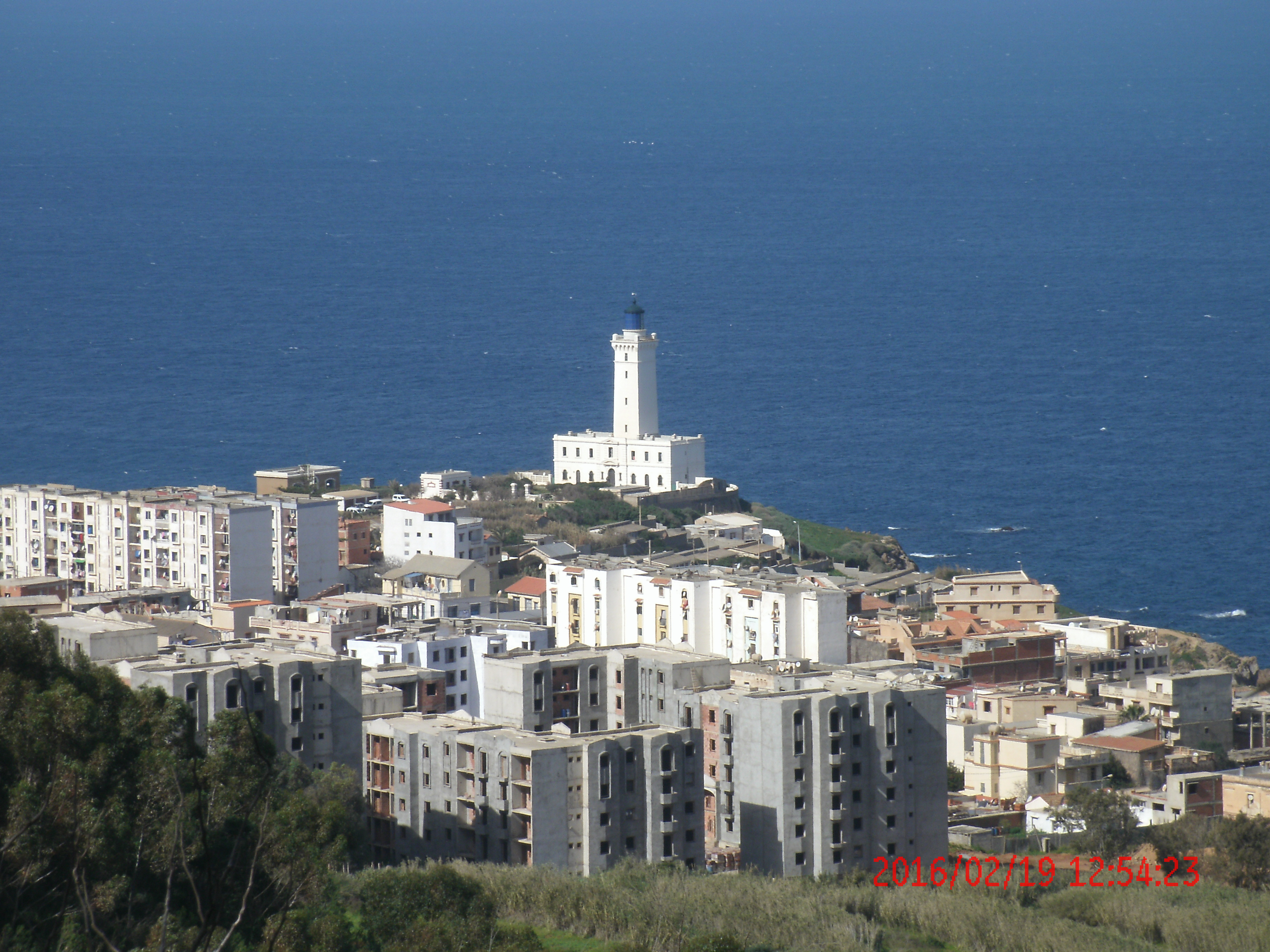
ميناء رايس حميدو

## النقل

### النقل البحري الحضري

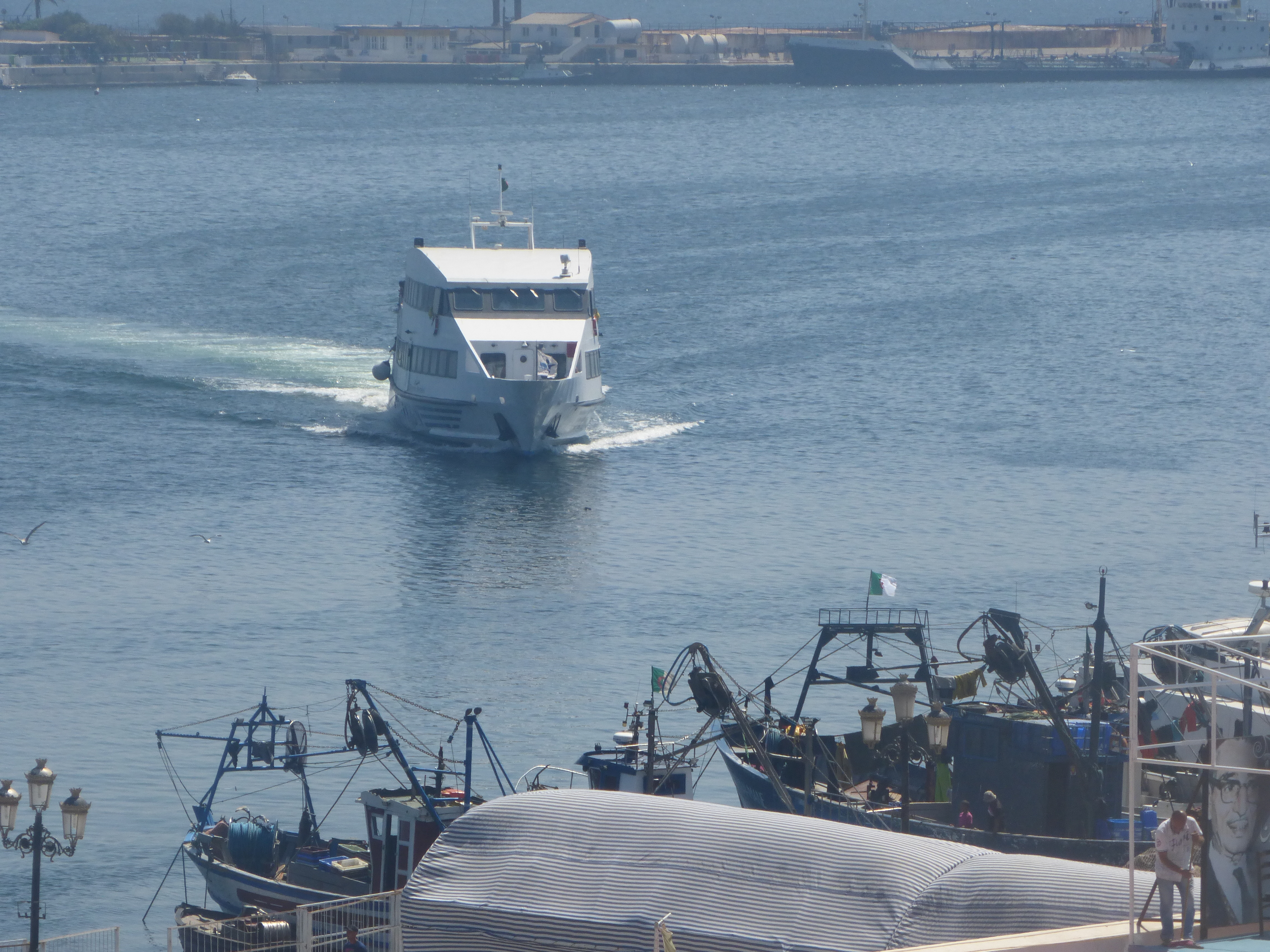
النقل البحري الحضري

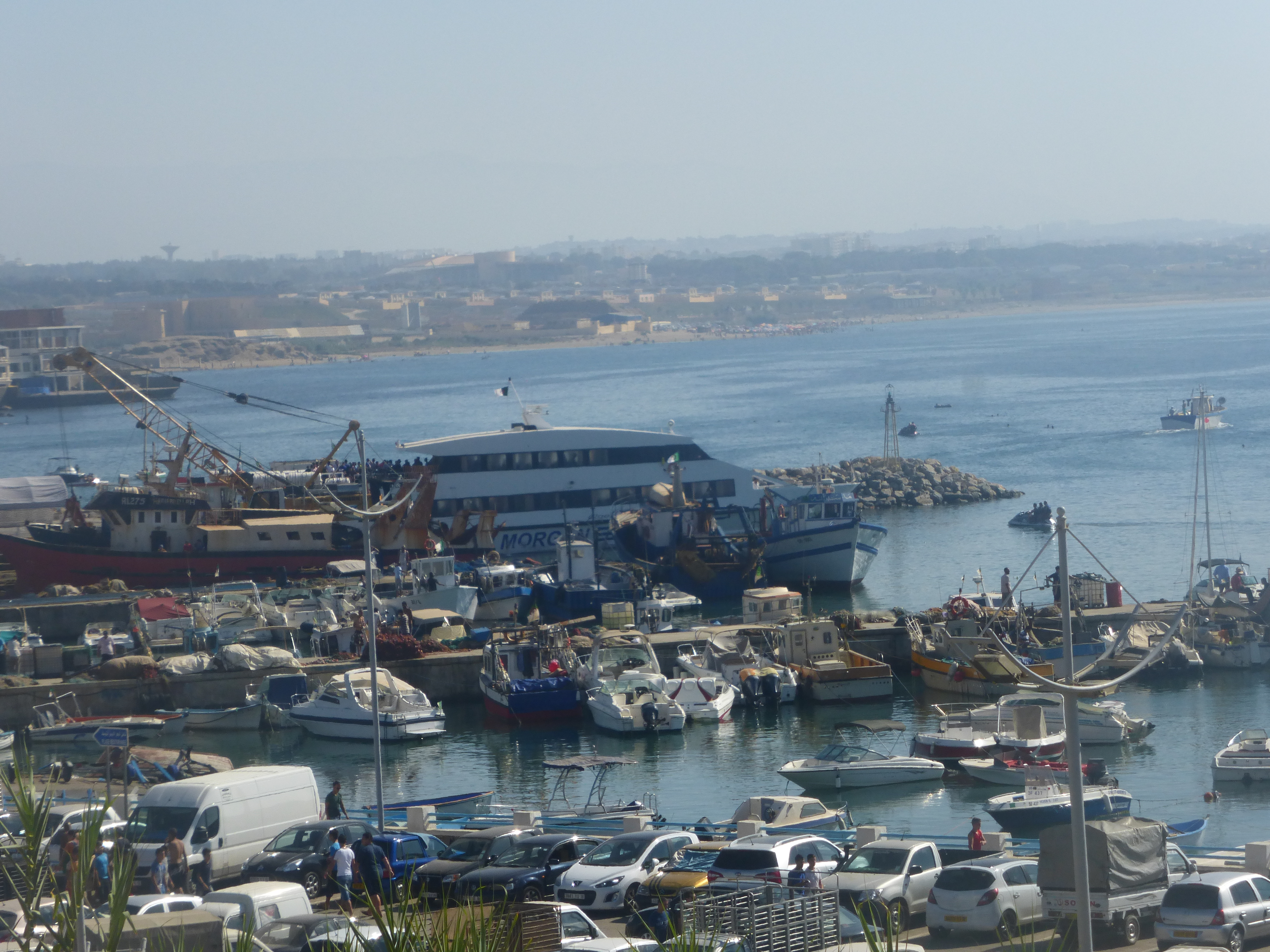
النقل البحري الحضري

ترتبط موانئ ولاية الجزائر فيما بينها عبر شبكة من خطوط النقل البحري الحضري تم تدشينها في شهر أغسطس 2014م.
وقد انطلقت هذه الرحلات البحرية العاصمية عبر خط نموذجي للنقل الحضري البحري للمسافرين يربط بين المسمكة في ميناء الجزائر وميناء الجميلة في بلدية عين البنيان.
وتتم هذه الرحلات تحت إشراف المؤسسة الوطنية للنقل البحري للمسافرين.
وبعد نجاح الخط البحري من ميناء المسمكة نحو ميناء الجميلة، أو من بلدية القصبة نحو بلدية عين البنيان، تمت إضافة وجهة ميناء بجاية في سنة 2015 انطلاقًا من ميناء الجزائر.
ثم تقرر بدء من صيف 2016 توسيع وجهات النقل البحري الحضري من ولاية الجزائر نحو ولايات تيزي وزو، جيجل وتيبازة من خلال موانئ أزفون، جيجل، تيبازة وشرشال.
|  |   |  | الانطلاق            | الوجهة            | الربط                       |
|  | - |  | ------------------- | ----------------- | --------------------------- |
|  | ● |  | مسمكة ميناء الجزائر | ميناء عين البنيان | نحو: تيبازة - شرشال - وهران |
|  | ● |  | مسمكة ميناء الجزائر | ميناء بجاية       | نحو: جيجل                   |
|  | ● |  | مسمكة ميناء الجزائر | ميناء أزفون       | نحو: بجاية - جيجل           |
|  | ● |  | مسمكة ميناء الجزائر | ميناء جيجل        |                             |
|  | ● |  | مسمكة ميناء الجزائر | ميناء تيبازة      | نحو: شرشال - وهران          |
|  | ● |  | مسمكة ميناء الجزائر | ميناء شرشال       | نحو: وهران                  |
|  | ● |  | مسمكة ميناء الجزائر | ميناء وهران       |                             |

ويرتقب إطلاق الخط البحري من ميناء المسمكة في الجزائر العاصمة نحو ميناء وهران في غضون سنة 2017 م بعد اقتناء بواخر جديدة.

### النقل بالسكك الحديدية

#### خطوط سكة الحديد

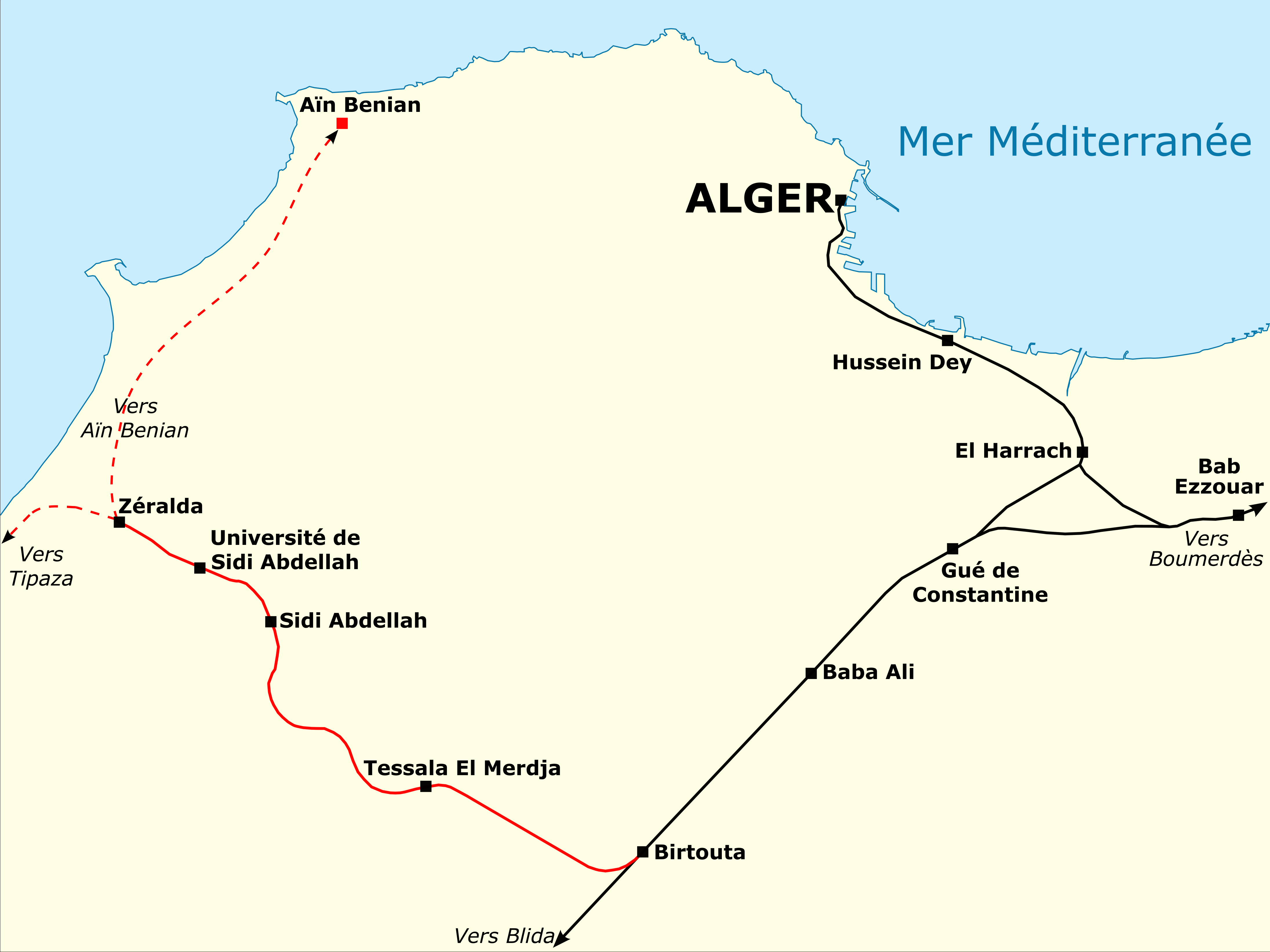
خط سكة حديد من زرالدة إلى بئر توتة

- الخط من زرالدة إلى بئر توتة
- الخط من القصبة إلى عين البنيان
- الخط من الحراش إلى الرغاية
- الخط من زرالدة إلى عين البنيان
- الخط من زرالدة إلى تيبازة
- الخط من الجزائر إلى وهران
- الخط من الجزائر إلى سكيكدة

#### محطات سكة الحديد

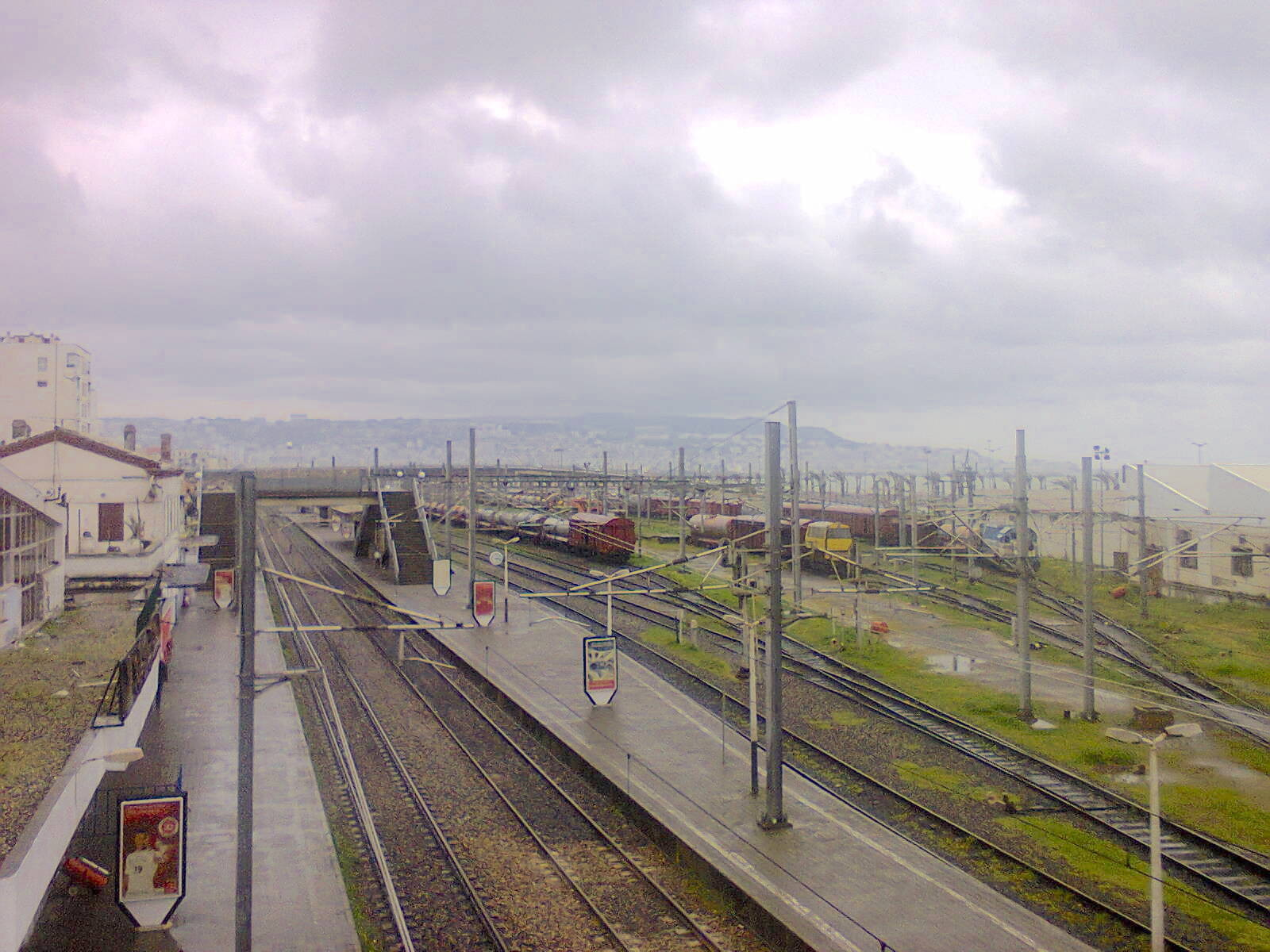
محطة قطار حسين داي

تضم شبكة النقل بالسكك الحديدية في ولاية الجزائر العديد من المحطات:
- محطة باب الزوار.
- محطة بابا علي.
- محطة بئر توتة.
- محطة بلوزداد.
- محطة تسالة المرجة.
- محطة جامعة سيدي عبد الله.
- محطة الجزائر الوسطى (آغا).
- محطة جسر قسنطينة.
- محطة الحراش.
- محطة حسين داي.
- محطة الدار البيضاء.
- محطة الرويبة.
- محطة الرويبة سوناكوم.
- محطة الرويبة الصناعية.
- محطة الرغاية.
- محطة الرغاية الصناعية.
- محطة زرالدة.
- محطة سطاوالي.
- محطة سيدي عبد الله.
- محطة الشراقة.
- محطة عين البنيان.
- محطة القصبة (الجزائر).
- محطة المقارية (الخروبة).
- محطة وادي السمار.
- محطة باب الوادي.
- محطة بولوغين.
- محطة الحمامات.
- محطة الرايس حميدو.

#### مواقف سكة الحديد
تضم شبكة النقل بالسكك الحديدية في ولاية الجزائر العديد من المواقف:
- موقف الرغاية الصناعية.
- موقف الرويبة الصناعية.
- موقف الخروبة.

#### خطوط النقل الحضري وشبه الحضري

محطات الشركة الوطنية للنقل بالسكك الحديدية

محطة سكة الحديد آغا

ترتبط بلديات ولاية الجزائر فيما بينها عبر شبكة من خطوط السكك الحديدية للنقل الحضري وشبه الحضري تحت وصاية الشركة الوطنية للنقل بالسكك الحديدية.
وتعتبر محطتا سكة الحديد في الحراش والجزائر الوسطى (محطة آغا) أهم المحطات في ولاية الجزائر.
|  |   |  | الانطلاق    | الوجهة            | الربط                 |
|  | - |  | ----------- | ----------------- | --------------------- |
|  | ● |  | محطة الحراش | محطة مسمكة القصبة | نحو: زرالدة (مستقبلا) |
|  | ● |  | محطة الحراش | محطة بئر توتة     | نحو: العفرون          |
|  | ● |  | محطة الحراش | محطة الرغاية      | نحو: الثنية           |

وسوف يتم استلام خطوط سكة حديد جديدة في ولاية الجزائر ابتداء من سنة 2017م، منها:
|  |   |  | الانطلاق      | الوجهة      | الربط                                           |
|  | - |  | ------------- | ----------- | ----------------------------------------------- |
|  | ● |  | محطة بئر توتة | محطة زرالدة | نحو: مسمكة القصبة (مستقبلا)                     |
|  | ● |  | محطة زرالدة   | محطة تيبازة | نحو: شرشال - ميناء الحمدانية - قوراية (مستقبلا) |

#### الخطوط الطويلة

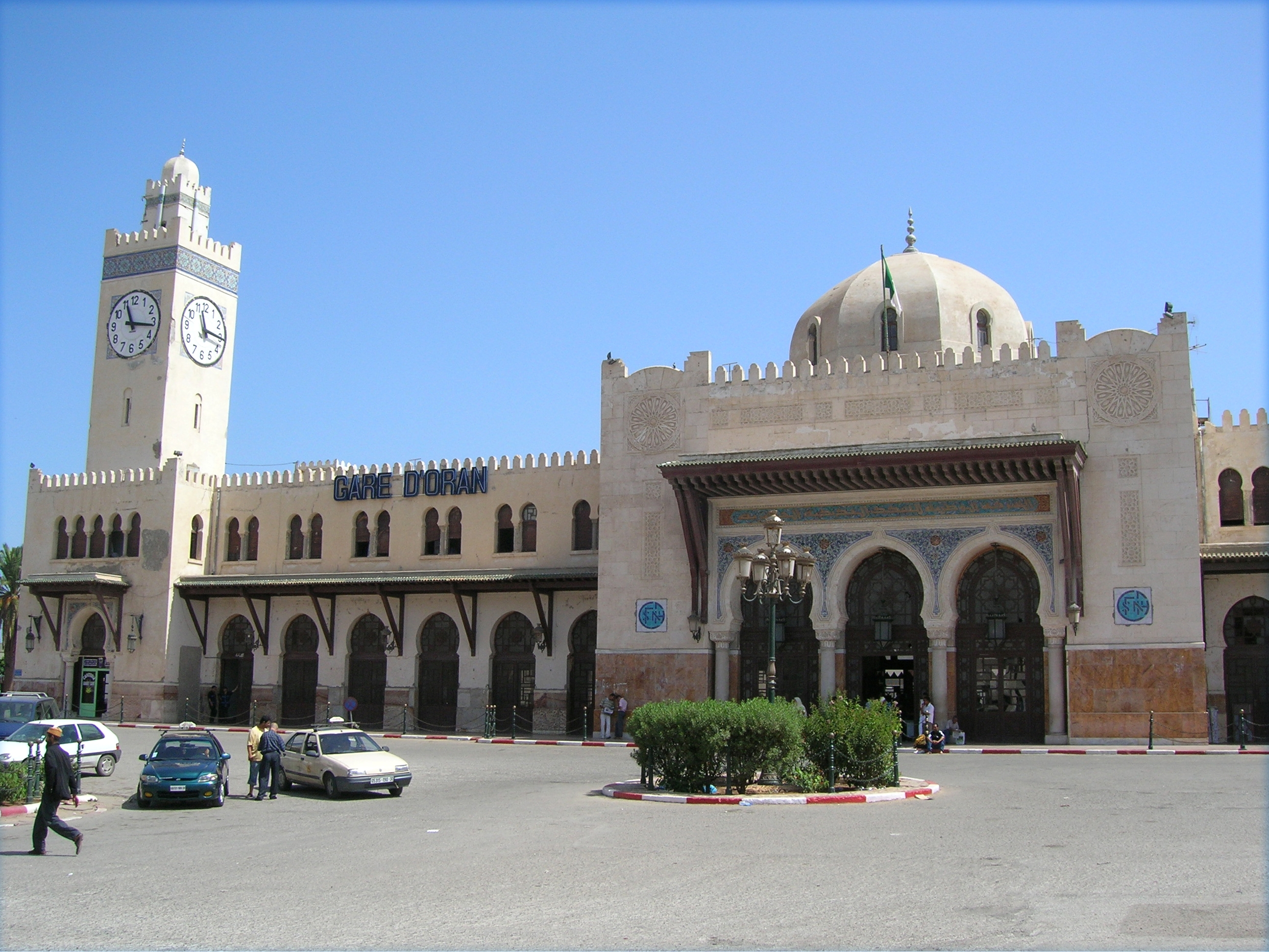
محطة سكة الحديد وهران

ترتبط ولاية الجزائر بالولايات الأخرى عبر خطوط طويلة للنقل بالسكك الحديدية، منها:
|  |   |  | الانطلاق | الوجهة        | الربط |
|  | - |  | -------- | ------------- | ----- |
|  | ● |  | محطة آغا | محطة الشلف    |       |
|  | ● |  | محطة آغا | محطة وهران    |       |
|  | ● |  | محطة آغا | محطة تيزي وزو |       |
|  | ● |  | محطة آغا | محطة البويرة  |       |
|  | ● |  | محطة آغا | محطة بجاية    |       |
|  | ● |  | محطة آغا | محطة قسنطينة  |       |
|  | ● |  | محطة آغا | محطة عنابة    |       |

### المترو والترامواي والمصاعد
تضم شبكة نقل مؤسسة مترو الجزائر العديد من محطات المترو وخطوط ومحطات الترامواي.

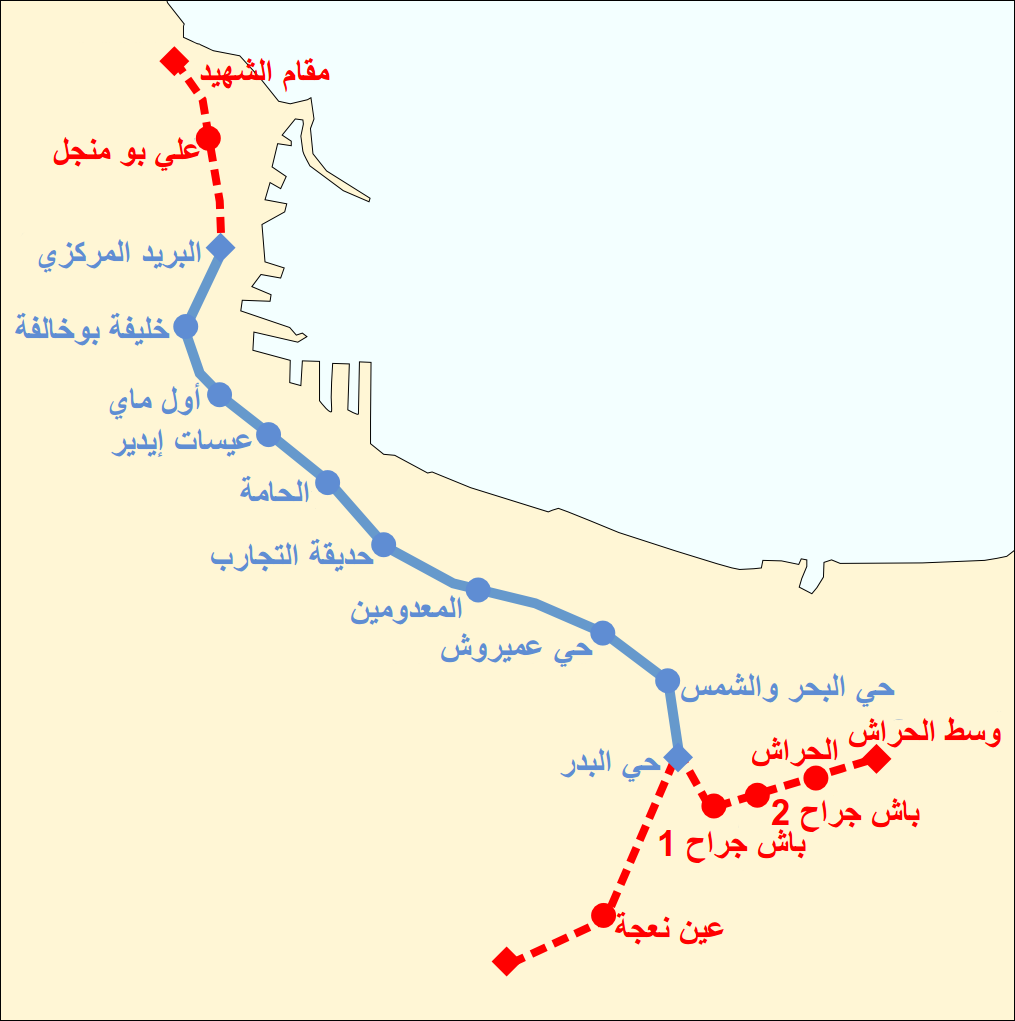
مسار مترو الجزائر
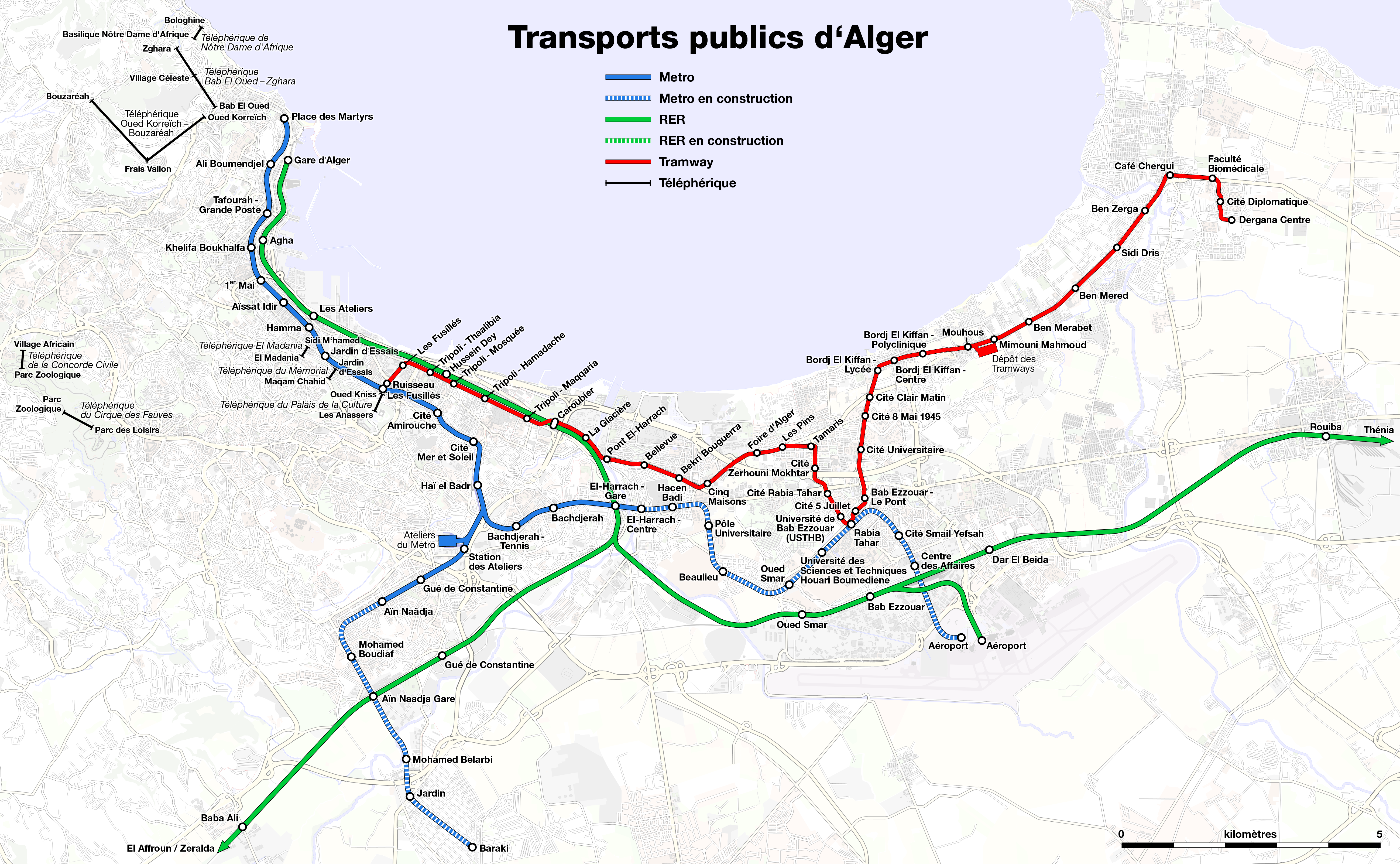
خطوط ومحطات ترامواي الجزائر العاصمة
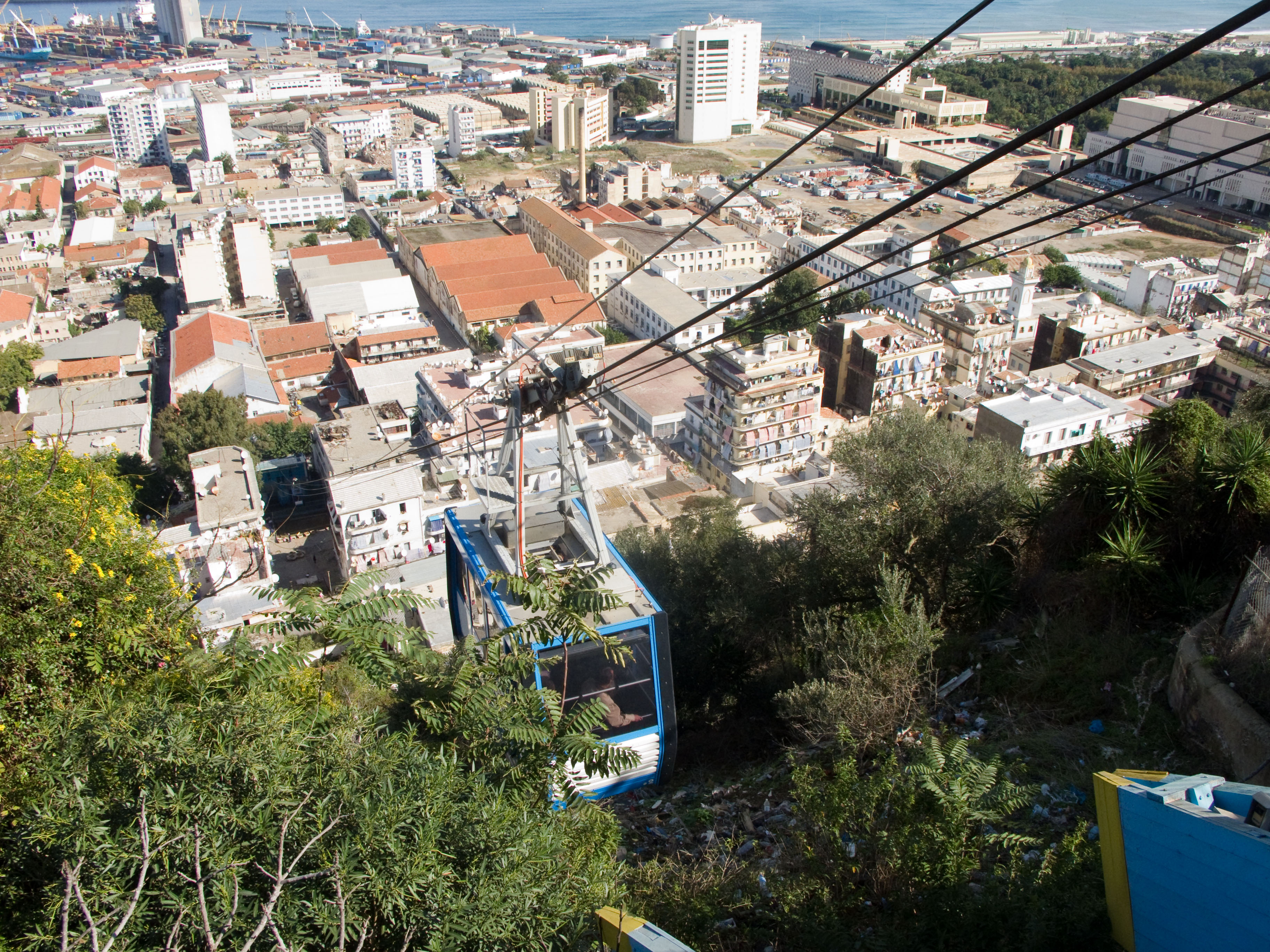
خطوط ومحطات مصاعد الجزائر العاصمة

### محطة النقل البري ما بين الولايات

محطة الخروبة للنقل البري

تأسست شركة سوغرال للنقل البري سنة 1994م بغرض تحسين تسيير مرافق نقل المسافرين والأنشطة الملحقة في ولاية الجزائر، وفي غيرها من الولايات، عبر توفير نوعية الخدمات الضامنة لأحسن شروط الراحة وأمن المسافرين.
وتضمن حاليا مؤسسة استغلال محطة النقل البري «معطوبي حرب التحرير» بالخروبة رحلات يومية على مستوى المحطة تصل إلى حوالي 1000 رحلة يوميا نحو كل الولايات الجزائرية بواسطة الحافلات، بحيث تتكفل محطة الخروبة «سوغرال» بموجب هذا العدد من الرحلات بنقل ما بين 50 ألف و 90 ألف مسافر يوميًا. وقد تدعمت هذه المحطة منذ سنة 2007 م بجهاز تسيير مندمج عززه وضع موزع تذاكر آلي وإعلان آلي للوجهات ومواعيد الرحلات.
وتتنوع مصادر العائدات المالية للشركة بين حقوق التوقف بالرصيف (الانطلاق\الوصول) وإتاوات المسافرين وحفظ الأمتعة والموقف العمومي للسيارات وكراء المحلات وفضاءات التوقف وكراء الشبابيك للناقلين وكذا كراء فضاءات الإشهار.
وتوظف هذه المؤسسة ما بين 400 و 900 عون يوميا للسهر على راحة المسافرين ومساعدتهم في التنقل في ظروف مريحة في الأيام العادية وأثناء المواسم والأعياد. وتتوفر هذه المنشأة المتربعة على مساحة تقدر بأكثر من 8 هكتار على 66 رصيفا مخصصا لانطلاق ووصول حوالي ألف حافلة، يملكها حوالي 385 ناقلا، إضافة إلى أكثر من 100 سيارة أجرة متعاقدة مع إدارة محطة الخروبة التي يعمل بها 300 موظف.
وتساهم سيارات الأجرة في دعم الحافلات لنقل المسافرين من هذه المحطة نحو كل الاتجاهات.

### مطار هواري بومدين الدولي

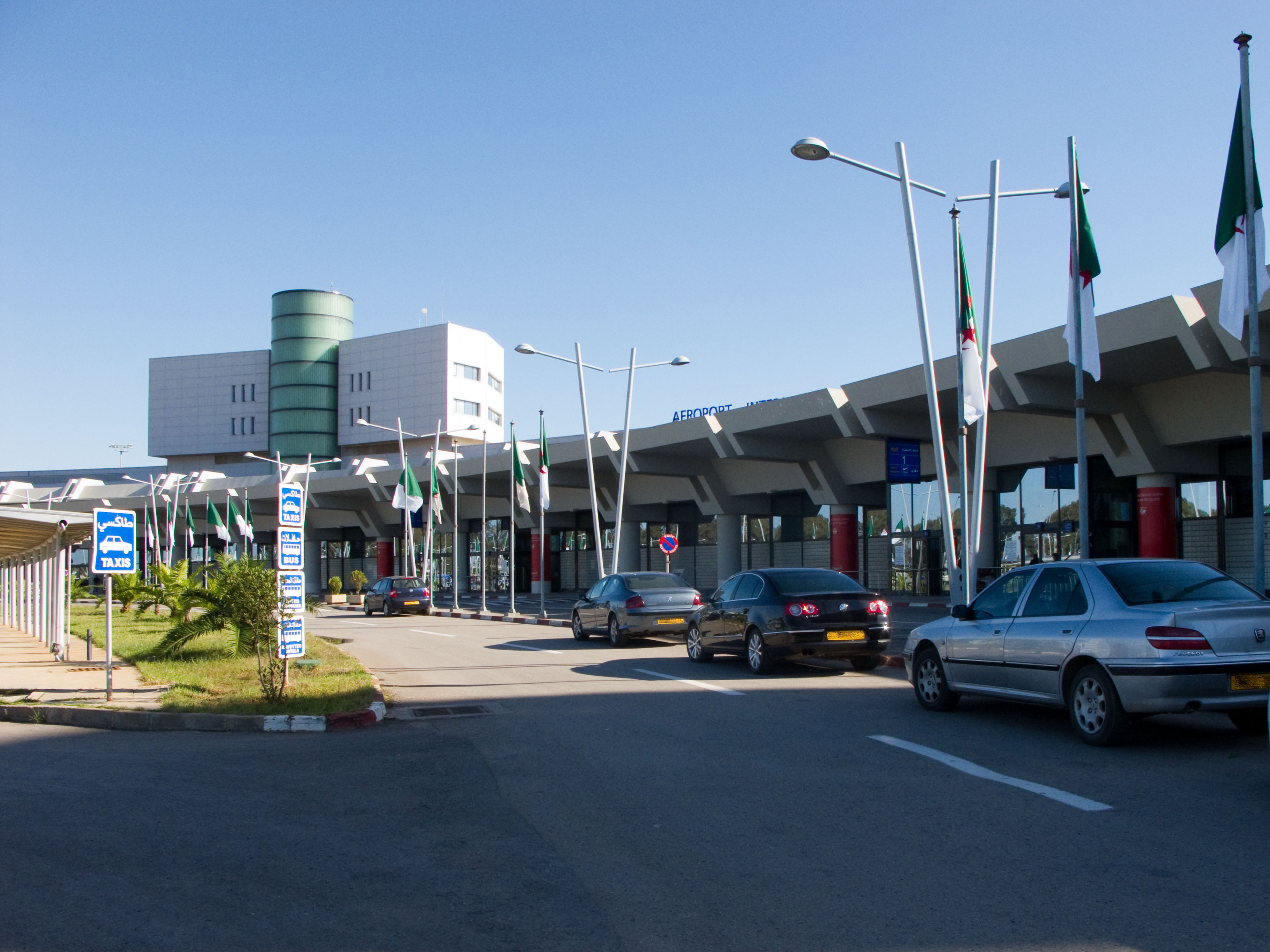
مطار هواري بومدين الدولي

تضم ولاية الجزائر مقر مؤسسة مطار هواري بومدين الدولي الذي هو مطار دولي يخدم مدينة الجزائر العاصمة، يقع في بلدية الدار البيضاء بولاية الجزائر. على بعد 16 كم في الاتجاه الجنوبي الشرقي لمدينة الجزائر.
منذ إنشائه سنة 1924 في العهد الاستعماري، كان يسمى المطار بمطار ميزون بلانش (بالإنجليزية: Maison Blanche Airport)‏ نسبة للمنطقة الموجودة فيه، بعد الاستقلال تم تغيير اسم المطار إلى مطار الدار البيضاء (بالإنجليزية: Dar El Beïda Airport)‏. وسُمي المطار باسم الرئيس الجزائري الراحل هواري بومدين سنة 1978م.
بُرمج إطلاق أشغال محطة المطار الجديدة التي تتسع لـ10 ملايين مسافر سنويا سنة 2014م ليتم استلامها في أواخر سنة 2018م، مما سيرفع طاقة الاستيعاب إلى 16 مليون سنويا.
يتضمن مشروع محطة المطار الجديدة المتربعة على قطعة أرض تقدر مساحتها بـ56 هكتار، محطة للمسافرين وموقف للطائرات وآخر للسيارات بقدرة استيعاب تصل إلى 6000 مكان.
يضاف إلى ذلك إنجاز منطقة شحن جديدة وبرج جديد للمراقبة الجوية في خطوة لتطوير وتحديث هياكل الطيران بالمطار.

## الطرق الوطنية
تمر عبر ولاية الجزائر العديد من الطرق الوطنية، منها:
- الطريق السيار شمال جنوب (طريق تمنراست).
- الطريق السيار شرق-غرب.
- الطريق الوطني رقم 5 (طريق قسنطينة).
- الطريق الوطني رقم 8 (طريق بوسعادة).
- الطريق الوطني رقم 11 (طريق وهران).
- الطريق الوطني رقم 24 (طريق بجاية).
- الطريق الوطني رقم 36 (طريق دالي إبراهيم).
- الطريق الوطني رقم 38 (طريق بوروبة).
- الطريق الوطني رقم 41 (طريق سيدي فرج).
- الطريق الوطني رقم 61 (طريق بوفاريك).
- الطريق الوطني رقم 63 (طريق زرالدة).
- الطريق الوطني رقم 67 (طريق حجوط).

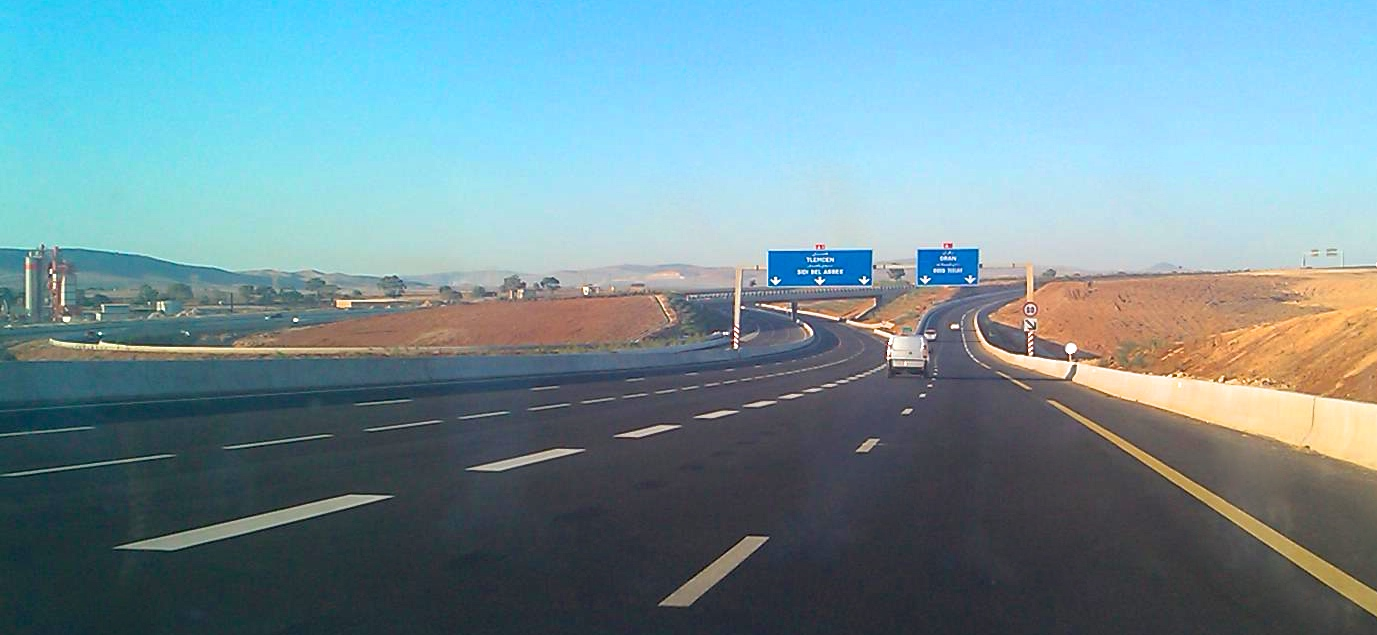
الطريق السيار شرق-غرب

## الصناعة
- المنطقة الصناعية الحراش
- المنطقة الصناعية الرويبة-الرغاية
- المنطقة الصناعية سيدي موسى
- المنطقة الصناعية وادي السمار
- منطقة نشاط باب الزوار
- منطقة نشاط بابا علي
- منطقة نشاط باش جراح
- منطقة نشاط بئر مراد رايس
- منطقة نشاط براقي
- منطقة نشاط برج الكيفان
- منطقة نشاط تسالة المرجة
- منطقة نشاط جسر قسنطينة
- منطقة نشاط حيدرة
- منطقة نشاط الدار البيضاء
- منطقة نشاط الدويرة
- منطقة نشاط زرالدة
- منطقة نشاط سحاولة
- منطقة نشاط سطاوالي
- منطقة نشاط الشراقة
- منطقة نشاط العاشور
- منطقة نشاط الكاليتوس

## الشواطئ
يضم ساحل ولاية الجزائر حوالي 70 شاطئا.
- بلدية زرالدة:
  - شاطئ خلوفي
  - الشاطئ العائلي
  - شاطئ المركب السياحي
  - شاطئ الرمل الذهبي
  - شاطئ سرف
  - شاطئ الميدان
- بلدية سطاوالي:
  - شاطئ النخيل
  - شاطئ سيدي فرج
  - الشاطئ الأزرق
  - شاطئ المنزه
  - شاطئ موريتي
  - شاطئ شيراطون
  - شاطئ الساحل
  - شاطئ طالاسو
  - شاطئ الرياض
  - شاطئ سرف
- بلدية الشراقة:
  - شاطئ الدلفين
  - الشاطئ الذهبي
  - شاطئ الصنوبر البحري
  - شاطئ الكثبان
- بلدية عين البنيان:
  - شاطئ الصخرة الكبيرة
  - شاطئ البحر الأبيض المتوسط
  - شاطئ الشباب
  - شاطئ كازينو
  - شاطئ الجزر الصغيرة
  - شاطئ المنبع
  - شاطئ البهجة
- بلدية الحمامات:
  - شاطئ المنارة
  - شاطئ مارتين
  - شاطئ التوأمين
  - شاطئ فايت
  - شاطئ الطيور
  - شاطئ بلفيدير
  - شاطئ ملياني
  - شاطئ كامبينو
- بلدية رايس حميدو:
  - شاطئ البار
  - شاطئ شالون
  - شاطئ ريزيرف
  - شاطئ فرانكو
  - شاطئ ميرامار
  - شاطئ فيجي
  - شاطئ الرياضة البحرية
  - شاطئ راسكاس
  - شاطئ الهضبة
- بلدية بولوغين:
  - شاطئ عدن
  - شاطئ الحوض الصغير
  - شاطئ الجملين
  - شاطئ الزيتونة
  - شاطئ الغبرة
- بلدية باب الواد:
  - شاطئ الكتاني
  - شاطئ الرميلة
- بلدية القصبة:
  - شاطئ قاع الصور
- بلدية حسين داي:
  - شاطئ الصابلات
- بلدية المحمدية:
  - شاطئ المصلى
  - شاطئ الصنوبر البحري
  - شاطئ ليدو
- بلدية برج الكيفان:
  - شاطئ عروس البحر
  - شاطئ الباخرة المحطمة
  - شاطئ الضفة الخضراء
  - شاطئ سطمبول
- بلدية برج البحري:
  - شاطئ العاصمة
  - شاطئ الموجات
  - شاطئ كوكو
  - شاطئ السفينة
- بلدية المرسى:
  - شاطئ تنتفوست
  - شاطئ سيدي الحاج
  - شاطئ المرسى
  - شاطئ زرزورية
- بلدية عين طاية:
  - شاطئ تاماريس
  - شاطئ ديكا
  - شاطئ سوركوف
  - شاطئ كاف عين طاية
- بلدية هراوة:
  - شاطئ طرفاية
  - شاطئ القادوس
- بلدية الرغاية:
  - شاطئ الرغاية.

## الأبراج والمنارات

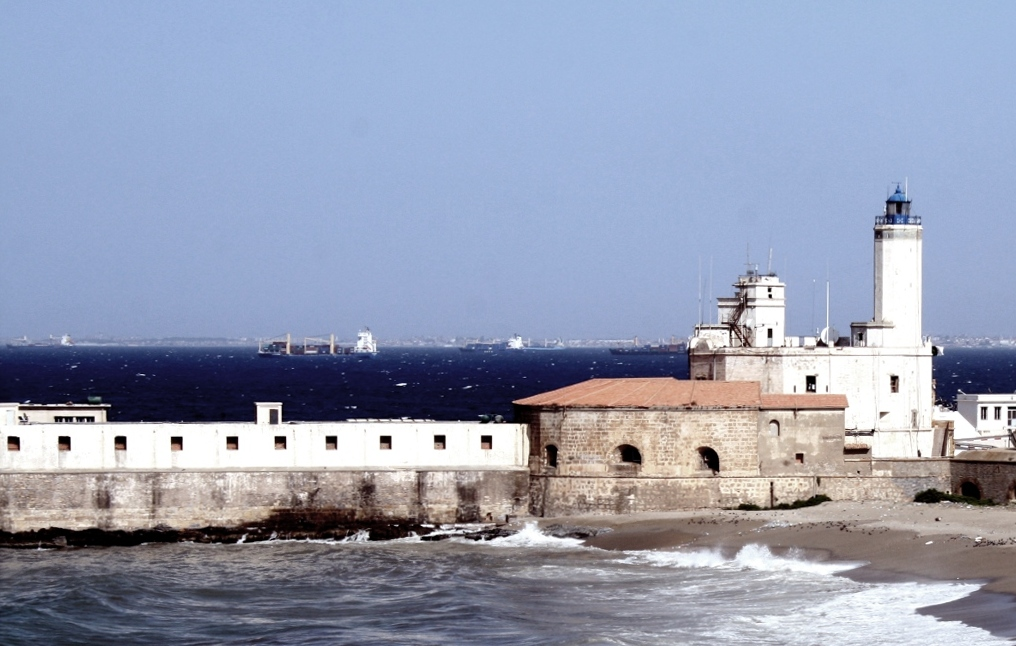
منارة رأس عمار
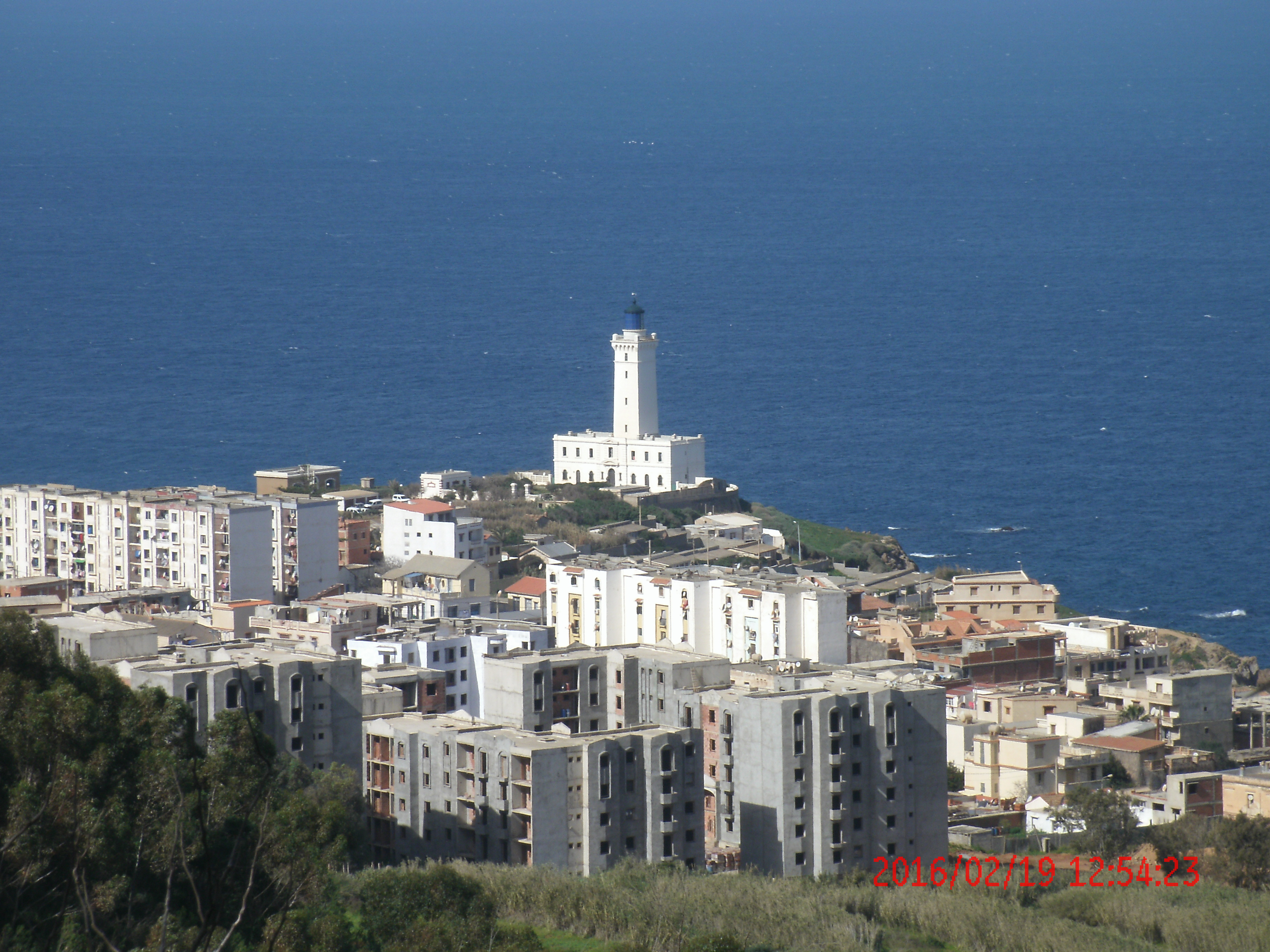
منارة رأس كاكسين

## المتاحف
تضم هذه الولاية العديد من المتاحف:
1. المتحف الوطني باردو.
2. المتحف الوطني للفنون الجميلة بالجزائر.
3. المتحف الوطني للفن المعاصر بالجزائر (ماما).
4. المتحف الوطني للآثار والفنون الإسلامية.
5. الوكالة الوطنية لعلم الآثار.
6. المتحف المركزي للجيش الجزائري.
7. المتحف الوطني للمجاهد.
8. متحف الفنون والتقاليد الشعبية بالجزائر.
9. المتحف الوطني للفنون الضوئية والخط.
10. قصر الرياس.
11. متحف تامنتفوست.

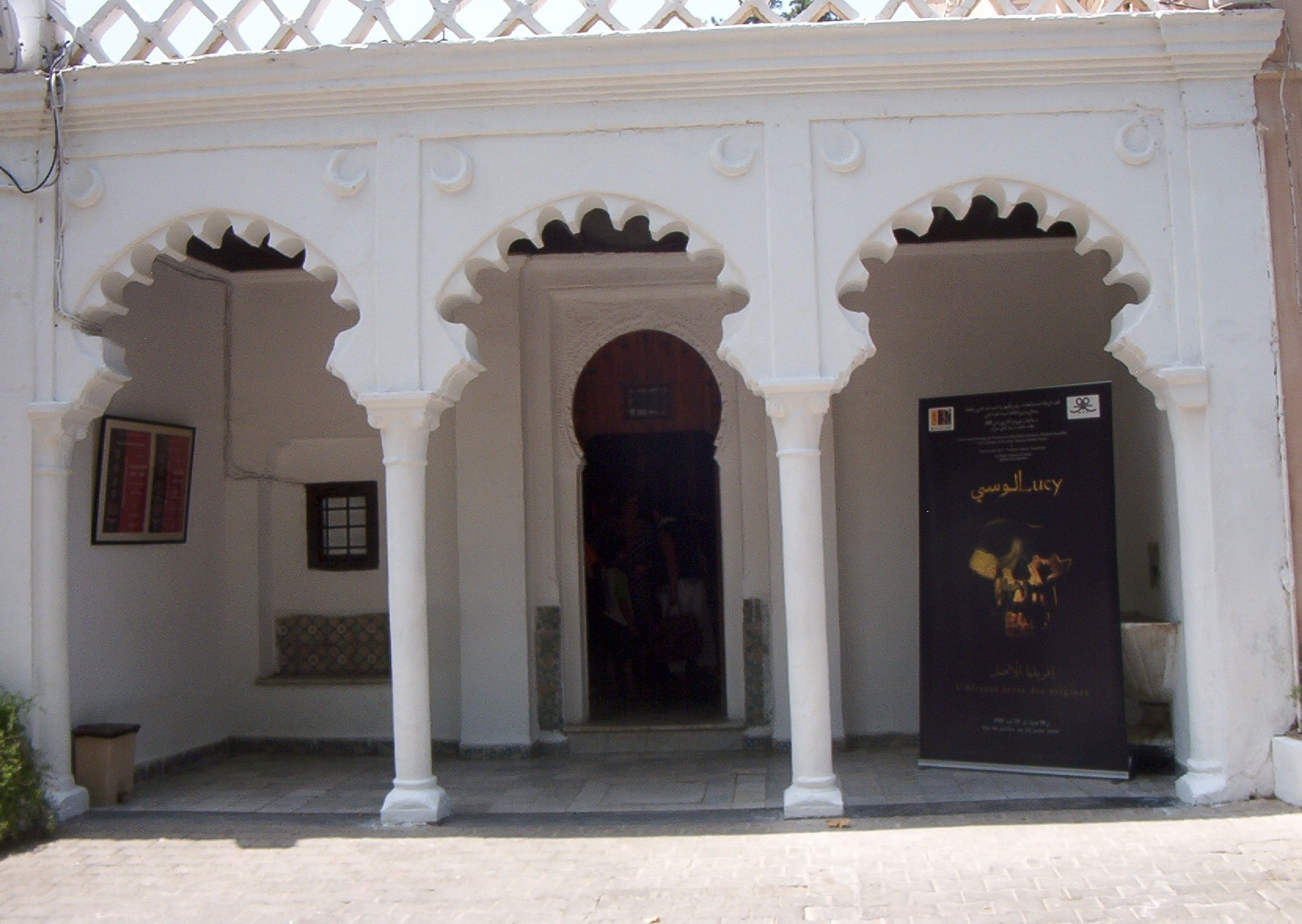
باردو
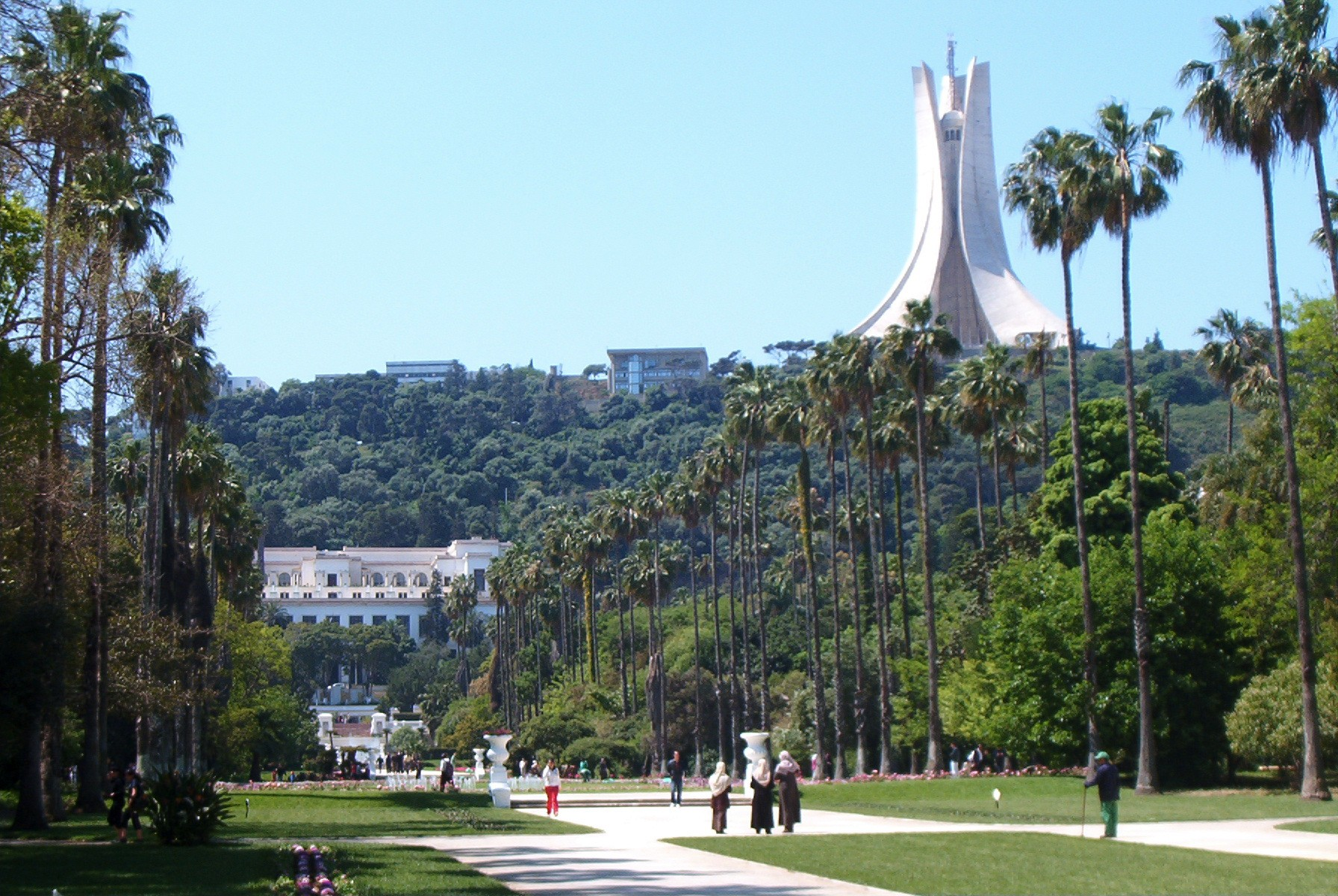
الفنون الجميلة
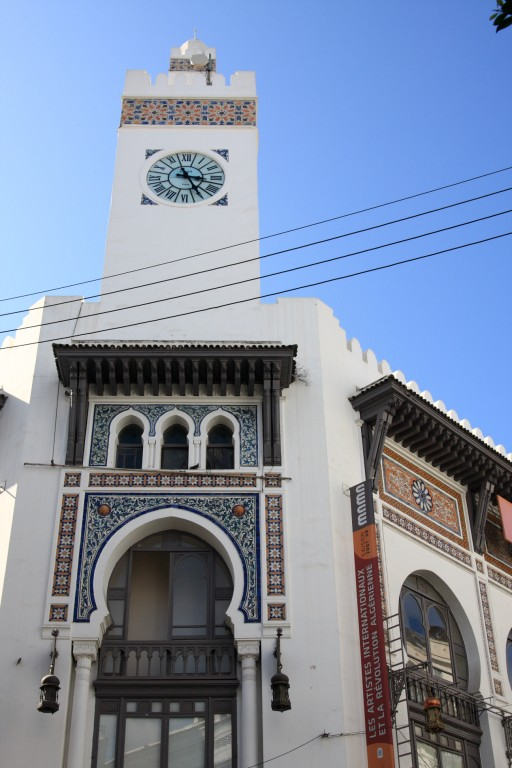
الفن المعاصر
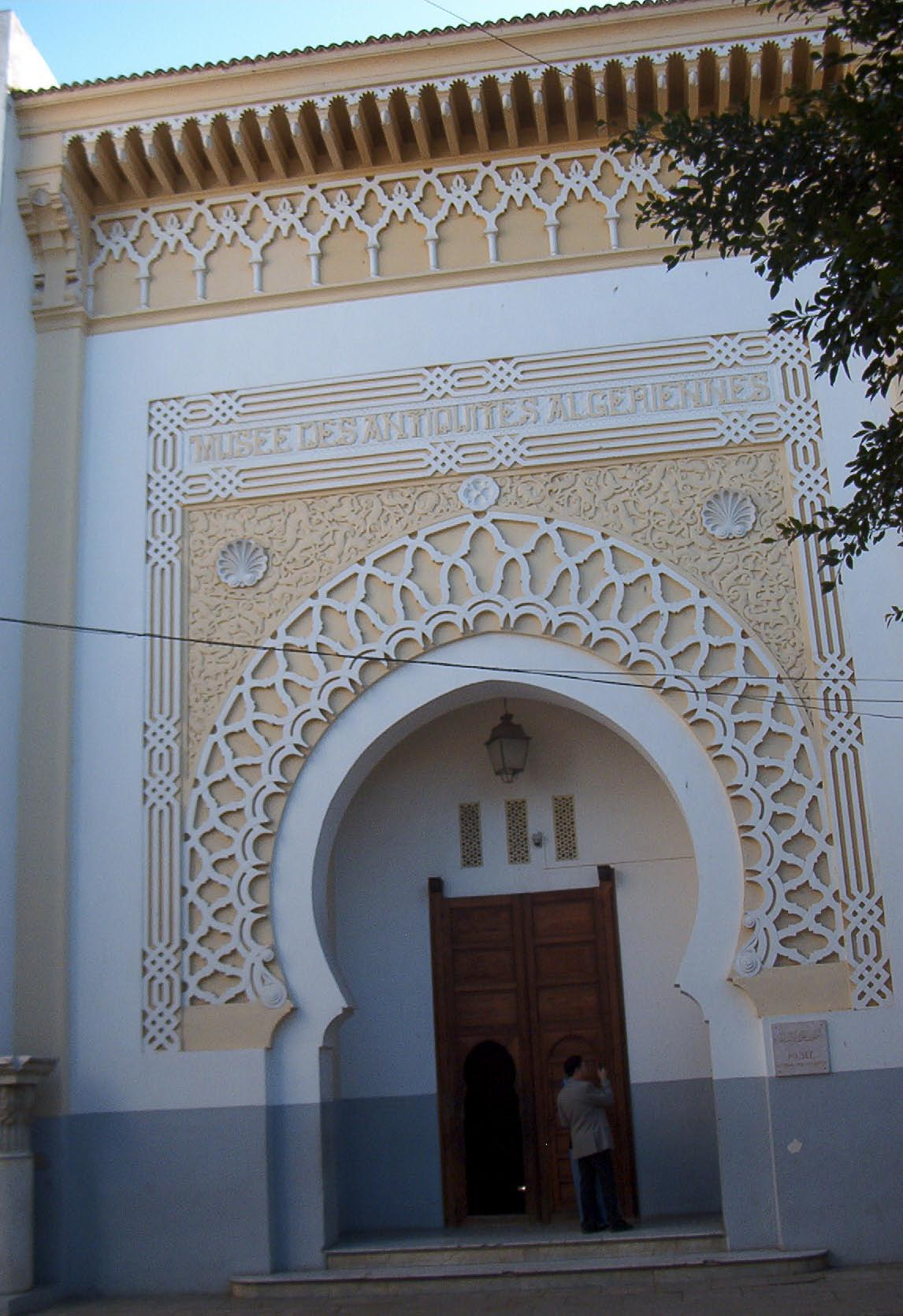
الفن الإسلامي
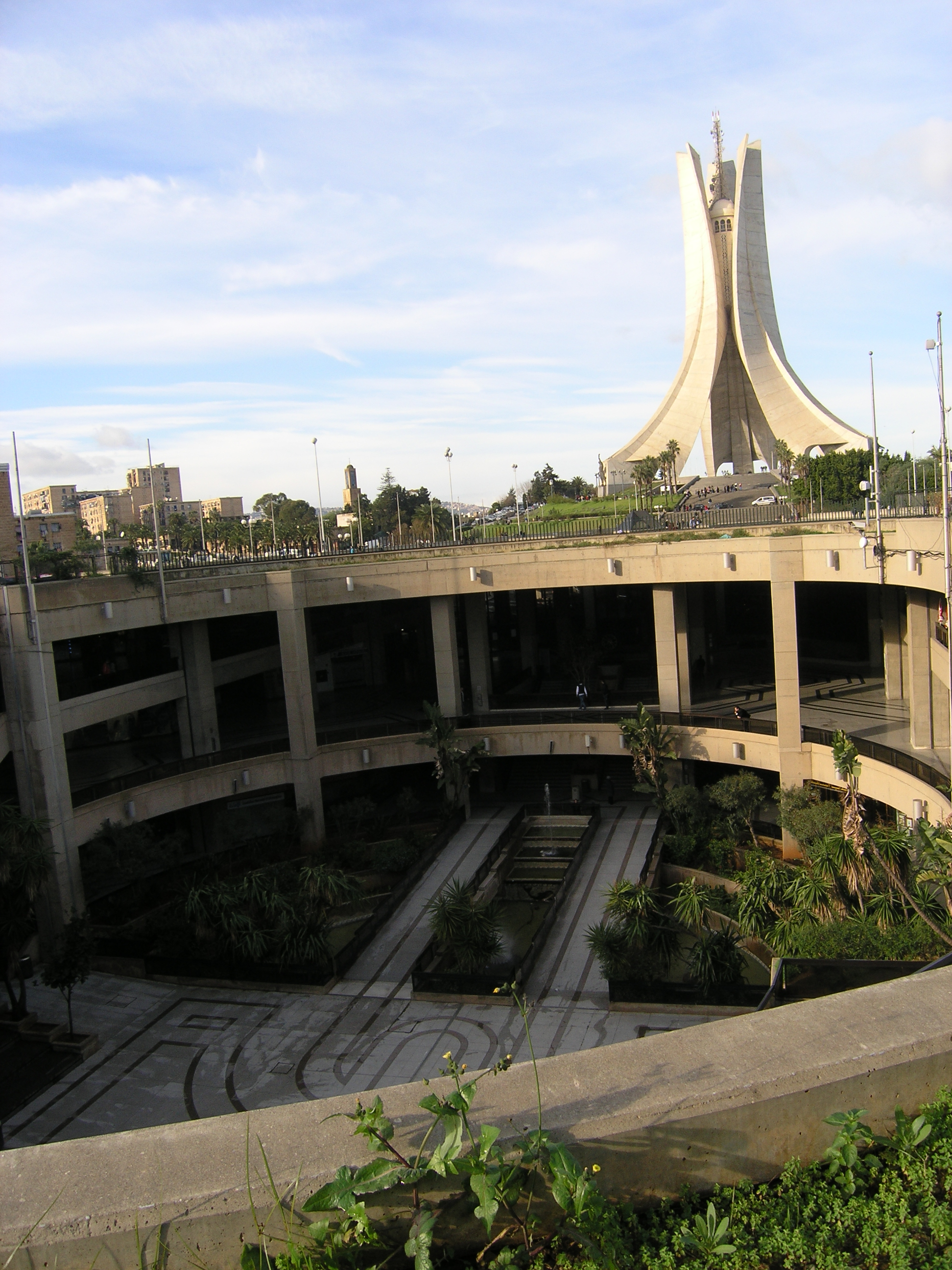
متحف الجيش
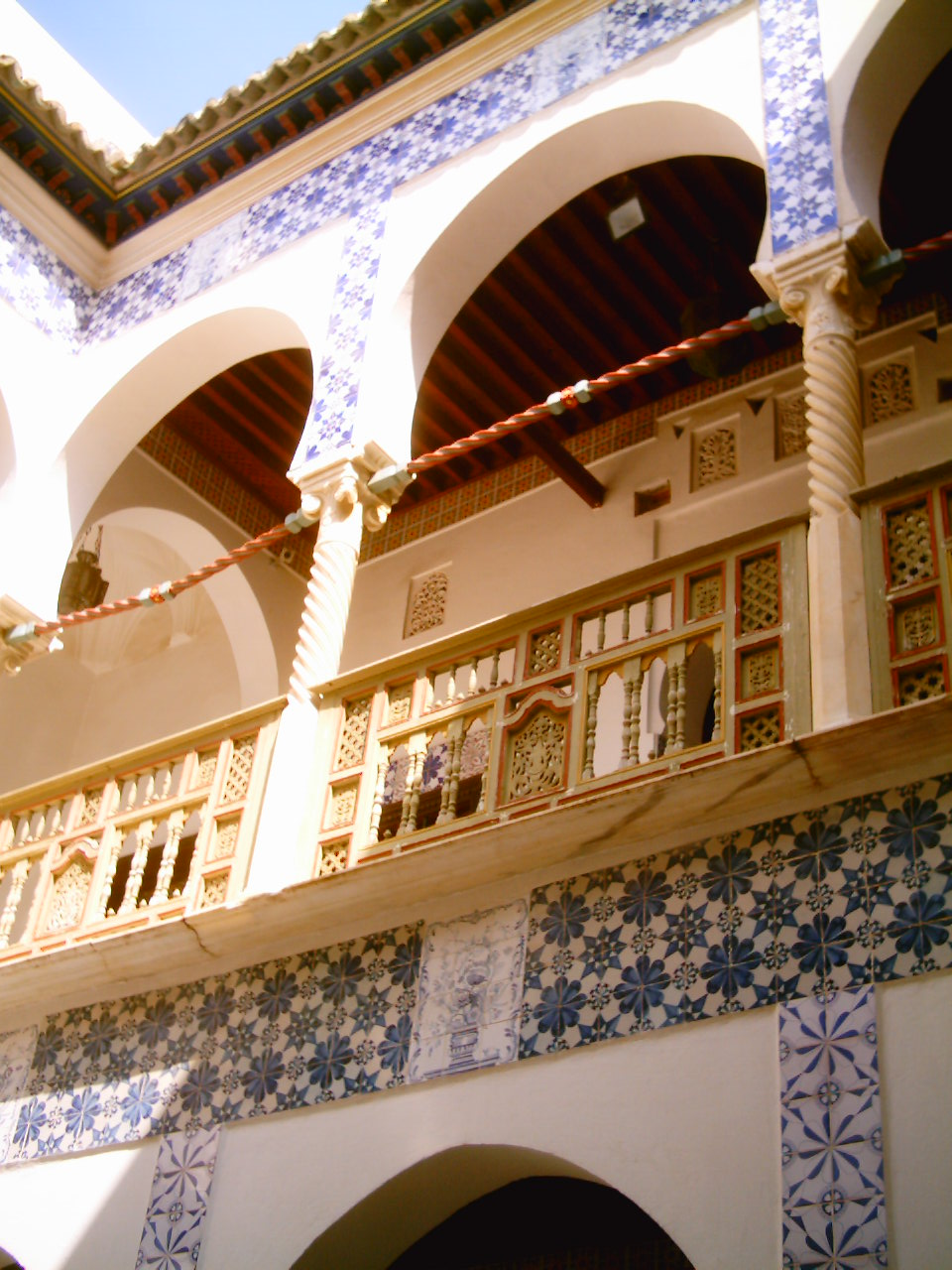
قصر الرياس
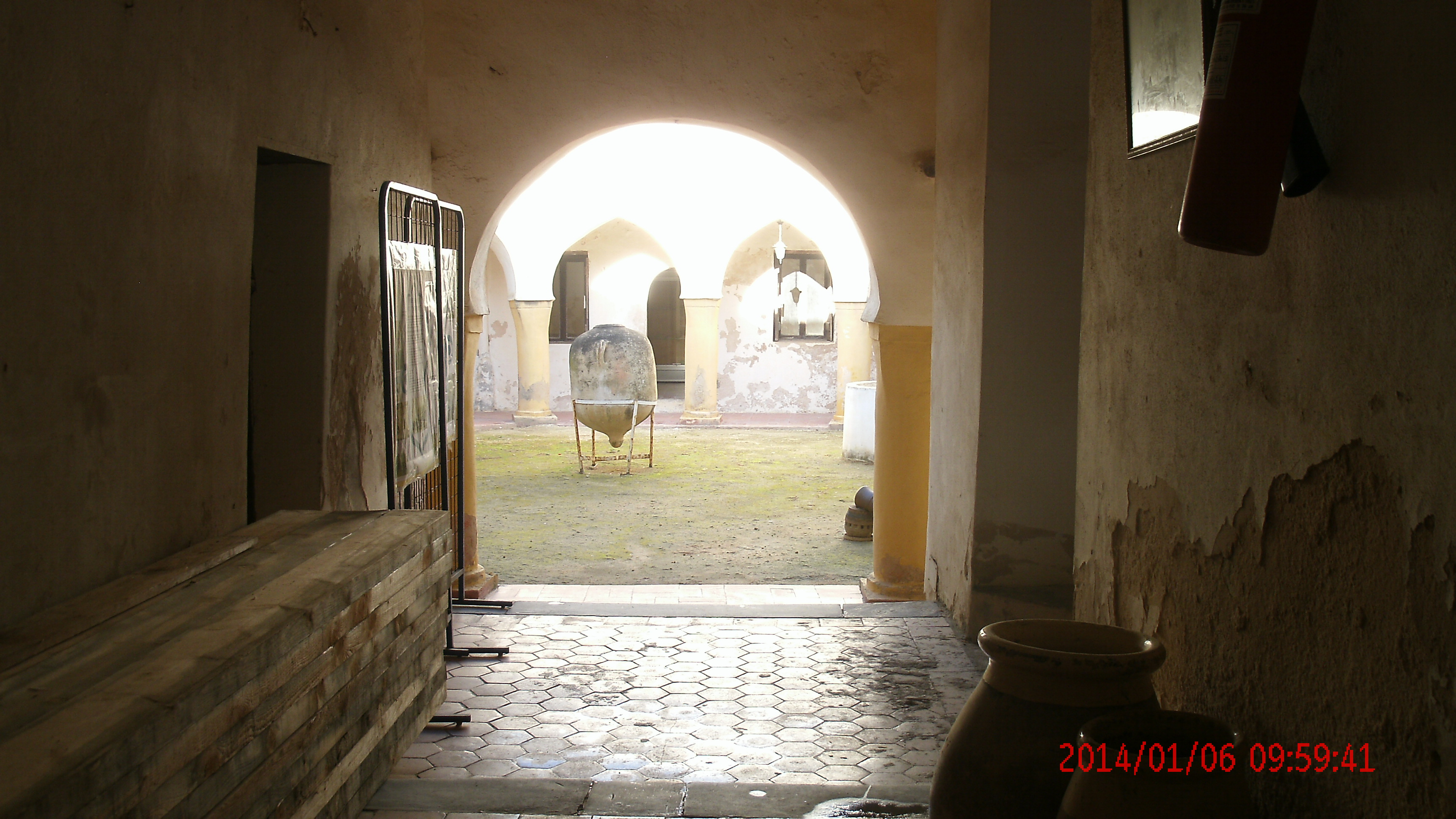
متحف تامنتفوست

## المواقع الأثرية
يضم إقليم ولاية الجزائر العديد من المواقع الأثرية ضمن متيجة ومنطقة القبائل.

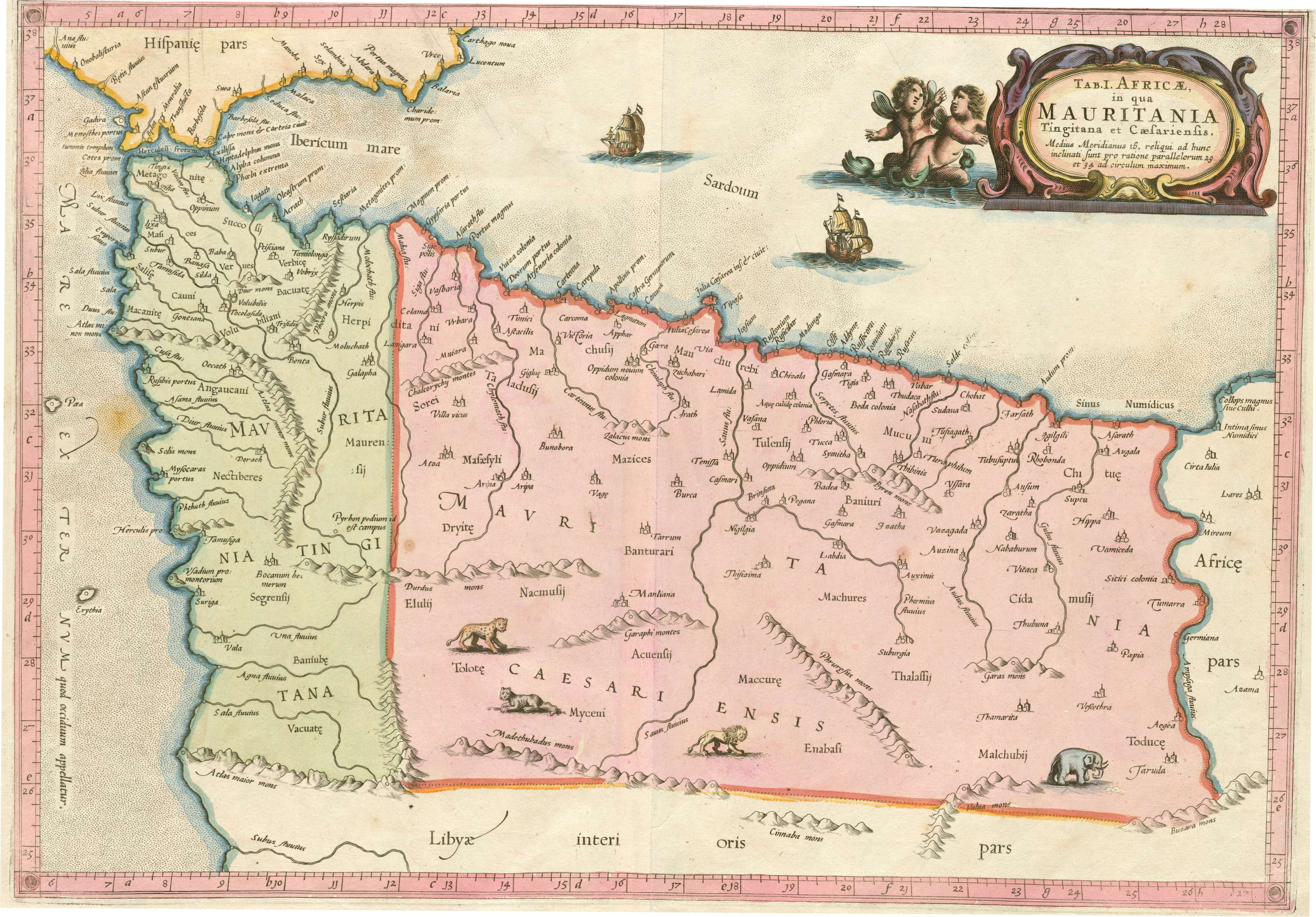
إكوزيوم
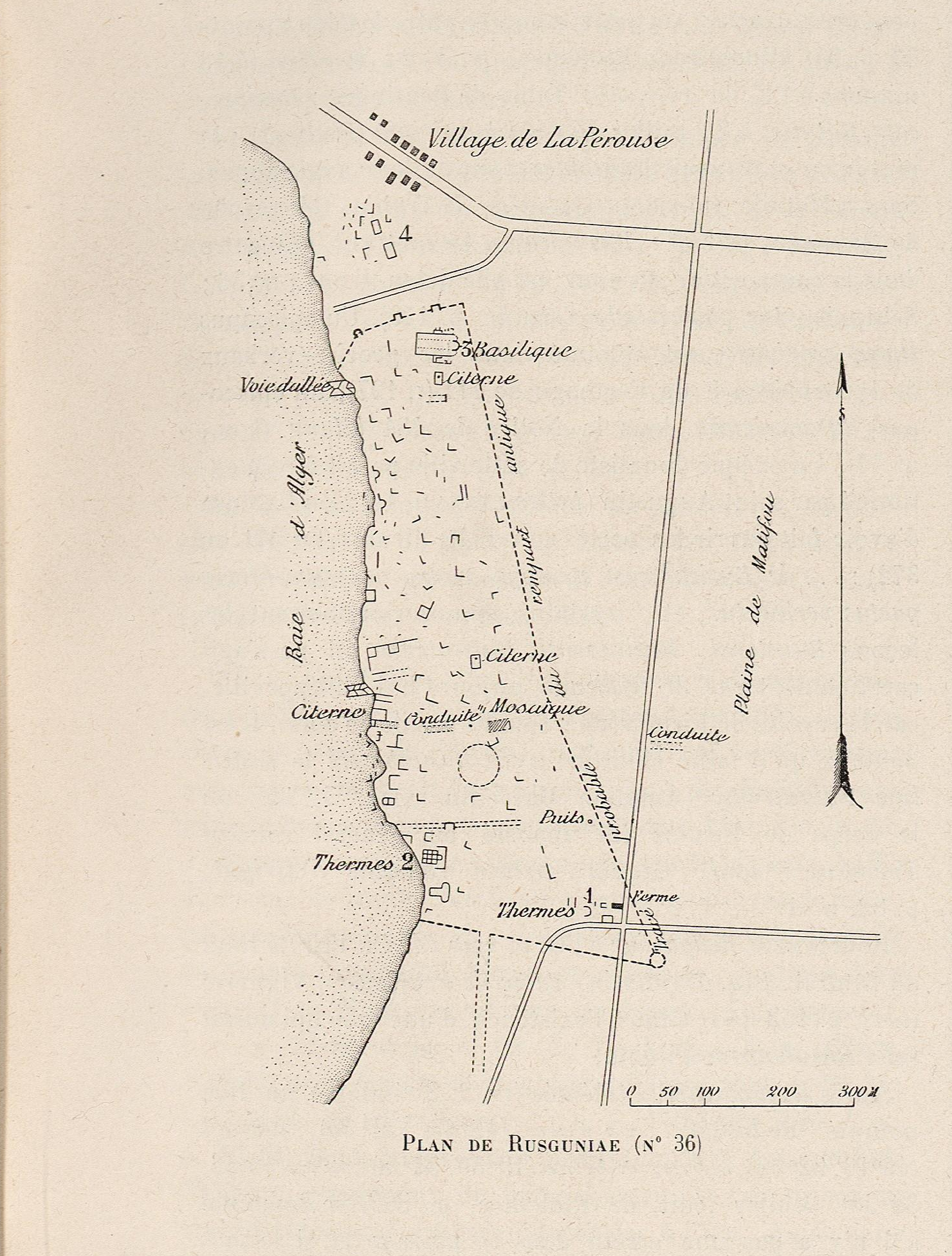
روسقونيا
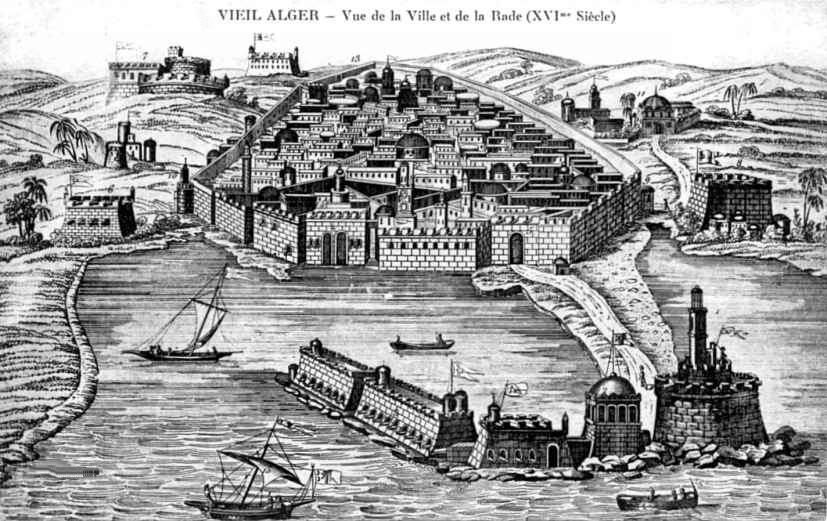
قصبة الجزائر
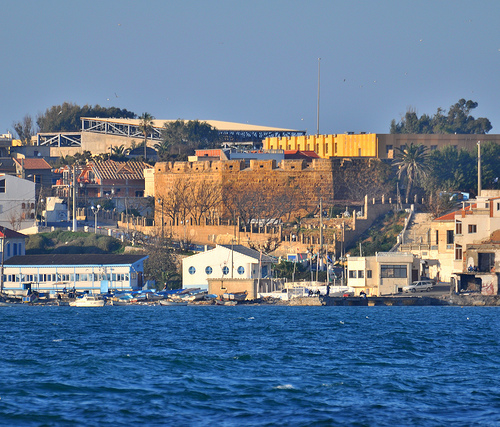
برج تامنتفوست
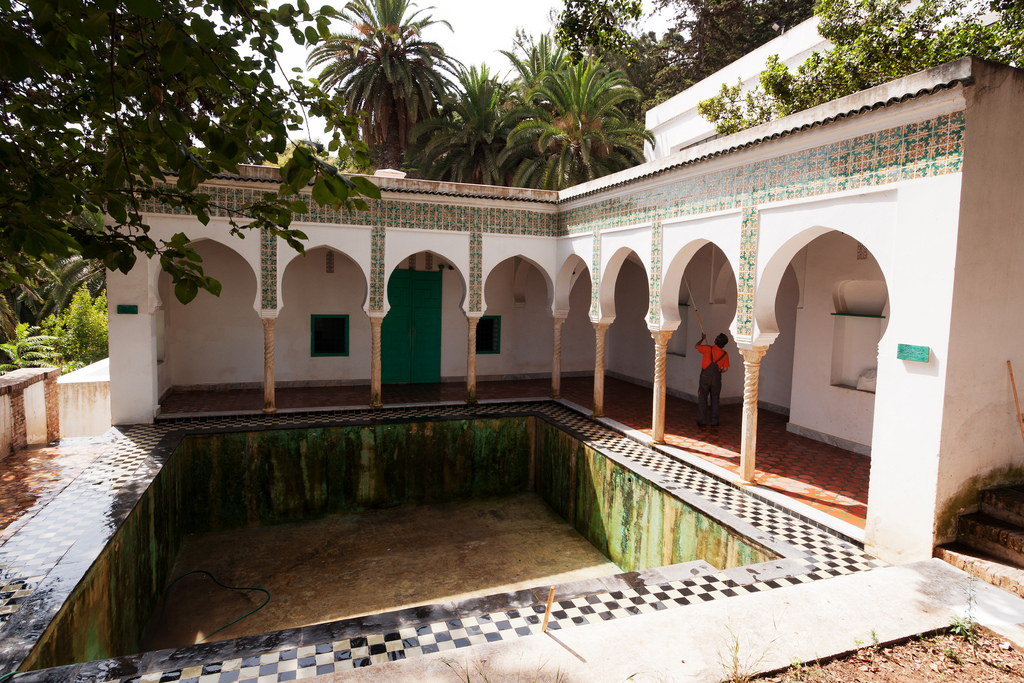
فيلا عبد اللطيف

## المواقع الترفيهية
تضم ولاية الجزائر العديد من الحدائق الطبيعية ومواقع الترفيه والنزهة والمنتجعات.
ملف:Parc Dounya.jpg|دنيا بارك الجزائر
ملف:Plage des Sablettes à Alger.JPG|منتزه الصابلات بحسين داي
ملف:Jardin d'essai.jpg|حديقة التجارب بالحامة
ملف:Ben aknoun.JPG|حديقة التسلية ببن عكنون
</gallery>

## التربية والتكوين والتعليم

### التربية الوطنية
تستقبل ولاية الجزائر في مؤسساتها التربوية المتمدرسين العاصميين في كل دخول مدرسي بمعدل 700.000 تلميذ سنويا في الأطوار الثلاثة.
| \| السنة \| عدد التلاميذ \| \| ----- \| ------------ \| \| 2004م \| 598 499[33] \| \| 2013م \| 800 000[34] \| \| 2014م \| 722 700[35] \| \| 2015م \| 689 181[36] \| |              |
| السنة | عدد التلاميذ |
| --- | ------------ |
| 2004م | 598 499      |
| 2013م | 800 000      |
| 2014م | 722 700      |
| 2015م | 689 181      |

### التكوين المهني والتمهين

شعار التكوين المهني و التمهين في الجزائر

تضم ولاية الجزائر العديد من مراكز ومعاهد التكوين المهني لاستقبال المتربصين والمتمهنين
وتتكون حظيرة مؤسسات التكوين المهني بولاية الجزائر من 71 مؤسسة، من بينها 47 مركزا و 10 معاهد وطنية متخصصة و 12 ملحقة و 5 ملحقات للمعاهد، يضاف إليها معهدان لتكوين المكونين والهندسة البيداغوجية، وآخر لشهادة التعليم المهني للدرجة الأولى والثانية.
وقد تمت المصادقة في سنة 2016 م على الخريطة البيداغوجية الجديدة للتكوين المهني لولاية الجزائر لآفاق عام 2025 م بهدف الاستثمار أكثر في الموارد البشرية لخلق يد عاملة مؤهلة تتوافق مع التخصصات التي يتطلبها سوق العمل من أجل النهوض بالاقتصاد الولائي والوطني.
كما تستجيب هذه الخريطة لمتطلبات واحتياجات المؤسسات الاقتصادية والصناعية المنتشرة في ولاية الجزائر سواء من حيث التخصصات ومن حيث الجودة في التكوين.
وبعد إحصاء كل المؤسسات الاقتصادية المتواجدة في إقليم ولاية الجزائر تمت معرفة التخصصات التي تحتاج إليها هذه المؤسسات من خلال التنسيق ما بين التخصصات التي تدرسها مراكز ومعاهد التكوين المهني والتمهين التي تحتاجها هذه المؤسسات الاقتصادية الكبرى والمتوسطة والصغيرة.
وتسمح الشراكة الإستراتيجية ما بين المؤسسات الاقتصادية وقطاع التكوين المهني في ولاية الجزائر باستفادة المتربصين أثناء تكوينهم من تربصات تطبيقية على مستوى هذه المؤسسات الاقتصادية والصناعية مما يكسبهم مهارة كبيرة.
وعلى كل مركز أو معهد تابع لقطاع التكوين المهني في ولاية الجزائر أن يضمن تكوينا في مجال التخصصات التي تحتاج إليها المؤسسات الاقتصادية في منطقة تواجده، خاصة في مجال السياحة والفندقة.
وستسمح هذه الخريطة الجديدة من خلق يد عاملة مؤهلة بفضل تكوين ذي نوعية وجودة عن طريق إضافة تخصصات يحتاج إليها سوق الشغل مع تنويع التكوين حسب متطلبات المؤسسات الاقتصادية والصناعية.
وتهدف هذه الخريطة إلى إبرام اتفاقيات شراكة مع مختلف المؤسسات الصناعية والاقتصادية بولاية الجزائر حتى يستفيد المتربصون من تكوين تطبيقي بهذه المؤسسات وفي المقابل يستفيد عمال هذه المؤسسات الاقتصادية من تكوين متواصل وإعادة رسلكة على مستوى مراكز ومعاهد التكوين المهني.

#### معاهد التكوين المهني
- بئر مراد رايس
- برج البحري
- المكان الجميل
- المحمدية
- القبة
- أولاد فايت
- الصنوبر البحري

#### مراكز التكوين المهني والتمهين

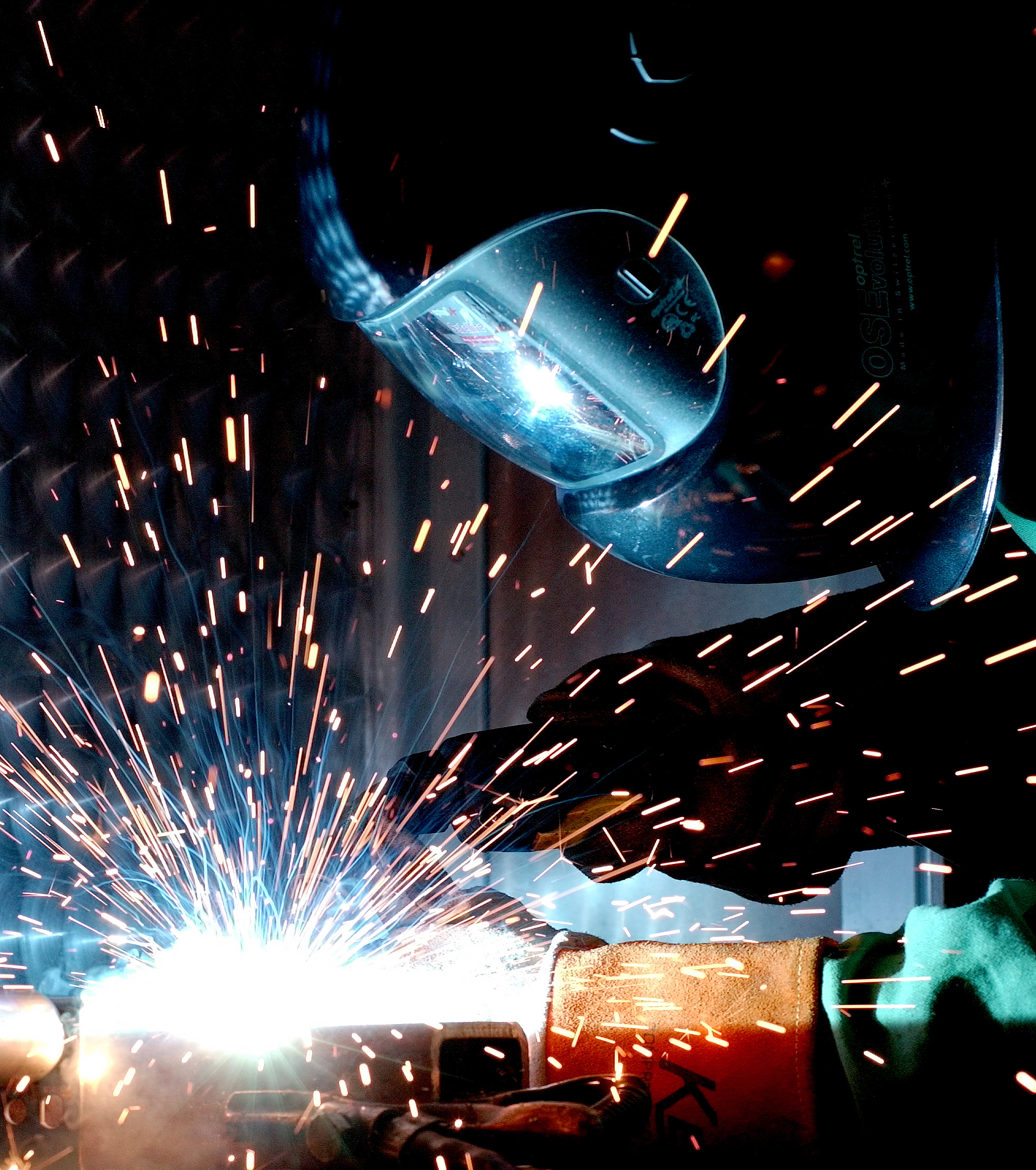
لحام

- درقانة
- زرالدة
- عين طاية
- بئر توتة
- رويبة إناث
- القبة الطرق الأربعة
- الربوة البيضاء
- سيدي موسى
- بوزريعة إناث
- بولوغين إناث
- رغاية إناث
- سحاولة
- سويدانية
- عين البنيان
- الشراقة
- زرالدة
- العاشور
- عين النعجة
- براقي
- سطاوالي
- بئر خادم ذكور
- بوزريعة 2
- درارية
- جسر قسنطينة
- بئر خادم ذكور
- برج الكيفان
- رغاية ذكور
- بولوغين ذكور
- حسين داي
- بوروبة ذكور
- بئر خادم ذكور
- حي البدر
- دار البيضاء
- أولاد فايت
- باب الوادي إناث
- حي البدر
- بئر خادم ذكور
- باب الزوار
- بوروبة 2
- الكاليتوس
- بني مسوس إناث
- قاريدي إناث
- بئر خادم ذكور
- بوزريعة 1
- وريدة مداد
- باب الوادي ذكور
- حسيبة بن بوعلي
- الحراش 1
- الحراش 2
- الحراش 3

#### ملحقات التكوين المهني
- ملحقة رايس حميدو
- ملحقة وادي قريش
- ملحقة المدنية
- ملحقة حيدرة بارادو

#### المتربصون
| \| السنة \| الموسم \| المتربصون \| \| ----- \| ------ \| ---------- \| \| 2011م \| فبراير \| 4 953 \| \| 2011م \| سبتمبر \| 19 519[41] \| \| 2012م \| فبراير \| 5 271[42] \| \| 2012م \| سبتمبر \| 19 200 \| \| 2013م \| فبراير \| 5 356 \| \| 2013م \| سبتمبر \| 19 294 \| \| 2014م \| فبراير \| 5 469 \| \| 2014م \| سبتمبر \| 19 315[43] \| \| 2015م \| فبراير \| 5 387 \| \| 2015م \| سبتمبر \| 19 400[44] \| | المتربصون في ولاية الجزائر 5٬000 10٬000 15٬000 20٬000 25٬000 30٬000 2011 2012 2013 2014 2015 - فيفري - سبتمبر |           |
| السنة | الموسم | المتربصون |
| --- | --- | --------- |
| 2011م | فبراير | 4 953     |
| 2011م | سبتمبر | 19 519    |
| 2012م | فبراير | 5 271     |
| 2012م | سبتمبر | 19 200    |
| 2013م | فبراير | 5 356     |
| 2013م | سبتمبر | 19 294    |
| 2014م | فبراير | 5 469     |
| 2014م | سبتمبر | 19 315    |
| 2015م | فبراير | 5 387     |
| 2015م | سبتمبر | 19 400    |

### التعليم الجامعي

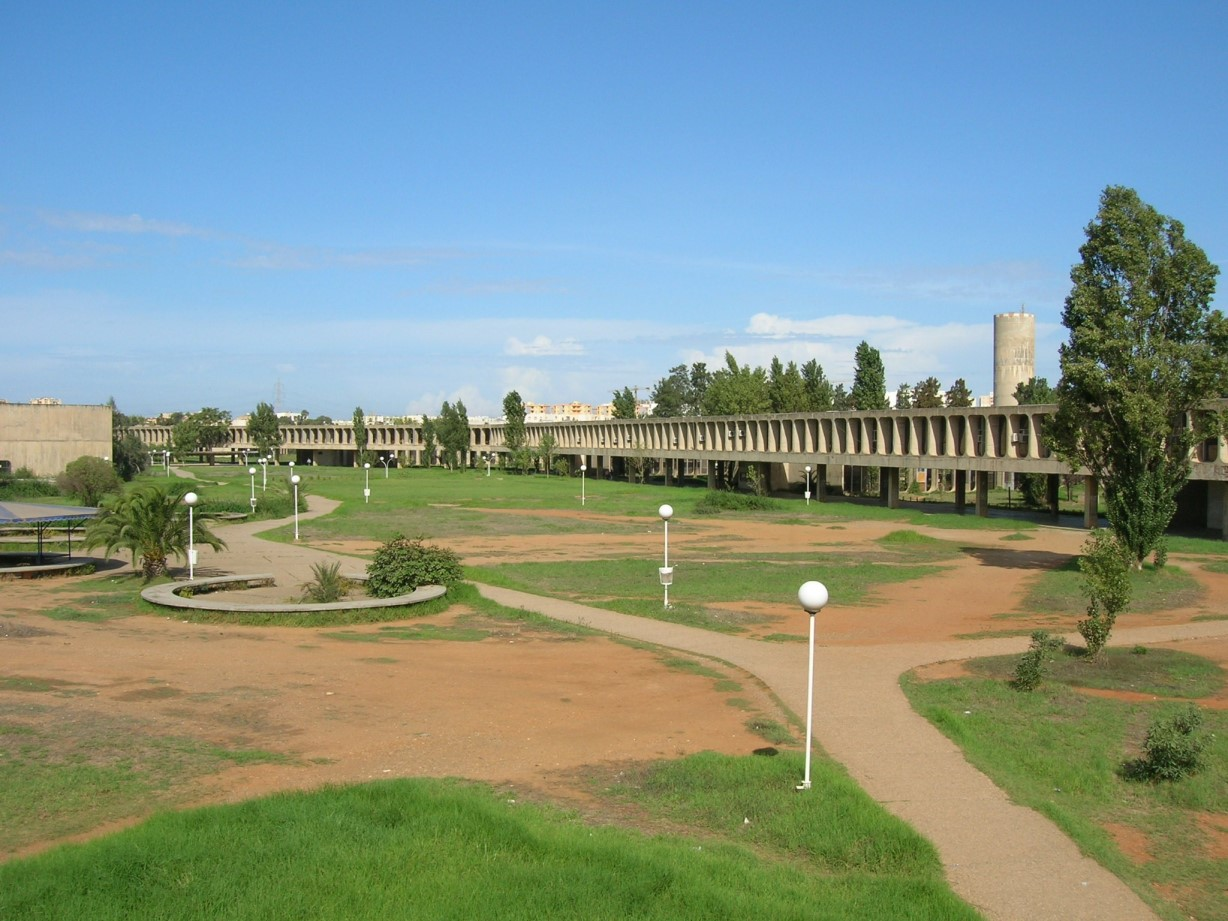
جامعة العلوم والتكنولوجيا هواري بومدين

تضم ولاية الجزائر العديد من الجامعات ومؤسسات التعليم الجامعي، منها:
- جامعة الجزائر 1[45]
- جامعة الجزائر 2[46]
- جامعة الجزائر 3[47]
- المدرسة الوطنية للإدارة[48]
- المدرسة العليا الجزائرية للأعمال[49]
- المدرسة الوطنية التحضيرية لدراسات المهندس
- المدرسة الوطنية العليا للتكنولوجيا بالجزائر[50]
- المجلس الأعلى للغة العربية بالجزائر[51]
- المحافظة السامية للأمازيغية[52]
- كلية العلوم الإسلامية في الجزائر[53]
- المعهد الوطني العالي للموسيقى[54]
- كلية الحقوق ببن عكنون[55]
- كلية العلوم الطبية في الجزائر[56]
- المعهد الوطني للعلوم الفلاحية[57]
- المعهد الوطني الجزائري للبحث الزراعي[58]
- المعهد الوطني للبريد وتكنولوجيات الإعلام والاتصال[59]
- جامعة العلوم والتكنولوجيا هواري بومدين[60]
- جامعة التكوين المتواصل[61]
- المدرسة العليا للفنون الجميلة بالجزائر[62]
- المعهد الوطني للخرائط[63]
- المدرسة الوطنية العليا للإعلام الآلي[64]
- المدرسة الوطنية متعددة التقنيات بالجزائر[65]
- المدرسة الوطنية للأشغال العمومية[66]
- المدرسة المتعددة التقنيات للهندسة المعمارية والعمران[67]
- المدرسة الوطنية العليا للإحصائيات والاقتصاد التطبيقي بالجزائر[68]
- المعهد العالي للتسيير والتخطيط[69]
- المعهد الوطني للفنون الدرامية[70]
- المدرسة الوطنية العليا للبيطرة[71]
- مركز البحث في علم الفلك والفيزياء الفلكية والجيوفيزياء[72]
- الوكالة الفضائية الجزائرية[73]
- الديوان الوطني للإحصائيات بالجزائر[74]
- المعهد الوطني للأبحاث الغابية[75]
- مركز التنوع البيئي بالرغاية
- مركز التنوع البيئي بزرالدة[76]
- المركز الوطني لختم الطيور
- محطة الأبحاث الغابية ببراقي

## التضامن
تؤطر «مديرية النشاط الاجتماعي لولاية الجزائر» العديد من النشاطات التضامنية، وتشرف على خمسة مراكز إيواء هي:
1. مركز تضامن الدكاكنة.
2. مركز تضامن سيدي موسى.
3. مركز تضامن باب الزوار.
4. مركز تضامن بئر خادم.
5. مركز تضامن دالي براهيم.

## الرياضة

### ملاعب كرة القدم

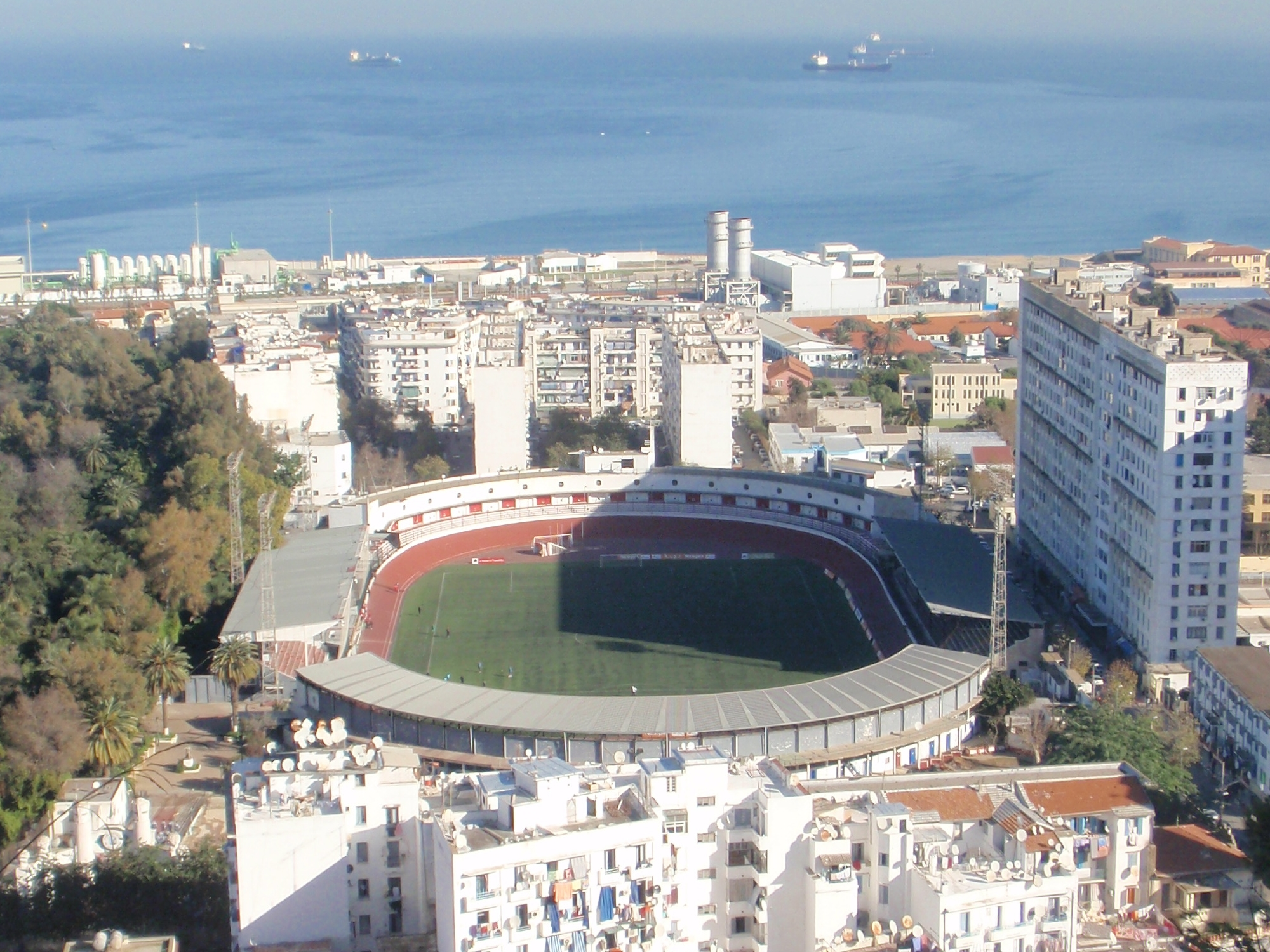
ملعب 20 أوت 1955م بالجزائر

تضم هذه الولاية العديد من ملاعب كرة القدم:
1. ملعب أول نوفمبر 1954 (الجزائر)
2. ملعب 20 أوت 1955م
3. ملعب 5 جويلية 1962م
4. ملعب عمر حمادي
5. ملعب محمد بن حداد
6. ملعب الإخوة زيوي
7. ملعب براقي

### النوادي الرياضية المحترفة
تضم هذه الولاية العديد من النوادي الرياضية المحترفة.
| الاسم                                            | الرياضة            | القسم                       | الملعب\القاعة                       | التأسيس | الكؤوس |
| ------------------------------------------------ | ------------------ | --------------------------- | ----------------------------------- | ------- | ------ |
| نادي مولودية الجزائر (MCA)                       | ناد متعدد الرياضات | الرياضة في الجزائر          | ملعب 5 جويلية 1962م                 | 1921    | 4      |
| نادي مولودية الجزائر (كرة القدم)                 | لعبة كرة القدم     | الرابطة المحترفة لكرة القدم | ملعب 5 جويلية 1962م                 | 1921    | 5      |
| شباب بلوزداد (CRB)                               | لعبة كرة القدم     | الرابطة المحترفة لكرة القدم | ملعب 20 أوت 1955م                   | 1962    | 1      |
| اتحاد الجزائر (USMA)                             | لعبة كرة القدم     | الرابطة المحترفة لكرة القدم | ملعب عمر حمادي، ملعب 5 جويلية 1962م | 1937    | 1      |
| نصر حسين داي (NAHD)                              | ناد متعدد الرياضات | الرياضة في الجزائر          | ملعب الإخوة زيوي                    | 1947    | 1      |
| نصر حسين داي (كرة القدم)                         | لعبة كرة القدم     | الرابطة المحترفة لكرة القدم | ملعب الإخوة زيوي                    | 1947    | 1      |
| اتحاد الحراش (USMH)                              | لعبة كرة القدم     | الرابطة المحترفة لكرة القدم | ملعب أول نوفمبر 1954م               | 1935    | 1      |
| رائد شباب القبة (RCK)                            | لعبة كرة القدم     | الرابطة المحترفة لكرة القدم | ملعب محمد بن حداد                   | 1945    | 1      |
| رائد شباب القبة (كرة اليد)                       | كرة اليد           | كأس الجزائر لكرة اليد       | ملعب محمد بن حداد                   | 1945    | 1      |
| رائد شباب القبة (كرة السلة)                      | كرة السلة          | بطولة كرة السلة الجزائرية   | ملعب محمد بن حداد                   | 1945    | 1      |
| نادي بارادو (كرة القدم)                          | لعبة كرة القدم     | الرابطة المحترفة لكرة القدم | ملعب ولد موسى سعيدة                 | 1994    | 1      |
| وداد أمل الرويبة (كرة القدم)                     | لعبة كرة القدم     | الرابطة المحترفة لكرة القدم | ملعب بوعلام مبروكي                  | 1947    | 1      |
| النادي الأدبي الرياضي لبلدية الرغاية (كرة القدم) | لعبة كرة القدم     | الرابطة المحترفة لكرة القدم | ملعب بوعلام بورادة                  | 1954    | 1      |
| الشباب الرياضي لبلدية الدار البيضاء (كرة القدم)  | لعبة كرة القدم     | الرابطة المحترفة لكرة القدم | ملعب الدار البيضاء                  | 1962    | 1      |
| الشباب الرياضي لمدينة الشراقة (كرة القدم)        | لعبة كرة القدم     | الرابطة المحترفة لكرة القدم | ملعب الإخوة لعمالي                  | 1948    | 1      |
| الاتحاد الرياضي لمدينة الشراقة (كرة القدم)       | لعبة كرة القدم     | الرابطة المحترفة لكرة القدم | ملعب الإخوة لعمالي                  | 1993    | 1      |
| الوداد الرياضي بن طلحة (كرة القدم)               | لعبة كرة القدم     | الرابطة المحترفة لكرة القدم | ملعب آيت الحسين ببراقي              | 1977    | 1      |
| أولمبي العناصر (كرة القدم)                       | لعبة كرة القدم     | الرابطة المحترفة لكرة القدم | ملعب 20 أوت 1955م                   | 1962    | 1      |
| شبيبة الأبيار (كرة القدم)                        | لعبة كرة القدم     | الرابطة المحترفة لكرة القدم | ملعب عبد الرحمان إبرير              | 1944    | 1      |

## الموارد المائية
تمتلك ولاية الجزائر مواردًا مائية متمثلة في الوديان والسدود والآبار ومحطات تحلية مياه البحر.

### الوديان
يتضمن إقليم ولاية الجزائر العديد من الوديان منها:
1. وادي الحراش.
2. وادي الحميز.
3. وادي الرغاية.
4. وادي مزفران.
5. وادي جر.
6. وادي كنيس.[78]
7. وادي عيون.
8. وادي قريش.[79]
9. وادي عتون[80] (أو: وادي مقصل).[78]
10. وادي برانس.
11. وادي سيدي مجبر.
12. وادي فري فالون.
13. وادي سكوطو نادال.
14. وادي جوبير.
15. وادي بن لزهر.
16. وادي بير طرارية.
17. وادي أوشاياح.
18. وادي بني مسوس.
19. وادي فاتيس.
20. وادي ثلاثة.
21. وادي جمعة.[81]
22. وادي الكرمة.
23. وادي سيدي عراك.
24. وادي النورية مندري.
25. وادي الفوارة.
26. وادي بن أعمر.
27. وادي العناصر.
28. وادي أرجام.
29. وادي جماية.
30. وادي سيدي أحمد.
31. وادي أعمر.
32. وادي بن مهدي.
33. وادي بوراد.[82]
34. وادي قرباع.

## البحيرات
- بحيرة الرغاية (الإحداثيات: 36°46′13″N 3°20′02″E / 36.7702346°N 3.3338655°E).
- بحيرة دويرة (الإحداثيات: 36°39′48″N 2°55′39″E / 36.6633385°N 2.9275241°E).
- بحيرة دالي إبراهيم (الإحداثيات: 36°44′56″N 2°57′57″E / 36.7487673°N 2.9659718°E).
- بحيرة مزفران (الإحداثيات: 36°36′52″N 2°47′01″E / 36.614438°N 2.7836912°E).
- بحيرة المحالمة (الإحداثيات: 36°39′25″N 2°52′28″E / 36.6569742°N 2.8745378°E).
- بحيرة زرالدة (الإحداثيات: 36°40′33″N 2°51′20″E / 36.6757085°N 2.8556775°E).
- بحيرة السويدانية (الإحداثيات: 36°42′37″N 2°52′44″E / 36.7102833°N 2.8788549°E).

### السدود

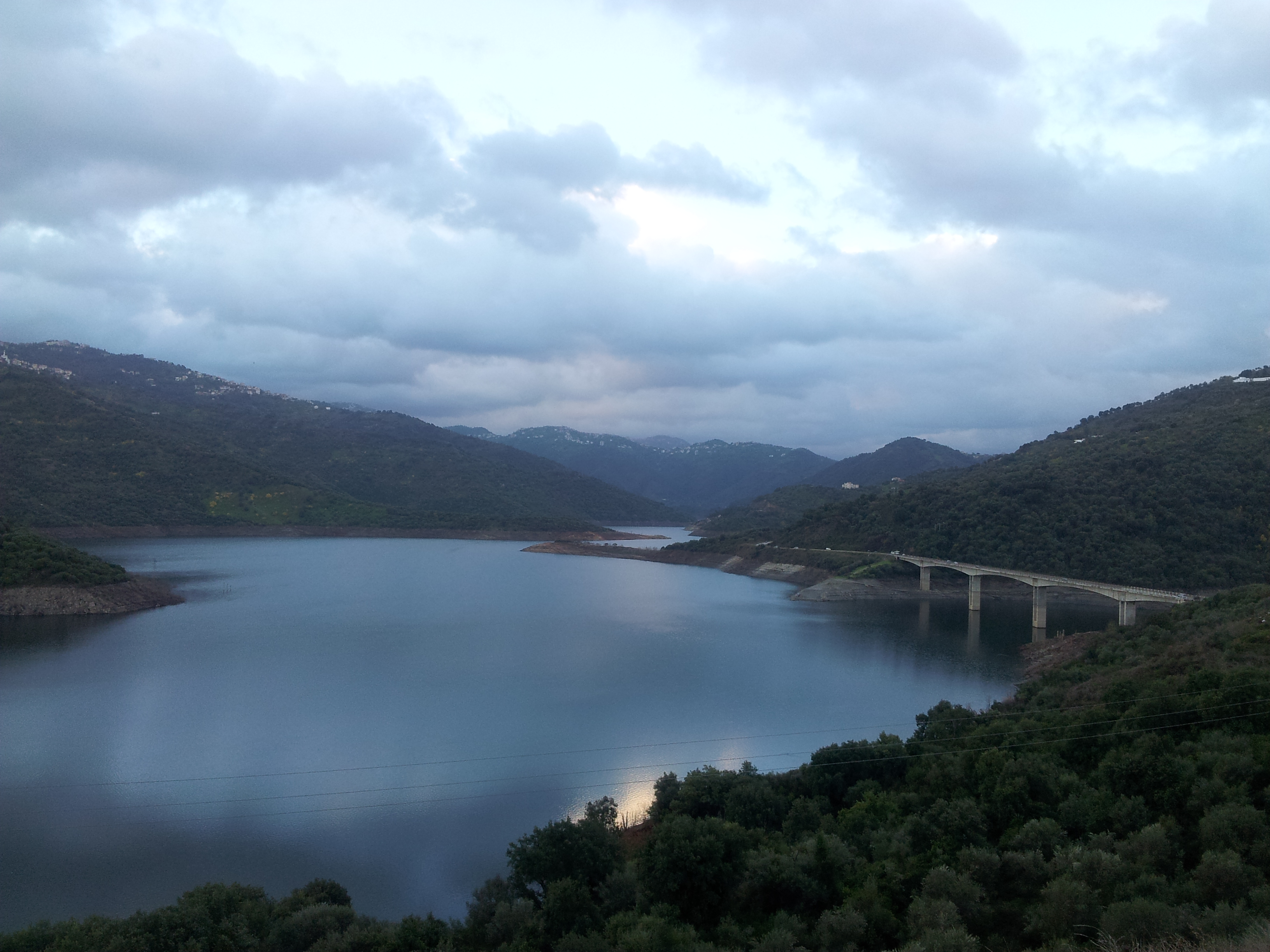
سد تاقسبت

تستفيد هذه الولاية من مياه سد دويرة إضافة إلى مياه سدود الولايات المجاورة:
- سد بني عمران: 13٬100٬000 متر مكعب (ولاية بومرداس).
- سد الحميز : 16٬280٬000 متر مكعب (ولاية بومرداس).
- سد قدارة: 145٬600٬000 متر مكعب (ولاية بومرداس).
- سد وادي جمعة : 176٬000٬000 متر مكعب (ولاية بومرداس).
- سد تاقسبت: 175٬000٬000 متر مكعب (ولاية تيزي وزو).[83]
- سد كدية أسردون: 640٬000٬000 متر مكعب (ولاية البويرة).[84]
- سد بوكردان : 105٬000٬000 متر مكعب (ولاية تيبازة).[85]
- سد بورومي : 188٬000٬000 متر مكعب (ولاية البليدة).[86]

### محطات تحلية مياه البحر
تستفيد هذه الولاية من محطة تحلية مياه البحر في الحامة التي تنتج 200 000 متر مكعب يوميا.

## التنوع البيئي
تتميز ولاية الجزائر بتنوعها البيئي النباتي والحيواني الذي يتم تسييره من طرف محافظة الغابات للجزائر العاصمة (CFA) تحت وصاية المديرية العامة للغابات (DGF).

## الغابات
تضم هذه الولاية العديد من الغابات، منها:
- غابة عين طاية
- غابة العناصر
- غابة باش جراح
- غابة باينام
- غابة بلوزداد
- غابة بن عكنون
- غابة بني مسوس
- غابة بولوغين
- غابة برج البحري
- غابة برج الكيفان
- غابة بوزريعة
- غابة الدويرة
- غابة المرسى
- غابة المرادية
- غابة حيدرة
- غابة القبة
- غابة مقطع خيرة
- غابة معالمة
- غابة بارادو
- غابة الرغاية
- غابة السحاولة
- غابة سيدي فرج
- غابة زرالدة

## المقابر

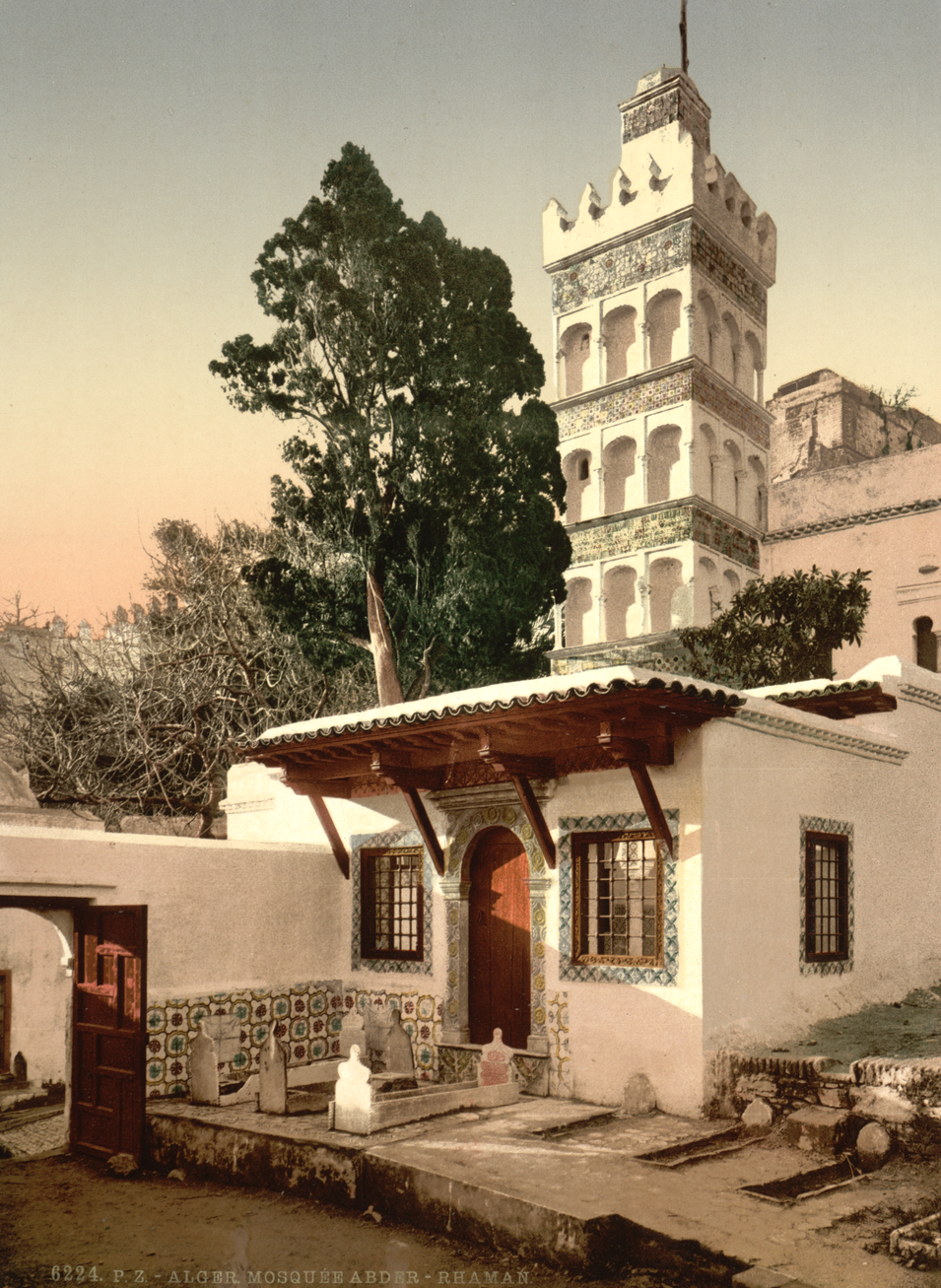
مقبرة سيدي عبد الرحمان الثعالبي
مقبرة سيدي أمحمد بوقبرين
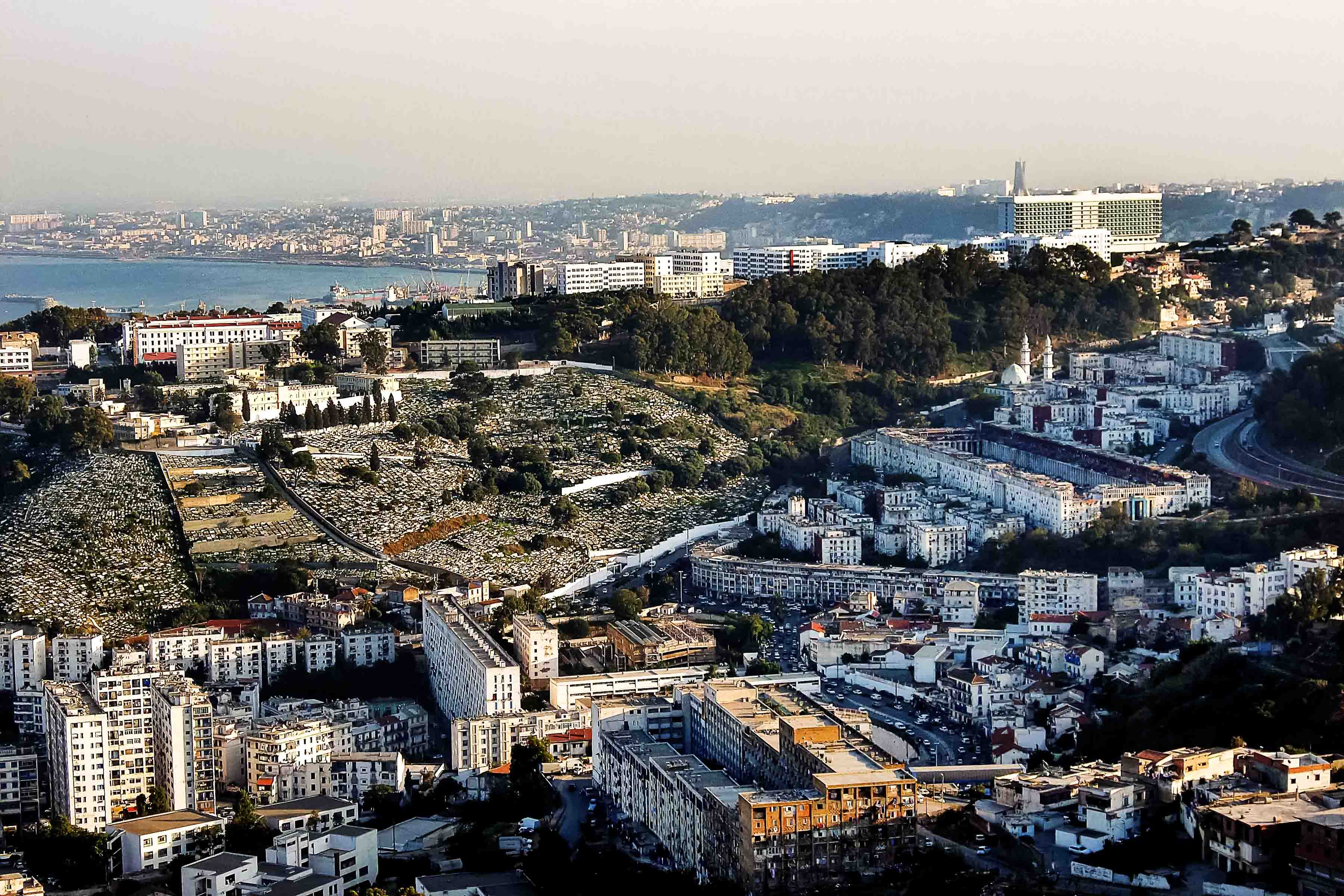
مقبرة القطار
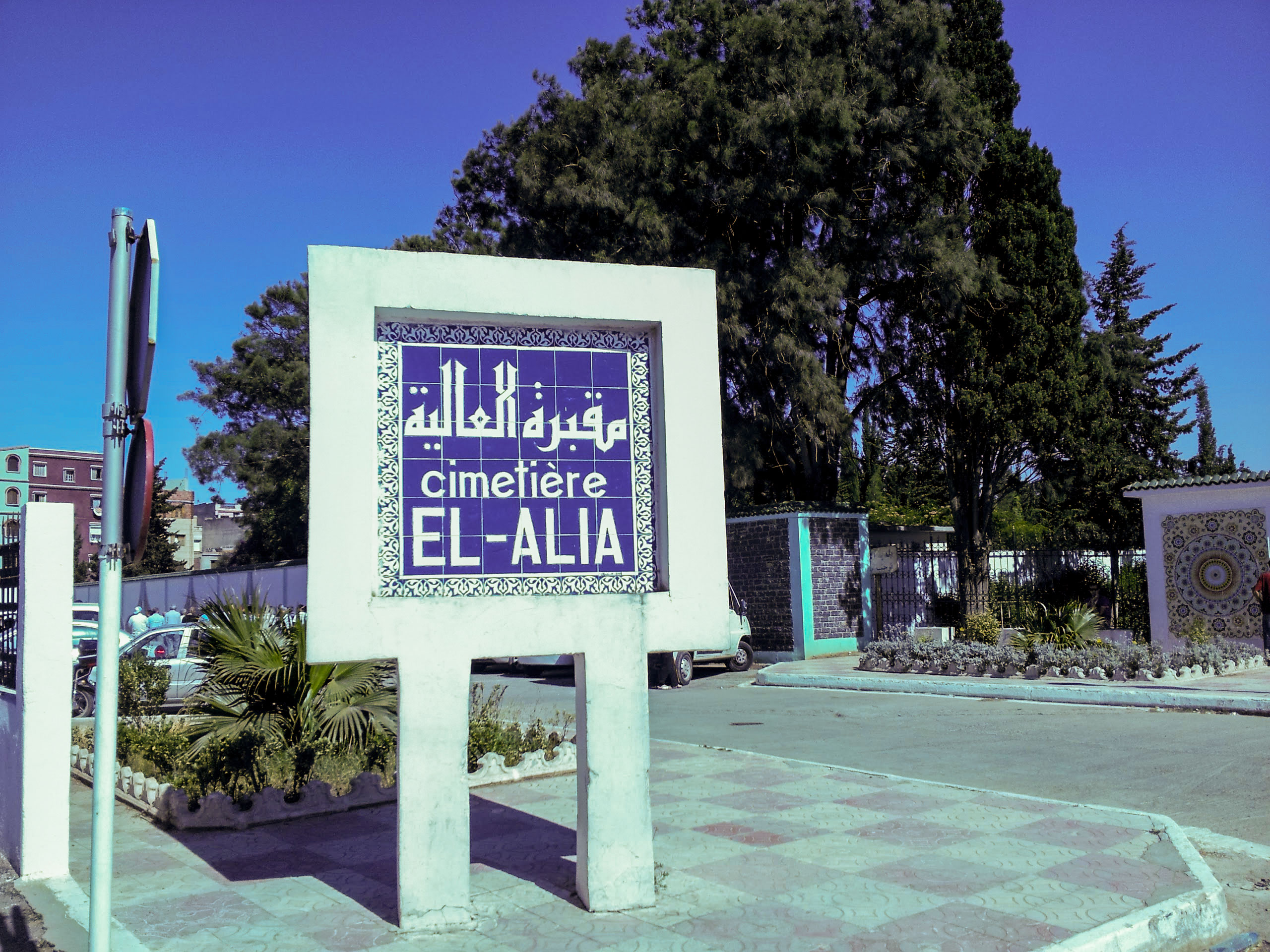
مقبرة العالية

## نواب ولاية الجزائر في المجلس الشعبي الوطني
يبلغ عدد النواب في المجلس الشعبي الوطني عن ولاية الجزائر 40 نائبا خلال الدورة التشريعية 2012م-2 017 م التي انطلقت بعد 10 مايو 2012م.
التوزع الجنسي لنواب البرلمان عن ولاية الجزائر (2012م-2017م)
يتوزع نواب البرلمان عن ولاية الجزائر في الدورة التشريعية 2012م-2 017 م وفق الجنس حسب النسب التالية:
1. النواب النساء: 15 (37.50 %).
2. النواب الرجال: 25 (62.50 %).

### التوزيع الحزبي
الانتماء الحزبي لنواب البرلمان عن ولاية الجزائر (2012م-2017م)
يتوزع نواب البرلمان عن ولاية الجزائر في الدورة التشريعية 2012م-2 017 م حسب عدة قوائم حزبية:
1. تكتل الجزائر الخضراء: 14 نائبا (35.00 %).
2. جبهة القوى الاشتراكية: 5 نواب (12.50 %).
3. جبهة التحرير الوطني: 10 نواب (25.00 %).[90]
4. حزب العمال: 7 نواب (17.50 %).[91]
5. التجمع الوطني الديمقراطي: 4 نواب (10.00 %).

### القائمة الاسمية للنواب خلال العهدة التشريعية 2012م-2017م
1. عبد الحليم عبد الوهاب (تكتل الجزائر الخضراء).[92]
2. حياة تياتي (جبهة القوى الاشتراكية).[93]
3. عبد الهادي دبيشي (جبهة التحرير الوطني).[94]
4. عبد السلام بوشوارب (التجمع الوطني الديمقراطي).[95]
5. جلول جودي (حزب العمال).[96]
6. أحمد شريفي (تكتل الجزائر الخضراء).[92]
7. عمار غول (تكتل الجزائر الخضراء).[92]
8. أسماء بن قادة (جبهة التحرير الوطني).[94]
9. سميرة كركوش (جبهة التحرير الوطني).[94]
10. وحيد بوعبد الله (جبهة التحرير الوطني).[94]
11. شهرزاد بن توري (تكتل الجزائر الخضراء).[92]
12. جمال ماضي (جبهة التحرير الوطني).[94]
13. فاطمة بوجملين (تكتل الجزائر الخضراء).[92]
14. فوزية بن سحنون (التجمع الوطني الديمقراطي).[95]
15. غاني بودبوز (تكتل الجزائر الخضراء).[92]
16. كمال ميدة (تكتل الجزائر الخضراء).[92]
17. كريم بالول (جبهة القوى الاشتراكية).[93]
18. كريمة عدمان (تكتل الجزائر الخضراء).[92]
19. لويزة حنون (حزب العمال).[96]
20. إلياس سعدي (جبهة التحرير الوطني).[94]
21. محمد بكاي (حزب العمال).[96]
22. محمد العربي ولد خليفة (جبهة التحرير الوطني).[94]
23. مصطفى بوشاشي (جبهة القوى الاشتراكية).[93]
24. نادية بوبغلة (حزب العمال).[96]
25. نعيمة ماجر (تكتل الجزائر الخضراء).[92]
26. نورة محيوت (جبهة القوى الاشتراكية).[93]
27. أم السعد بن تركي (جبهة التحرير الوطني).[94]
28. رابح محمودي (تكتل الجزائر الخضراء).[92]
29. رشيد قالون (تكتل الجزائر الخضراء).[92]
30. رمضان تعزيبت (حزب العمال).[96]
31. رحيمة بن بسة (حزب العمال).[96]
32. سعيدة إبراهيم بوناب (جبهة التحرير الوطني).[94]
33. صلاح الدين بورزاق (جبهة التحرير الوطني).[94]
34. سليم لباطشة (حزب العمال).[96]
35. سميرة مزازة (تكتل الجزائر الخضراء).[92]
36. صديق شهاب (التجمع الوطني الديمقراطي).[95]
37. الطاهر حبشي (تكتل الجزائر الخضراء).[92]
38. يوسف خبابة (تكتل الجزائر الخضراء).[92]
39. عبد الكريم مهني (التجمع الوطني الديمقراطي).[95]
40. محمد نبو (جبهة القوى الاشتراكية).[93]

## الشخصيات
- محمد عيسى
- محمد بلحسين

### حكام وزعماء
- بولوغين بن زيري (القرن .10)
- سالم التومي (القرن .16)

### شخصيات دينية إسلامية
- عبد الرحمن الثعالبي (القرن .14)
- سيدي أمحمد بوقبرين (القرن .18)
- سيدي إبراهيم السلامي (القرن .14)
- محمد العمالي وابنه حميدة العمالي وابنه  علي العمالي (القرن .19)
- علي بن الأمين (القرن 18\19)
- مصطفى الكبابطي (القرن 18\19)
- مصطفى القديري (القرن 18\19)
- أبو القاسم الحفناوي (القرن 19\20)
- محمد شارف الجزائري (القرن 20)
- عبد الرحمان الجيلالي (القرن .20)
- محمد بابا عمر (القرن .20)

### شخصيات سياسية
- مصطفى الكبابطي (القرن .19)
- علي ولد سي سعدي (القرن .19)
- الأمير خالد الجزائري (القرن .20)
- محمد الأمين دباغين (القرن .20)
- محمد خيضر (القرن .20)
- زبير بوعجاج (القرن. 20)
- أحمد جداعي (القرن .20)
- علي هارون (القرن .20)
- مصطفى بوشاشي (القرن 20/21)

### أدباء وكتّاب
- محمد ابن أبي شنب  (القرن 19\20)
- مصباح حويذق (القرن .20)
- إبراهيم بوسحاقي (القرن .20)
- مولود لوناوسي (القرن .20)

### إعلاميون
- أمينة بلوزداد (القرن .20)
- جميلة بو عزة (القرن .20)

### موسيقيون ومغنون
- بهية فرح (القرن .20)
- شريفة (القرن .20)
- حنيفة (القرن .20)
- مصطفى تومي (القرن .20)
- ونيسة (القرن .20)
- جيدة (القرن .20)
- شابحة (القرن .20)
- نوارة (القرن .20\21)
- خدوجة (القرن .20)
- زينة (القرن .20)
- أنيسة (القرن 20\21)
- يمينة (القرن 20)

### ناشطون
- عبد الحليم بن سماية (مثقف، القرن 19\20)
- محمد بن زعموم (زعيم محلي، القرن .19)
- محمد بلوزداد (القرن .20)
- عثمان بلوزداد (القرن .20)
- ديدوش مراد (القرن .20)
- أرزقي لوني (القرن .20)
- جميلة بوحيرد (القرن .20)
- جميلة بوباشا (القرن .20)
- مليكة قايد (القرن .20)
- نفيسة حمود (القرن .20)
- باية حسين (القرن .20)
- جوهر عكرور (القرن .20)
- علي لابوانت (القرن .20)
- محمد بورنان (القرن .20)
- جميلة عمران مين (القرن .20)
- علي خوجة (القرن .20)
- يحي بوسحاقي (القرن .20)
- محمد العيشاوي (صحفي، القرن .20)
- محمد كواسي (مصور، القرن .20)
- محمد الغزالي بن الحفاف (القرن .20)
- علي فوزي رباعين (حقوقي\سياسي، القرن 20\21)

### رياضيون
- محمد بومزراق (القرن .20)

### نواب وحزبيون
- رشيد حالت (القرن .20)
- نورة محيوت (القرن .20)
- محمد الصغير بوسحاقي (القرن 18\20)
- محمد نبو (القرن 20\21)
- حياة مزياني (القرن .20)
- موسى الحاج (القرن .20)

### باحثون
- حمدان خوجة (القرن. 19)

### موظفون عموميون
- عبد المالك تمام

## وصلات خارجية
- موقع ولاية الجزائر.
- جامعة الجزائر 1.
- مديرية التربية لولاية الجزائر العاصمة
- إذاعة الجزائر العاصمة.
- مديرية التجارة لولاية الجزائر العاصمة.
- المطار الدولي هواري بومدين.
- شبكة الطرقات لولاية الجزائر العاصمة